# Dänemark
Dänemark (dänisch Danmark [ˈdænmɑk]) ist ein Land im nördlichen Europa und neben Grönland und den Färöern eines der drei Länder des Königreiches Dänemark. Das zwischen der Skandinavischen Halbinsel und Mitteleuropa gelegene Landesgebiet umfasst eine Fläche von 43.094 km², wovon 23.872 km² auf die Halbinsel Jütland und der Rest auf Inseln entfallen. Dänemark hatte am 1. Mai 2025 6.001.008 Einwohner.
Dänemark ist eines der zwölf Gründungsmitglieder der 1949 gegründeten NATO und seit dem 1. Januar 1973 Mitglied der Europäischen Union (bzw. ihrer Vorgängerin EWG).
Die einzige Landgrenze hat Dänemark zu Deutschland, das Königreich Dänemark hat seit 2022 durch die Grenzziehung auf der Hans-Insel zusätzlich eine Grenze mit Kanada. Im Grenzgebiet Deutschlands zu Dänemark, im ehemals dänischen Südschleswig, lebt eine dänische Minderheit. Im von 1866 bis 1920 zu Preußen gehörenden Nordschleswig gibt es eine deutsche Minderheit. Dort ist Deutsch anerkannte regionale Minderheitensprache gemäß der Europäischen Charta der Regional- oder Minderheitensprachen.

## Geographie
Das aus kulturellen Gründen meist Skandinavien zugerechnete Staatsgebiet Dänemarks umfasst (ohne Färöer und Grönland) eine Fläche von 43.094 km². Es ist damit größer als das der Schweiz oder der Niederlande, aber nur etwa halb so groß wie Österreich. Dänemark misst von Nord nach Süd 368 km und von Ost nach West 452 km. Nördlichster Punkt des Landes ist Grenen, der südlichste Punkt liegt bei Gedser im Süden der Insel Falster (er gilt zugleich als der südlichste Punkt von ganz Skandinavien). Westlichster Punkt ist Blåvandshuk in Jütland, gelegen im ehemaligen Ribe Amt, der östlichste Punkt liegt bei den Erbseninseln (dänisch Ertholmene), 18 km nordöstlich von Bornholm. Die höchste natürliche Erhebung des Landes ist mit 170,86 m.o.h. Metern der Møllehøj.
Wegen seiner Inseln und der zerklüfteten Buchten verfügt das Land über eine verhältnismäßig lange Küstenlinie von 7314 km. Dänemarks 67 km lange Südgrenze zu Deutschland bildet die einzige Landgrenze. Ansonsten wird das Land von Nordsee, Skagerrak, Kattegat und Ostsee begrenzt. Die Öresundbrücke bildet seit Juli 2000 einen festen Verkehrsweg nach Schweden.

### Landschaftsbild

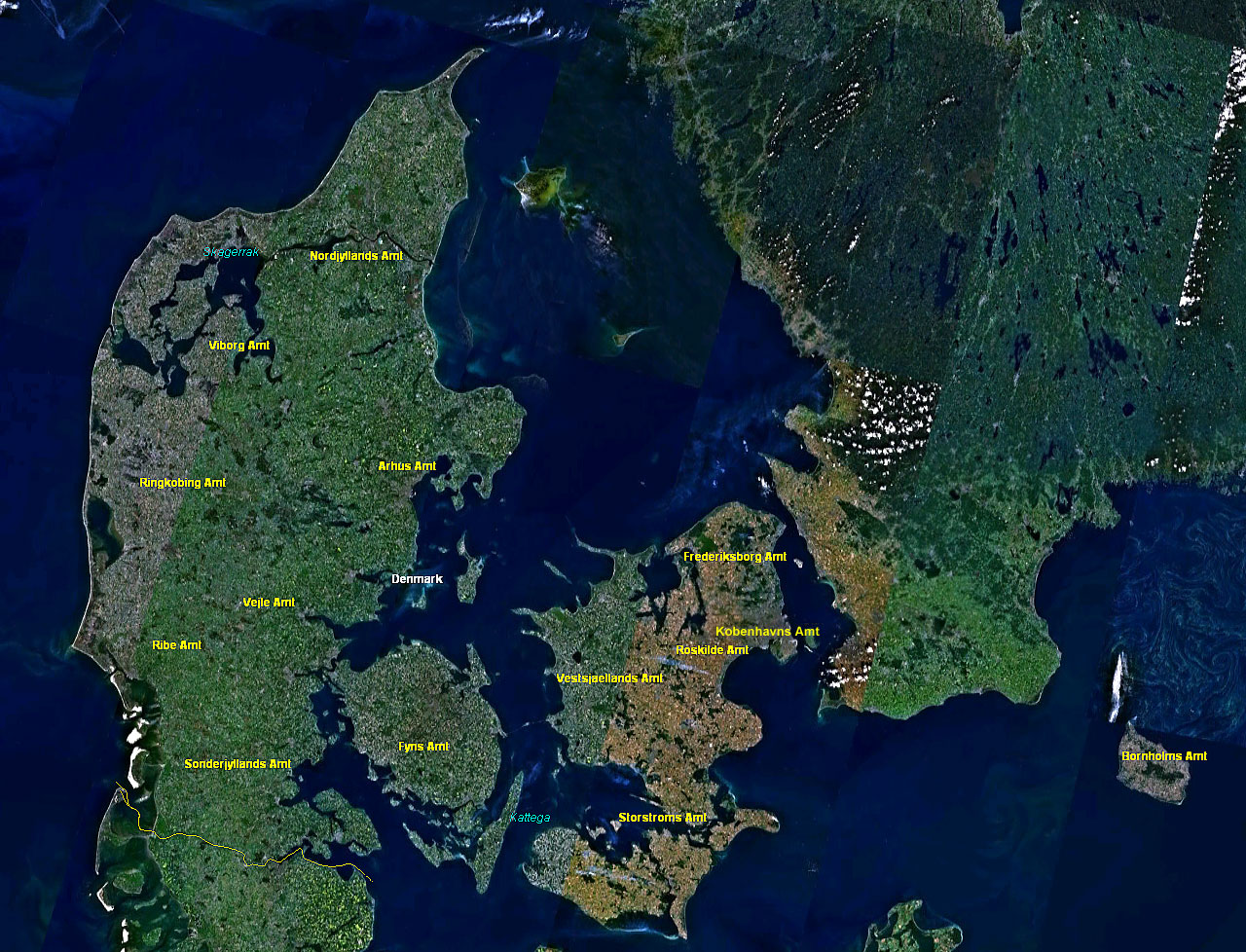
Satellitenbild Dänemarks

Mit Jütland, dem nördlichen Teil der Kimbrischen Halbinsel, und seinen Inseln bildet Dänemark den Übergang von Mitteleuropa nach Skandinavien. Insgesamt gibt es in Dänemark 1419 Inseln mit einer Fläche größer als 100 m². 394 Inseln tragen amtliche Namen, von diesen waren 2016 nur 74 bewohnt. Die größte Insel des Landes ist Seeland mit 7031 km², gefolgt von Vendsyssel-Thy (Nordjütland) mit 4685 km² (das aber nicht als Insel wahrgenommen wird) und Fünen mit einer Größe von 2985 km². Seeland, an dessen Ostküste die Hauptstadt Kopenhagen liegt, wird durch den Großen Belt von der Insel Fünen getrennt, die wiederum durch den Kleinen Belt von Jütland getrennt ist. Eine dritte bedeutende Meeresstraße in der Region ist der Öresund zwischen Seeland und der Südspitze Schwedens.
Die Eiszeiten des Pleistozäns prägten die Landschaften Dänemarks maßgeblich. Überfuhren Elster- und Saale-Kaltzeit die dänische Halbinsel noch komplett unter Ablagerung von Grundmoränenmaterial, so reichte die Weichsel-Kaltzeit vor rund 20.000 Jahren nur bis etwa zur Mitte Dänemarks. Heute lässt sich diese teilweise Vergletscherung noch anhand der Hauptstillstandslinie der verschiedenen Stadiale der Weichsel-Kaltzeit nachvollziehen. Sie teilt Dänemark in das charakteristische Ost- und Westjütland.
In Westjütland dominieren ertragsarme Sanderflächen, in Ostjütland finden sich vorwiegend Grundmoränen- und Geschiebemergel. Die Stillstandslinie verläuft etwa vom Südrand des Limfjords zur Mitte Jütlands und von dort nach Süden bis Schleswig-Holstein. Das Land bildet eine Fortsetzung der Norddeutschen Tiefebene, die ebenfalls aus Ablagerungen aus der Kaltzeit besteht.
Insbesondere der Westteil Jütlands ist sehr flach, nach Osten wird es hügeliger, Moränen aus der Eiszeit prägen die Landschaft. Hier liegt auch die höchste natürliche Erhebung Dänemarks, der Møllehøj mit 170,86 m über NN.
Auch die Inseln sind durch ein Wechselspiel von Hügel- und Flachland geprägt. Einzige Ausnahme ist die weit im Osten liegende Insel Bornholm, die nicht aus Ablagerungen, sondern aus Granit, Schiefer und Sandstein besteht.
Der Verlauf der Nordseeküste Jütlands ist relativ ausgeglichen. Die Küstenlinie der vorgelagerten Inseln ist sehr viel kürzer als die in der Ostsee. Der Mangel an Buchten und große Dünenfelder stehen einem Hafenbau entgegen und so wurde erst im 19. Jahrhundert mit Esbjerg der einzige bedeutende Hafen an der Westküste Dänemarks gebaut. Der Limfjord im Norden war bis zur Sturmflut von 1825 ein Fjord; seitdem ist er ein etwa 180 km langer Sund, der die Nordsee mit dem Kattegat verbindet und die Halbinsel Jütland im Norden abschließt.
Die Ostseeküste Jütlands ist hingegen formenreich. Meeresbuchten, die Förden, reichen weit ins Land hinein. An ihnen liegen einige Hafenstädte, die zu den ältesten Siedlungsplätzen Dänemarks gehören.

### Klima

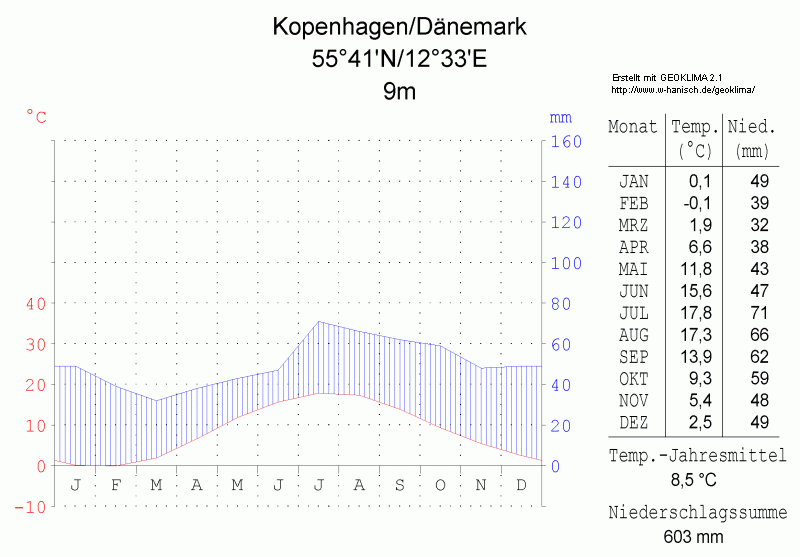
Klimadiagramm von Kopenhagen

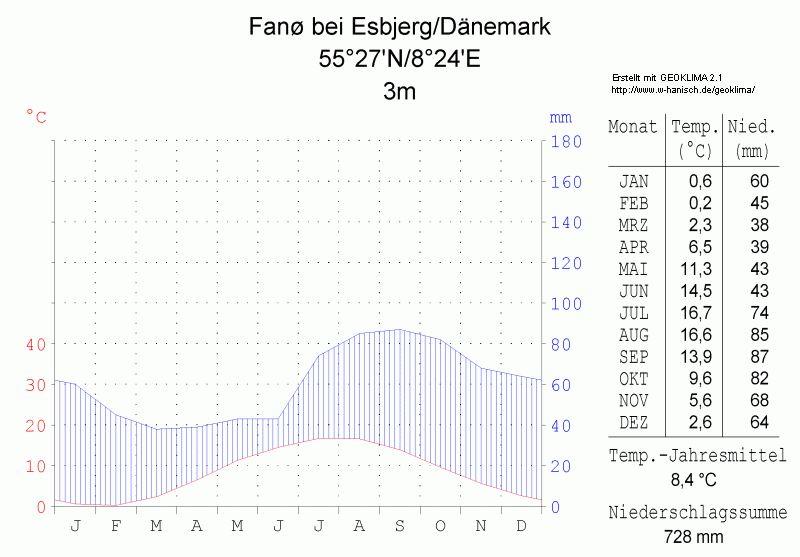
Klimadiagramm von Esbjerg

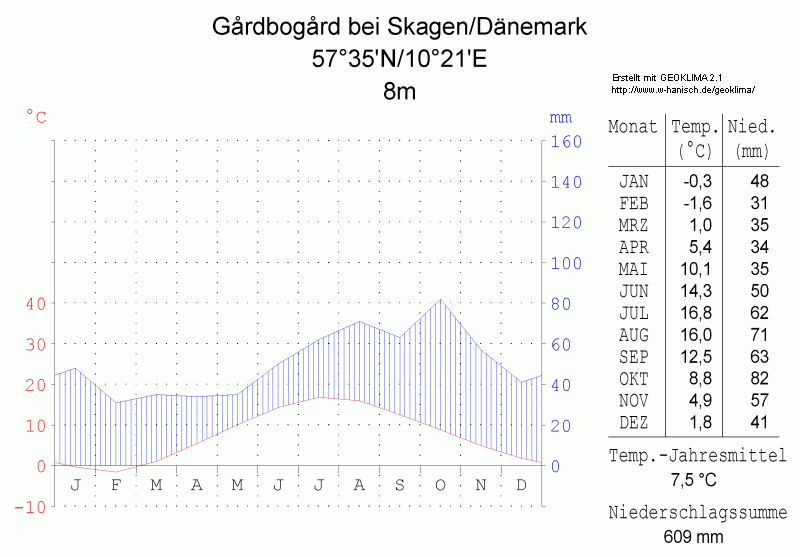
Klimadiagramm von Gardbogard bei Skagen

Trotz der Lage Dänemarks an zwei Meeren, Nord- und Ostsee, ist die jährliche Niederschlagsmenge mit 700 bis 800 mm im Westen moderat und im Osten mit 500 bis 600 mm für mitteleuropäische Verhältnisse sogar niedrig. Auch die Temperaturen sind ausgeglichen: An der Nordsee werden im Juli durchschnittlich 16 °C gemessen, im Osten von Seeland sind es 18 °C. Am Tage liegen die Temperaturen in der Regel über 20 °C, nachts sind es um 13 °C. Im Winter macht sich der mildernde Einfluss des Golfstroms bzw. seines Ablegers, des Nordatlantikstroms, bemerkbar: Landesweit herrschen dann Temperaturen um den Gefrierpunkt (tagsüber um 2 °C, nachts um −3 °C). Die Wassertemperaturen an den Küsten schwanken zwischen 3 °C im Winter und 17 °C im Sommer.
Die höchste Temperatur, die Danmarks Meteorologiske Institut seit Aufzeichnung der Wetterdaten ab 1874 jemals erfasst hat, wurde mit 36,4 °C am 10. August 1975 in Holstebro gemessen. Die niedrigste jemals aufgezeichnete Temperatur lag bei −31,2 °C und wurde am 8. Januar 1982 in Hørsted in Thy gemessen. Landesweit war das kälteste Jahr 1874 mit 5,9 °C, während 2007 mit 9,5 °C die bisher höchste Jahresdurchschnittstemperatur gemessen wurde. (Stand: 3. Oktober 2011)
|                        | Jan  | Feb  | Mär  | Apr | Mai  | Jun  | Jul  | Aug  | Sep  | Okt  | Nov | Dez  |   |     |
| Mittl. Temperatur (°C) | 0,0  | 0,0  | 2,1  | 5,7 | 10,8 | 14,3 | 15,6 | 15,7 | 12,7 | 9,1  | 4,7 | 1,6  | ⌀ | 7,7 |
| Mittl. Tagesmax. (°C)  | 2,0  | 2,2  | 4,9  | 9,6 | 15,0 | 18,7 | 19,8 | 20,0 | 16,4 | 12,1 | 7,0 | 3,7  | ⌀ | 11  |
| Mittl. Tagesmin. (°C)  | −2,9 | −2,8 | −0,8 | 2,1 | 6,5  | 9,9  | 11,5 | 11,3 | 9,1  | 6,1  | 2,3 | −0,7 | ⌀ | 4,3 |
|                        |      |      |      |     |      |      |      |      |      |      |     |      |   |     |
| Niederschlag (mm)      | 57   | 38   | 46   | 41  | 48   | 55   | 66   | 67   | 73   | 76   | 79  | 66   | Σ | 712 |
|                        |      |      |      |     |      |      |      |      |      |      |     |      |   |     |
| Sonnenstunden (h/d)    | 1,4  | 2,5  | 3,5  | 5,4 | 6,7  | 7,0  | 6,3  | 6,0  | 4,3  | 2,8  | 1,8 | 1,4  | ⌀ | 4,1 |
|                        |      |      |      |     |      |      |      |      |      |      |     |      |   |     |
| Regentage (d)          | 11   | 8    | 10   | 9   | 8    | 9    | 10   | 10   | 11   | 11   | 13  | 12   | Σ | 122 |

| −2,9 |

| −2,8 |

| −0,8 |

| 2,1 |

| 6,5 |

| 9,9 |

| 11,5 |

| 11,3 |

| 9,1 |

| 6,1 |

| 2,3 |

| −0,7 |

| −2,9 |

| −2,8 |

| −0,8 |

| 2,1 |

| 6,5 |

| 9,9 |

| 11,5 |

| 11,3 |

| 9,1 |

| 6,1 |

| 2,3 |

| −0,7 |

| N i e d e r s c h l a g | 57  | 38  | 46  | 41  | 48  | 55  | 66  | 67  | 73  | 76  | 79  | 66  |
|                         | Jan | Feb | Mär | Apr | Mai | Jun | Jul | Aug | Sep | Okt | Nov | Dez |

### Gewässer

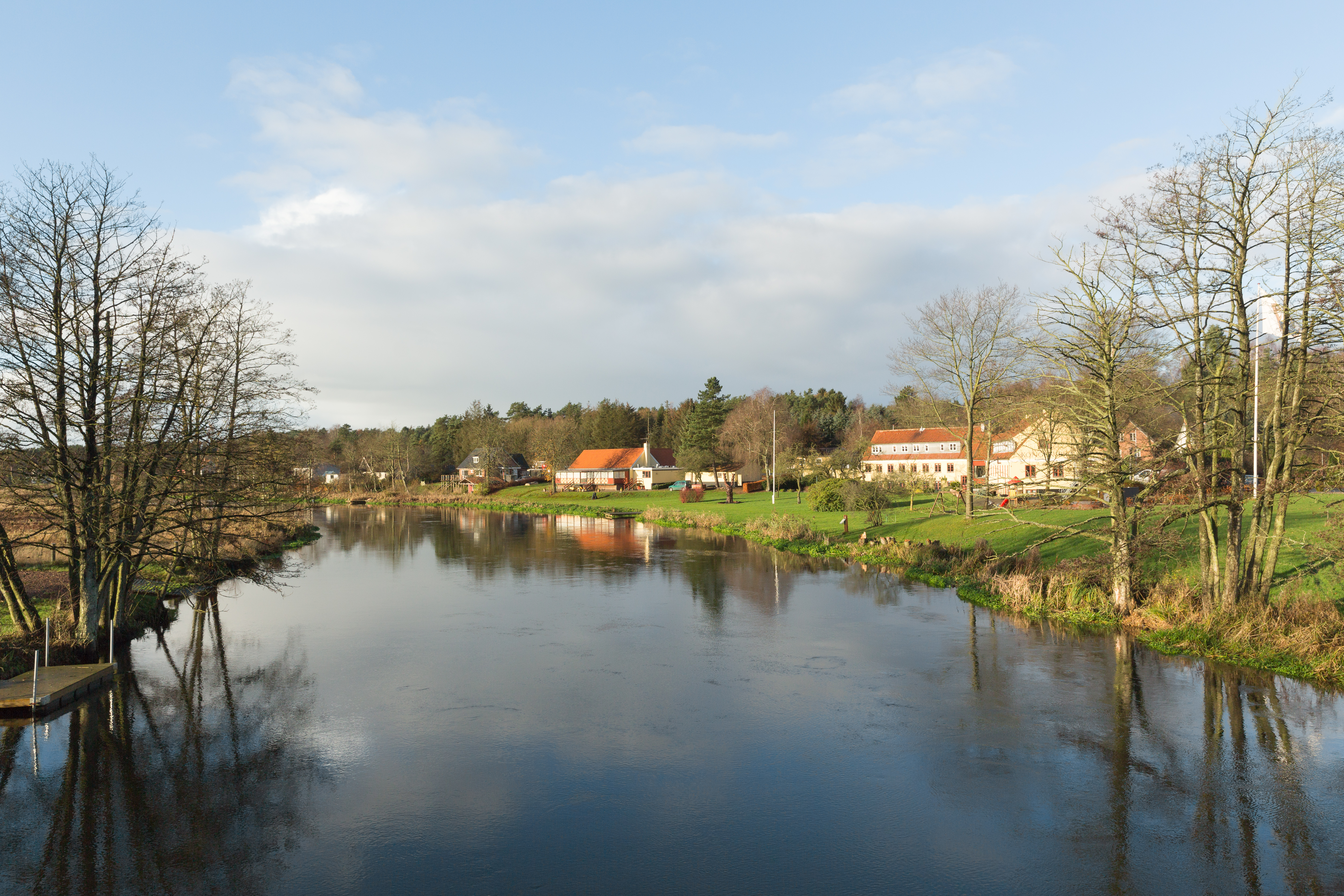
Die Gudenå

Aufgrund von umfassenden Begradigungen folgt kaum eines von Dänemarks Fließgewässern noch seinem natürlichen Lauf. Längstes Fließgewässer des Landes ist die Gudenå mit 160 Kilometern, die während der letzten Eiszeit durch die Glazialströme entstand. Die Kongeå (deutsch: Königsau) war zwischen 1864 und 1920 Grenzfluss zwischen dem Deutschen Reich und Dänemark.
Das Land umfasst zahlreiche kleinere und größere Seen. Der größte See ist der Arresø mit einer Fläche von etwa 40 km² – er liegt östlich von Frederiksværk. Zweitgrößter See des Landes ist Stadil Fjord (19 km²) auf Jütland und drittgrößte der Esromsee mit einer Fläche von 17,36 km² – er liegt, wie auch Arresø, teilweise in der Gemeinde Hillerød in der Region Hovedstaden auf der Insel Seeland.

### Flora und Fauna

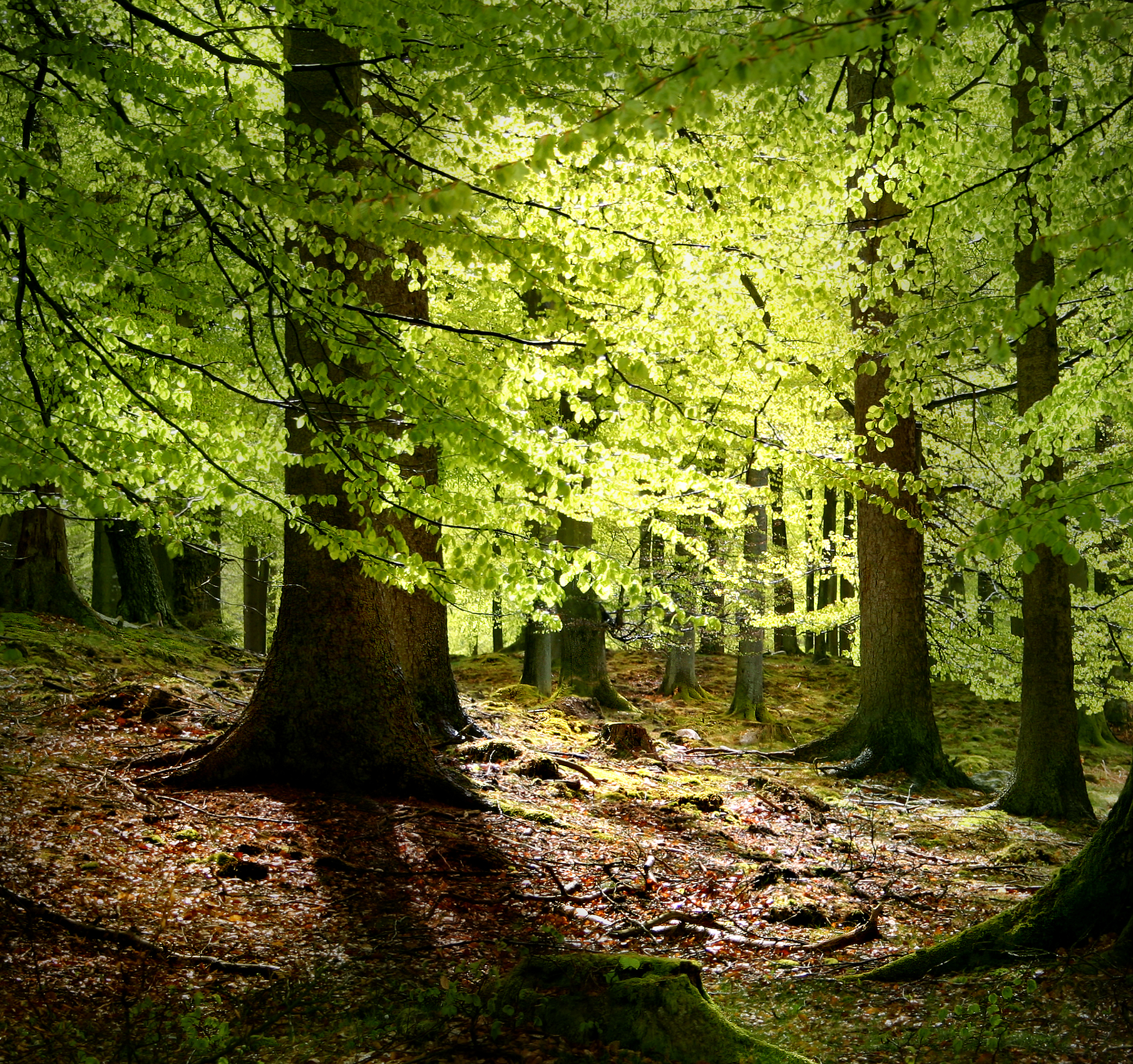
Buchen in einem Wald in Seeland

Etwa 12 Prozent Dänemarks sind von Bäumen bedeckt. Alte Waldbestände sind eher selten. Es handelt sich größtenteils um Laubwald, in dem Buche und Eiche vorherrschen. Außerdem findet man Ulmen, Haselsträucher, Ahornbäume, Kiefern, Birken, Espen, Linden und Kastanien. Dänemarks größte zusammenhängende Waldgebiete liegen im Süden von Silkeborg und mit dem Rold Skov in Himmerland.
In den Niederungen des westlichen Jütland sind vereinzelt Hochmoore erhalten geblieben. Daneben gibt es die für Mitteleuropa typische Vegetation der Dünen und Heiden.

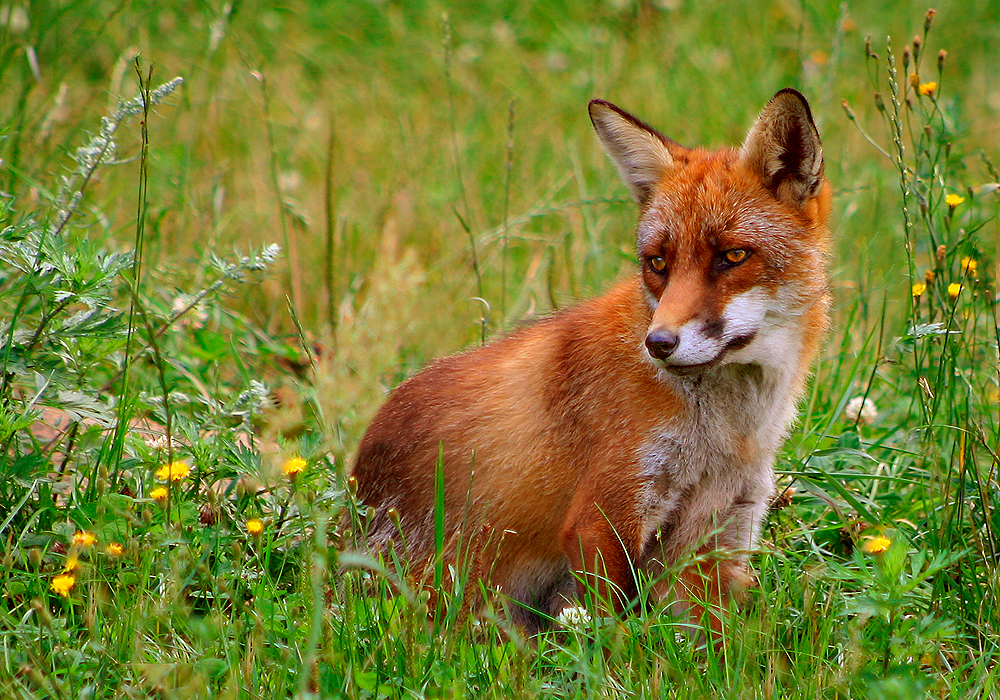
Rotfuchs in Dänemark

Das größte zu Lande lebende Wildtier Dänemarks ist der Rothirsch, der über 200 kg schwer werden kann. Man trifft auch auf Rehe, Damhirsche, Hasen, Eichhörnchen und Igel. Zu den landbewohnenden Raubtieren gehören Füchse, Dachse, Marder, Waschbären und Marderhunde. Seit 2015 werden vermehrt Wölfe in freier Wildbahn gesichtet, die in Dänemark wieder heimisch werden, seit einzelne Tiere immer öfter von Deutschland aus einwandern. Davor lebten letztmals 1813 freie Wölfe in Dänemark. Seit Mitte 2016 gibt es wieder freilebende Elche in Dänemark, nachdem in einem Moorgebiet in Jütland (Lille Vildmose) fünf Elchkälber ausgewildert wurden. Letztmals gab es wilde Elchpopulationen in Dänemark vor etwa 5000 Jahren. Auf Bornholm und in Lille Vildmose laufen Projekte zur Wiederansiedlung von Wisenten, die vor etwa 2500 Jahren im Lande ausgerottet wurden.
In Dänemark gibt es fast 400 Vogelarten, von denen Elstern, Tauben, Blässhühner, Gänse und Enten am weitesten verbreitet sind. Durch die lange Küstenlinie ist auch die wasserbewohnende Vogelwelt mit Möwen, Seetauchern und Seeschwalben äußerst vielfältig.
An den Küsten von Nord- und Ostsee leben der Seehund und – mit bis zu 300 kg das größte in Dänemark heimische Raubtier – die Kegelrobbe. In den Meeren rund um Dänemark leben zahlreiche Meeresfische; vor allem Dorsche, Lachse, Heringe und Schollen bilden die Grundlage der Fischerei.

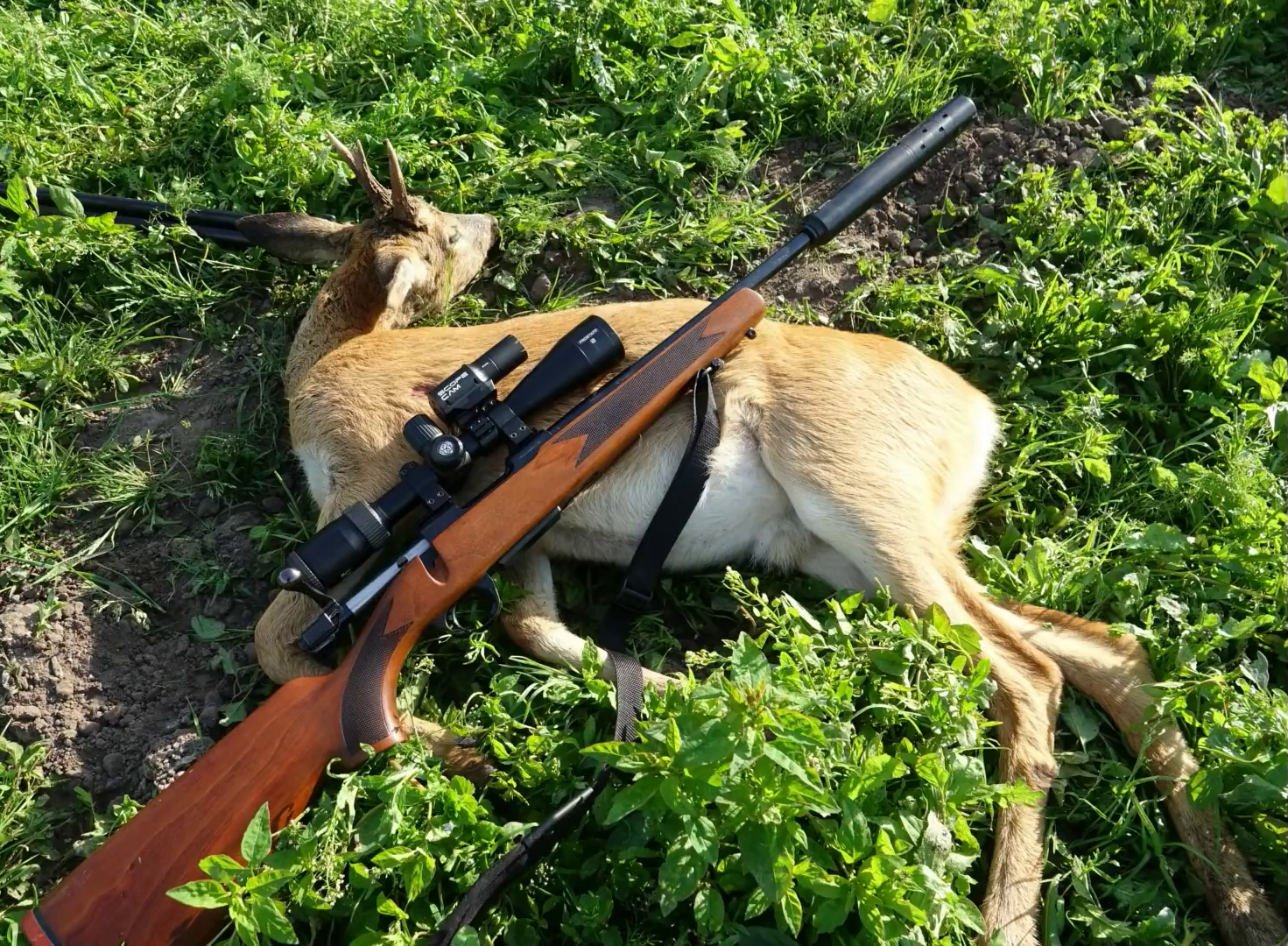
Frisch erlegter Rehbock in Dänemark

Die Jagd ist in Dänemark an das Grundeigentum gebunden, sodass nach dänischem Jagdrecht bereits ein Hektar zusammenhängender Grundfläche genügen, um darauf die Jagd ausüben zu können. Das nach Wert des Wildbrets sowie aufgrund der Wildschäden im Wald und der Feldflur bedeutsamste Jagdwild sind Rothirsch und Reh. Aus Sorge um eine mögliche Einschleppung der Afrikanischen Schweinepest über von Süden her zuwandernde Wildschweine hat Dänemark im Jahr 2019 einen rund 70 km langen und 1,50 m hohen Wildschutzzaun errichtet, der sich – abgesehen von einigen Grenzübergängen – über die gesamte Länge seiner Landgrenze mit Deutschland erstreckt (siehe Dänischer Wildschweinzaun).

### Umwelt
Die Umwelt des Landes hat nach Jahrhunderten der Abholzung (siehe auch Holznot) und Zerstörung von Weideflächen schwere Schäden erlitten. Insgesamt befinden sich rund 20 Prozent des Ackerlandes auf Meereshöhe oder knapp darüber und ein Großteil davon in ökologisch anfälligen Feuchtgebieten, die durch Abpumpen von Wasser anbaufähig gemacht wurden. Zum Schutz der ökologischen Vielfalt wurden insgesamt sechs Nationalparks eingerichtet.

### Städte
Im Jahr 2023 lebten 89 Prozent der Einwohner Dänemarks in Städten.
Seeland hat durch Kopenhagen die dichteste Besiedlung Dänemarks. Rund 40 Prozent der Bevölkerung leben auf der 7000 km² großen Insel. In der Region Groß-Kopenhagen lebten am 1. Januar 2022 1,3 Millionen Menschen.
Die Städte (dän.: byer; sing.: by) sind – seit der Gemeindereform vom 1. April 1970 und der Reduzierung der Anzahl der Gemeinden von 1098 auf 277 und ab 1974 auf 275 Gemeinden – keine Verwaltungseinheiten, sondern lediglich statistische oder geographische Einheiten. Seit der Kommunalreform 2007 gibt es 98 Gemeinden in Dänemark.
| 01 | Kopenhagen | 644.000 | 644.000 |
| 02 | Aarhus     | 285.000 | 355.000 |
| 03 | Odense     | 181.000 | 206.000 |
| 04 | Aalborg    | 120.000 | 221.000 |
| 05 | Esbjerg    | 072.000 | 115.000 |
| 06 | Randers    | 063.000 | 099.000 |
| 07 | Kolding    | 062.000 | 094.000 |
| 08 | Horsens    | 061.000 | 094.000 |
| 09 | Vejle      | 060.000 | 119.000 |
| 10 | Roskilde   | 052.000 | 089.000 |
| 11 | Herning    | 051.000 | 089.000 |
| 12 | Silkeborg  | 050.000 | 097.000 |

## Bevölkerung

### Demografie
Dänemark hatte ab 1. Mai 2025 6.001.008 Einwohner. Das jährliche Bevölkerungswachstum betrug + 0,8 %. Trotz eines Sterbeüberschusses (Geburtenziffer: 9,9 pro 1000 Einwohner vs. Sterbeziffer: 10,1 pro 1000 Einwohner) wuchs die Bevölkerung durch Migration. Die Anzahl der Geburten pro Frau lag 2022 statistisch bei 1,6, die der Europäischen Union betrug 1,5. Die Lebenserwartung der Einwohner Dänemarks ab der Geburt lag 2022 bei 81,3 Jahren (Frauen: 83,2, Männer: 79,5). Der Median des Alters der Bevölkerung lag im Jahr 2021 bei 41,3 Jahren. Im Jahr 2023 waren 15,9 Prozent der Bevölkerung unter 15 Jahre, während der Anteil der über 64-Jährigen 20,7 Prozent der Bevölkerung betrug.

### Bevölkerungsstruktur und Migration
Die Bevölkerung Dänemarks ist sehr homogen, knapp 90 Prozent der Bevölkerung sind Dänen. Im Süden Jütlands besteht mit der deutschen Minderheit eine nationale Minderheit. Hinzu kommen Angehörige anderer skandinavischer Völker und besonders seit Ende des 20. Jahrhunderts Menschen mit Migrationshintergrund, vor allem aus der Türkei und Osteuropa. Im Jahre 2017 waren 11,5 % der Bevölkerung im Ausland geboren.
Die deutsche Minderheit nimmt – wie die dänische Minderheit im deutschen Bundesland Schleswig-Holstein – eine Sonderstellung ein. Die meisten der etwa 15.000 bis 20.000 sich selbst als „Deutsche Volksgruppe“ Bezeichnenden leben dicht an der Grenze zu Deutschland; ihr Bevölkerungsanteil beträgt im Gebiet Nordschleswig (entsprach bis zur Gebietsreform 2007 dem Amt Sønderjylland) etwa 6 bis 10 %. 1955 regelten Deutschland und Dänemark die Rechtsfragen in zwei Grundsatzerklärungen, den Bonn-Kopenhagener Erklärungen: Die jeweilige Minderheit erhielt unter anderem Förderungen für ihre Schulen, Büchereien, Pfarrämter etc. sowie die Anerkennung der eigenen Schulabschlüsse und auch politische Privilegien.

### Sprache
Die Amtssprache Dänemarks ist Dänisch. Als einzige Minderheitensprache ist Deutsch anerkannt, gemäß der Europäischen Charta der Regional- oder Minderheitensprachen geltend für die deutsche Minderheit in Nordschleswig (im dänischen Teil Schleswigs bzw. Süderjütlands). Daneben haben in einigen Landesteilen auch Dialekte wie Sønderjysk und Bornholmsk eine relativ starke Verankerung. Am 21. September 2023 verkündete das Präsidium des dänischen Parlaments, dass Abgeordnete aus Grönland und von den Färöern ihre Reden künftig auch auf Grönländisch bzw. Färöisch halten dürfen.
Die dänische Sprache gehört zusammen mit Isländisch, Färöisch, Norwegisch und Schwedisch zum nordgermanischen Zweig der indogermanischen Sprachen.
Bis zum Ende der Wikingerzeit unterschieden sich die skandinavischen Mundarten nur unwesentlich voneinander. Älteste gemeinsame Zeugnisse sind die Runeninschriften aus dem 3. Jahrhundert, die von Jütland bis Südschweden gefunden wurden. Erst ab dem 12. Jahrhundert wird die Abspaltung des Dänischen deutlich. Als auffälligstes lautliches Merkmal entwickelte sich der Stoßlaut bei betonten Silben. Durch kurzzeitigen Stimmlippenverschluss wird der Luftstrom und somit der Laut für einen Augenblick unterbrochen. Geschrieben wird mit dem um drei Buchstaben erweiterten lateinischen Alphabet. Den deutschen Umlauten ä und ö entsprechen im Dänischen æ bzw. ø; dazu kommt der Buchstabe å, der bis zur dänischen Rechtschreibreform von 1948 aa geschrieben wurde.
Der dänische Wortschatz enthält viele mittelniederdeutsche Lehnwörter. Mittelniederdeutsch war die traditionelle lingua franca des Nordens und der Hanse, zeitweise auch die Sprache der dänischen Könige und des Hofes, sowie die Kommandosprache der Armee. Heute ist Englisch die wichtigste Fremdsprache in Dänemark, aber auch das Deutsche und Französische haben noch immer einen nicht unerheblichen Einfluss. Etwa 90 % der Schüler lernen zumindest zeitweise Deutsch als zweite Fremdsprache.

### Religion

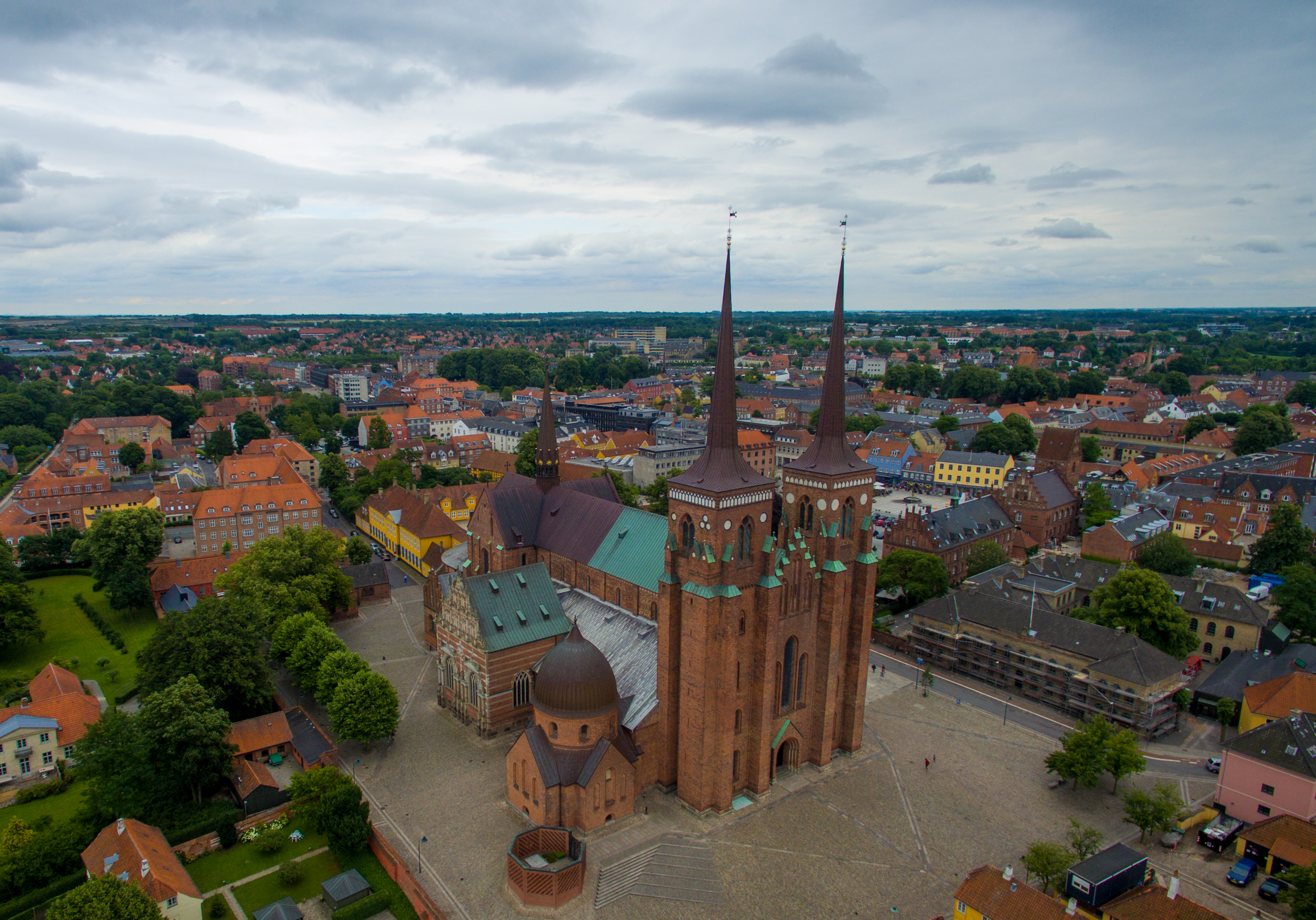
Der Dom zu Roskilde ist der traditionelle Begräbnisort der dänischen Könige

Die Religionsfreiheit wird durch das Grundgesetz Dänemarks garantiert.
Obwohl die dänische Gesellschaft stark säkularisiert ist, gehören knapp 72,1 % der Einwohner traditionell der evangelisch-lutherischen Dänischen Volkskirche (Folkekirken) an, die im 16. Jahrhundert als Teil des Protestantismus entstand (siehe Reformation in Europa). Die Dänische Volkskirche ist als einzige Glaubensgemeinschaft eng mit dem Staat verknüpft. Parlament und König üben gemeinschaftlich die Leitung der Kirche aus, höchste administrative Instanz ist der Kirchenminister.
| 1990   | 2000   | 2010   | 2015   | 2020   | 2023   |
| ------ | ------ | ------ | ------ | ------ | ------ |
| 89,3 % | 85,1 % | 80,9 % | 77,8 % | 74,3 % | 72,1 % |

Die Römisch-katholische Kirche in Dänemark (Bistum Kopenhagen mit der Kathedralkirche St. Ansgar) (0,6 %) und Muslime (5,3 %) stammen größtenteils aus Einwandererfamilien. Zu den christlichen Religionen zählen außerdem Jehovas Zeugen (0,3 %), Serbisch-Orthodoxe und Baptisten. Seit der zweiten Hälfte des 17. Jahrhunderts leben Juden (~0,1 %) in Dänemark. In Dänemark herrscht seit 2018 ein Verhüllungsverbot. Seitdem darf niemand sein Gesicht mit Burka oder Niqab verschleiern, auch Masken oder künstliche Bärte sind verboten.
Eine repräsentative Umfrage im Auftrag der Europäischen Kommission im Rahmen des Eurobarometers ergab 2020, dass für 18 Prozent der Menschen in Dänemark Religion wichtig ist, für 29 Prozent ist sie weder wichtig noch unwichtig und für 53 Prozent ist sie unwichtig.

### Bildungssystem

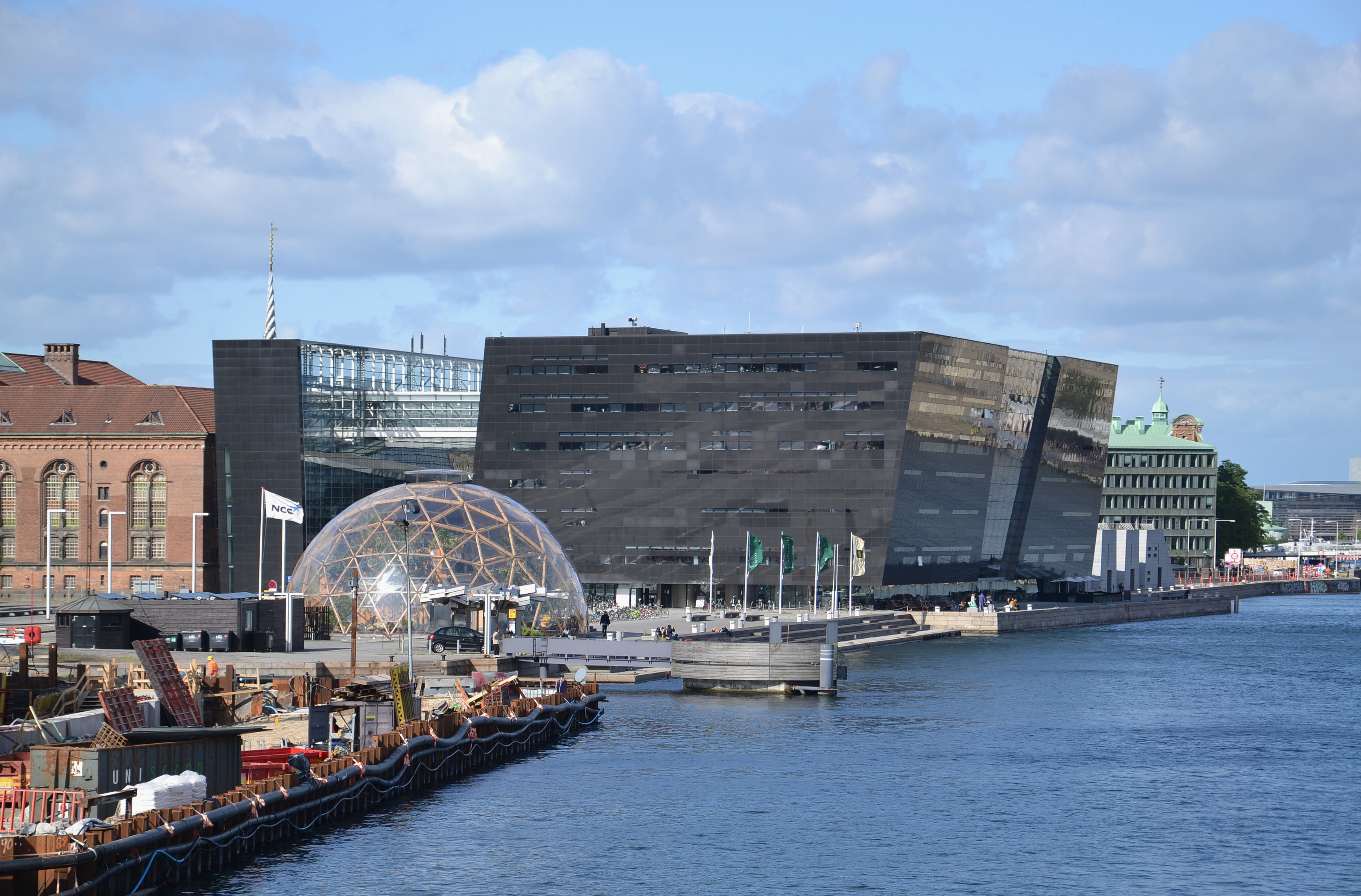
Den Sorte Diamant, ein Teil der Dänischen Königlichen Bibliothek

#### Schulen
In Dänemark existieren private und öffentliche Schulen. Die Schulbildung beginnt in Dänemark nach mindestens einem Jahr im Kindergarten mit der neunjährigen Volksschule (Folkeskole), die mit der Abschlussprüfung FSA (Folkeskolens Afgangsprøve) endet. Eine Trennung der Schüler vor der 9. Klasse findet nicht statt, es besteht insofern eine neunjährige Gemeinschaftsschule.
Darauf gibt es die Möglichkeit, nach der 9. Klasse noch ein Jahr auf die Folkeskole zu gehen und die Erweiterte Abschlussprüfung zu absolvieren (die sogenannte FS10, vormals FSU). Diese entspricht etwa der Mittleren Reife (Realschulabschluss). Da viele Folkeskolen keine 10. Klasse anbieten, absolvieren viele Schüler ein Jahr auf einer sogenannten Efterskole. Dies sind Internate, in denen die Jugendlichen neben den Fächern der 10. Klasse vor allem soziale, künstlerische, sportliche oder musikalische Kompetenzen weiterentwickeln sollen, wobei der Schwerpunkt bei jeder Efterskole anders gelegt wird.
Weiterführende Schulen nach der Folkeskole sind das Gymnasium (STX), das Handelsgymnasium (HHX) sowie das technische Gymnasium (HTX). Das Gymnasium ist mit dem deutschen Gymnasium vergleichbar und endet mit dem dänischen Abitur (Allgemeine Hochschulreife), dem sogenannten Studentereksamen. Es gibt am Gymnasium zwei Linien, die sprachliche sproglig linje und die mehr mathematisch-naturwissenschaftlich orientierte matematisk linje.
Der Besuch des Gymnasiums dauert drei Jahre, entspricht also der gymnasialen Oberstufe. Je nachdem, ob man nach der 9. oder 10. Klasse auf das Gymnasium geht, dauert es also 12 oder 13 Jahre bis zum Abitur.
Neben dem oben genannten Studentereksamen (STX) gibt es in Dänemark noch zwei andere Examensarten, das Handelsschulexamen HHX (Højere Handelseksamen) sowie das technische Abitur HTX. Während ersteres vor allem für jene interessant ist, die eine Tätigkeit in der Wirtschaft anstreben, ist das HTX vor allem für Schüler interessant, die später einen Ingenieurberuf anstreben. Das HHX und HTX sind also fachgebundene Hochschulreifen, die nicht an die Flexibilität des Studentereksamens heranreichen.
Es besteht auch die Möglichkeit, nach der 9. Klasse statt des Besuchs einer weiterführenden Schule eine Lehre zu absolvieren. Hierfür gibt es ebenfalls Berufsschulen, bei denen Theorie und Praxis kombiniert werden.
Das dänische Schulsystem differenziert daher bis zum Ende der Folkeskole überhaupt nicht, danach jedoch sehr stark. Es besteht ein grundsätzlicher Konsens, dass an der Politik der späten Differenzierung festgehalten werden soll. Eine frühe Trennung der Schüler, wie sie in Deutschland nach der Grundschule stattfindet, wird abgelehnt.

#### Hochschulen

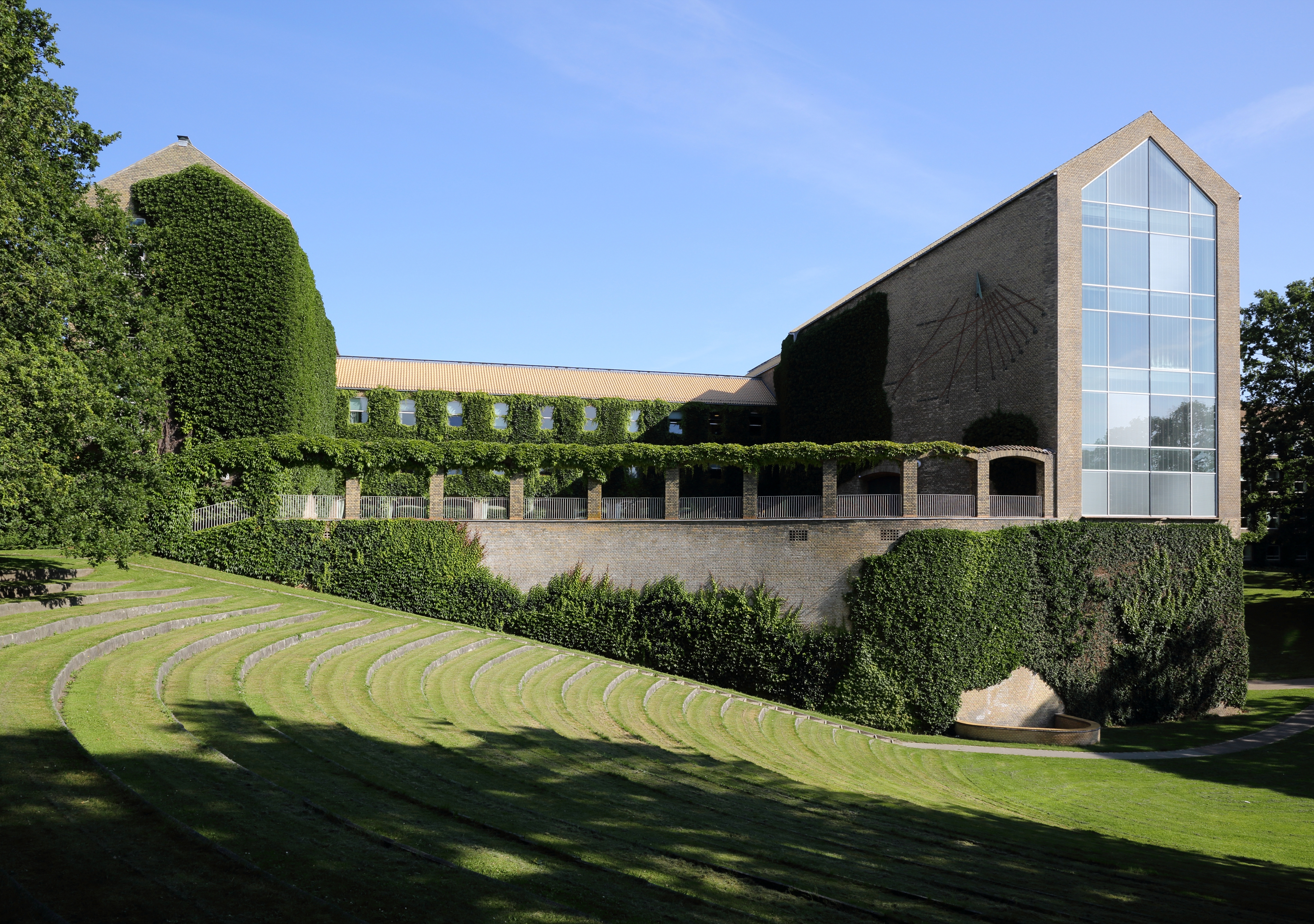
Hauptgebäude der Universität Aarhus

Es werden fünf Arten von Hochschulen unterschieden: Universitäten, Hochschulen für Architektur und Kunst, Wirtschaftshochschulen, University Colleges, maritime Ausbildungseinrichtungen.
Die älteste und bekannteste Universität ist die Universität Kopenhagen, gegründet 1479. Sie ist über mehrere Orte verstreut wie andere dänische Hochschulen auch. Die Dänemarks Technische Universität folgte erst im Jahr 1829 in Kongens Lyngby. Im 20. Jahrhundert wurde der Hochschulsektor immer breiter ausgebaut:
- Copenhagen Business School (1917) in Frederiksberg
- Universität Aarhus (1928) in Aarhus
- Universität Roskilde (1972) in Roskilde
- Universität Aalborg (1974) in Aalborg
- Syddansk Universitet (1998) in Odense
- IT-Universität Kopenhagen (1999) in Kopenhagen
- Selandia - Center for Erhvervsrettet Uddannelse in Slagelse

Daneben gibt es mehrere Kunst- und Musikhochschulen, z. B. die Königlich Dänische Kunstakademie (1754), Det Kongelige Danske Musikkonservatorium (1861).
Im Tertiären Bildungsbereich führen auch die University Colleges zu einem Hochschulabschluss. Er ist mit einem Abschluss an einer deutschen Fachhochschule zu vergleichen.
Alle dänischen Studiengänge unterliegen einem Numerus clausus, eine Zentralstelle vergibt die Studienplätze nach dem Notendurchschnitt (sogenanntes Kvote-1-Verfahren). Ferner wird ein gewisser Prozentsatz der Studienplätze nach Sozialkriterien vergeben, wobei man hier seine Chancen durch soziale Arbeit verbessern kann (sogenanntes Kvote-2-Verfahren). Ähnlich wie in Deutschland sind einige Fächer sehr überlaufen, so dass es schwer ist, einen Platz zu bekommen (zum Beispiel Medizin, Medienwissenschaften, Psychologie, Jura), während andere Fächer einen sehr niedrigen Schnitt verlangen, so dass dort jeder Bewerber aufgenommen wird.

## Geschichte

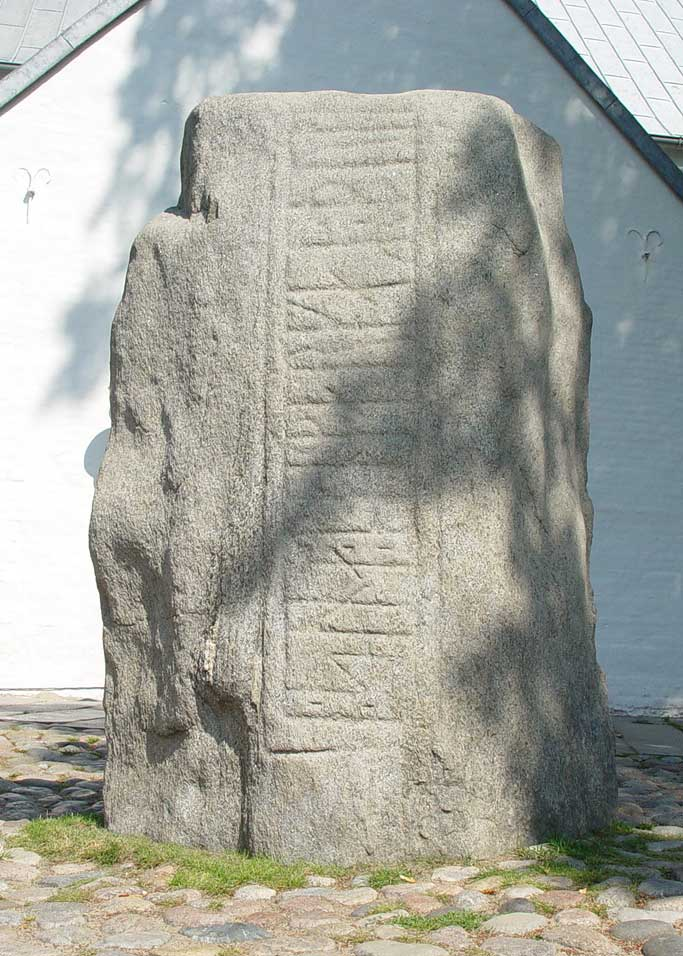
Runenstein Gorm (Vorderseite) an der Kirche in Jelling

Genetische Untersuchungen deuten auf mehrere Migrationswellen in das heutige Dänemark: Während der Mittelsteinzeit zeigte sich im heutigen Dänemark eine genetische Homogenität unter Jägern und Sammlern, die hauptsächlich westeuropäischen Vorfahren zuzuordnen sind, über einen Zeitraum von etwa 4.500 Jahren. Mit dem Beginn der Jungsteinzeit um 5.900 v. Chr. kam es durch die Ankunft von Bauern mit anatolischer Abstammung zu einem abrupten Bevölkerungswechsel, der diese Jäger und Sammler nahezu vollständig ersetzte. Etwa 1.000 Jahre später führte eine zweite große Migrationswelle von Menschen mit Abstammung aus der osteuropäischen Steppe zu einer Bevölkerung, die den heutigen Dänen genetisch näher steht, und zur Entstehung der Einzelgrabkultur.
Der Name „Dänen“ dürfte auf eine fränkische Grenzmark gegen die dänischen Könige, die sogenannte Dänische Mark, zurückzuführen sein. Seit einem 811 mit Karl dem Großen geschlossenen Vertrag bildete der Fluss Eider die dänische Südgrenze. Im 10. Jahrhundert vereinigte Gorm der Alte († um 950) die einzelnen Kleinkönigreiche unter seiner Herrschaft. Sein Sohn Harald Blauzahn nahm um 960 den christlichen Glauben an. Bis zum Tod Knuts des Großen im Jahre 1035 gelangen den dänischen Königen die Eroberung weiter Teile der britischen Inseln, Norwegens und der von 975 bis 1026 fränkischen Mark Schleswig zwischen Eider und Schlei. Damals war das dänische Haithabu der wichtigste Handelsort in Nordeuropa. Bis weit in das 11. Jahrhundert hinein wurden die Dänen ebenso wie Schweden und Norweger als Wikinger bezeichnet, die in ganz Europa Kolonien gründeten und Handel trieben, aber auch ganze Länder und Landstriche plünderten und Kriege führten.
Nach einer kurzen Phase der Schwäche begann mit Beginn der Herrschaftszeit von Waldemar I. ein erneuter Aufstieg. Große Teile der südlichen Küstenregionen der Ostsee, die zuvor von Elb- und Ostseeslawen besiedelt waren, fielen an Dänemark. In der 1219 vereinbarten Kooperation mit dem deutschen Schwertbrüderorden kamen sogar Livland, der Norden von Estland, in den Einflussbereich Dänemarks. Der Besitz dieser Gebiete war allerdings nicht von langer Dauer, nachdem eine Koalition von norddeutschen Landesherren aus der Schlacht bei Bornhöved im Jahr 1227 siegreich hervorging. Estland wurde 1346 an den Deutschen Orden verkauft und Dänemark musste die Vorherrschaft der Hanse in der Ostsee im Jahr 1370 anerkennen. Die dänischen Herrscher richteten ihren Blick nun nach Norden: 1397 wurden die drei nordischen Reiche Dänemark, Norwegen und Schweden in der Kalmarer Union vereint, die unter dänischer Vorherrschaft stand. Der Verbund existierte bis zum Jahr 1523, als zuletzt Schweden seine Unabhängigkeit zurückerlangte (siehe Gustav I. Wasa).

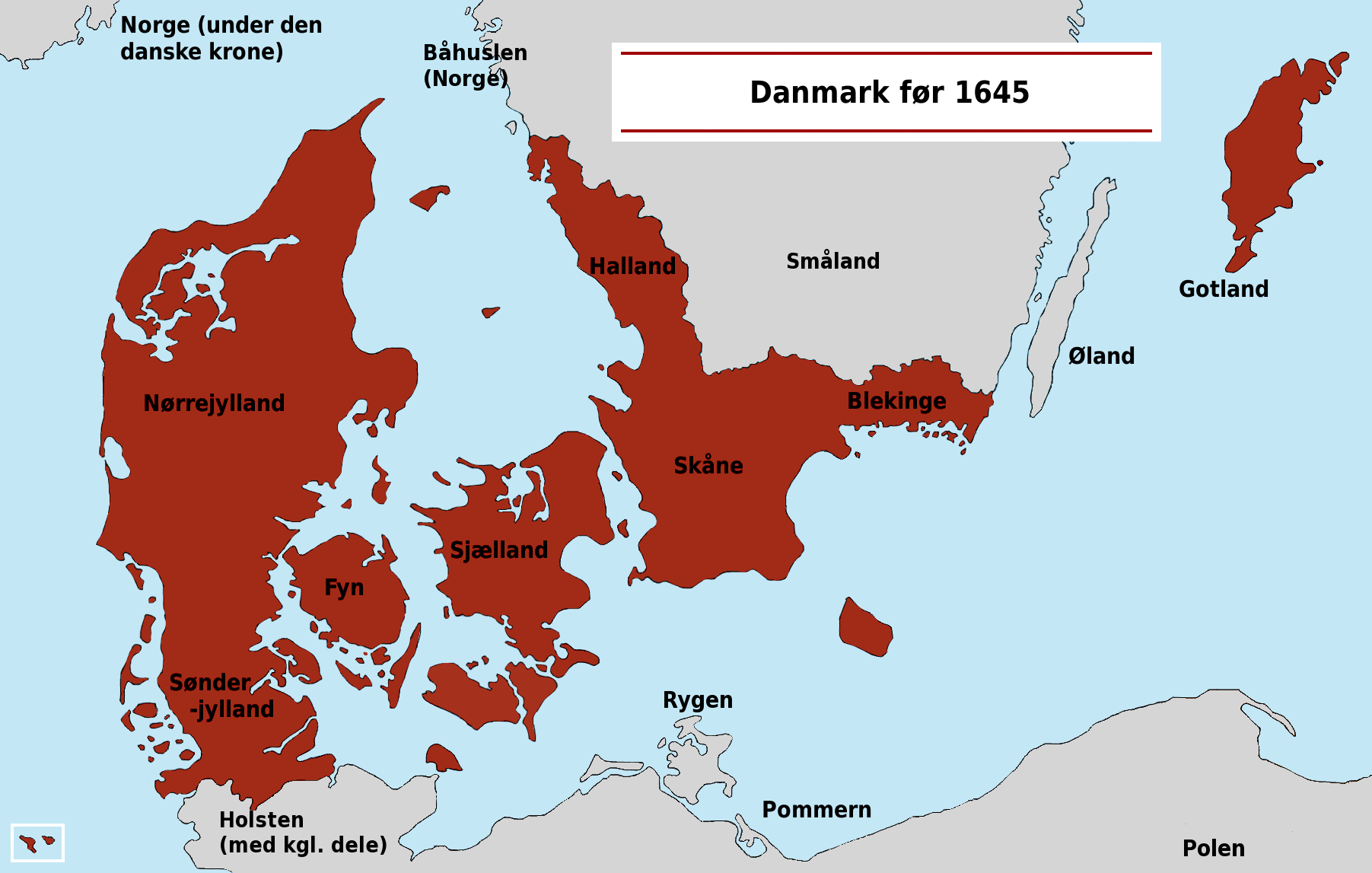
Dänemark in der Frühen Neuzeit

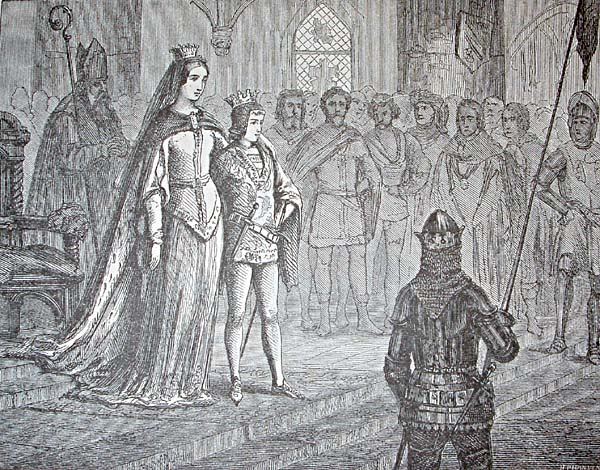
Erik von Pommern wird zum König des vereinigten Nordens gekrönt, 17. Juni 1397

Bis ins 17. Jahrhundert hinein blieben die Auseinandersetzungen mit Schweden bestimmend, da beide Königreiche um die Oberherrschaft in Skandinavien und im baltischen Raum kämpften. Schonen, Blekinge und Halland (Teile des heutigen Schweden), also das eigentliche Stammland und Herkunftsgebiet der Dänen, fielen 1658 an Schweden, einzig die Insel Bornholm verblieb bei Dänemark. Die bis dahin zentral gelegene Hauptstadt Kopenhagen wurde so zu einem Grenzort. Das Geistesleben jener Zeit war von der Reformation bestimmt, die 1536 von Christian III. eingeführt wurde. Frederick III. ersetzte 1660/61 das bestehende Wahlkönigtum zugunsten einer Erbmonarchie.
Mit dem Vertrag von Zarskoje Selo konnte die dänische Krone 1773 die bis dahin politisch zersplitterten Elbherzogtümer durch Personalunion an sich binden; dies markierte den Beginn des dänischen Gesamtstaates, zu dem neben Dänemark auch Norwegen, Schleswig, Holstein, Island, Grönland und weitere Gebiete zählten. Die Reformminister Johann Hartwig Ernst von Bernstorff, Johann Friedrich Struensee und Andreas Peter von Bernstorff modernisierten das Land zwischen 1751 und 1797 im Sinne der Aufklärung, wobei vor allem die Bauernbefreiung von 1788 bedeutsam war. Während der napoleonischen Zeit blieb Dänemark bis zur zweiten Seeschlacht von Kopenhagen (1807) neutral, kooperierte danach mit Frankreich und musste nach dessen Niedergang im Kieler Frieden vom 14. Januar 1814 Helgoland an Großbritannien und Norwegen an Schweden abtreten. Island, die Färöer, Grönland und Dänisch-Westindien (bis 1917) verblieben jedoch bei Dänemark.

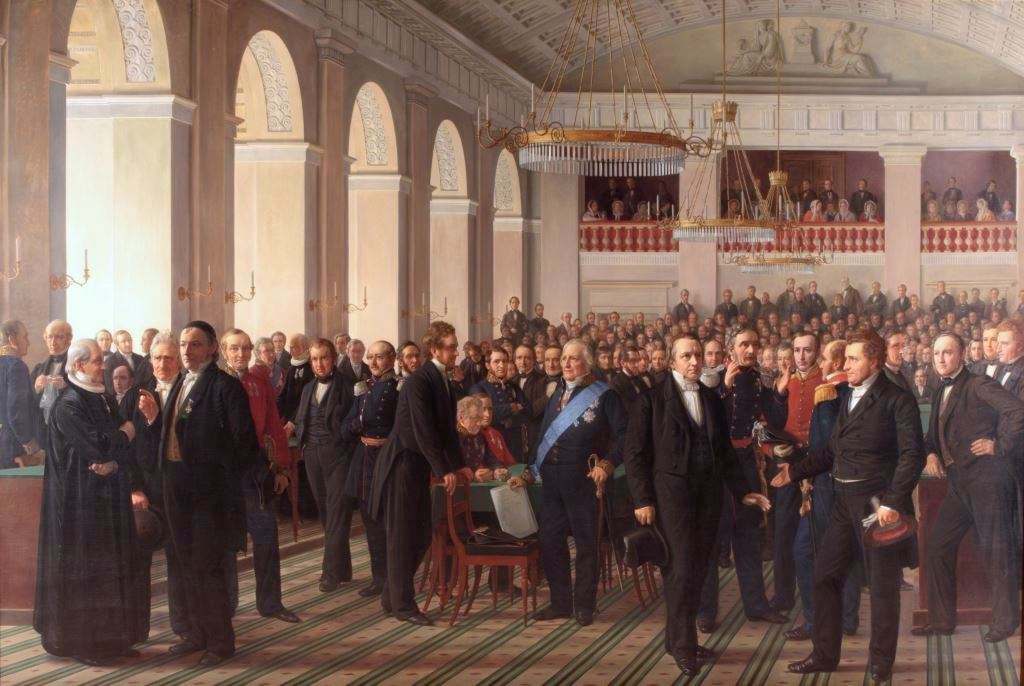
Den Grundlovsgivende Rigsforsamling (Die Verfassungsgebende Versammlung am 23. Oktober 1848, Gemälde von Constantin Hansen)

Die Dänische Nationalbewegung und die Liberalen begannen in den 1830er Jahren an Macht zu gewinnen, und nach den europäischen Revolutionen von 1848/49 etablierte sich in Dänemark 1849 eine konstitutionelle Monarchie unter der Linie Glücksburg des Hauses Oldenburg: Es erhielt seine erste Verfassung. Eine wichtige Rolle spielte in dieser Zeit der bedeutende dänische Theologe, Pädagoge, Dichter und Politiker N. F. S. Grundtvig. 1901 wurde mit dem Systemskiftet („Systemwechsel“) die parlamentarische Monarchie eingeführt: Seither ist die Regierung nicht mehr vom Willen des Königs abhängig, sondern ist darauf angewiesen, im Parlament keine Mehrheit gegen sich zu haben („negativer Parlamentarismus“).

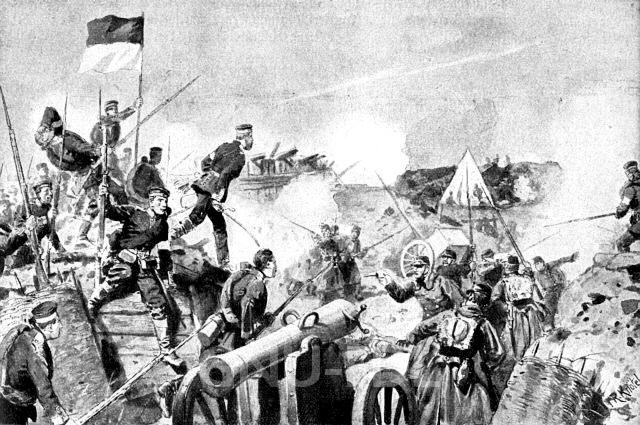
Erstürmung der Düppeler Schanzen

Die Ideen der Französischen Revolution hatten auch in Dänemark den Nationalgedanken gestärkt und damit den Gegensatz zwischen Dänen und Deutschen, die um den Süden von Jütland in Form des Herzogtums Schleswig (auch Süderjütland) konkurrierten. Dänemark unterlag schließlich 1864 im Deutsch-Dänischen Krieg Preußen und Österreich. Schleswig und Holstein fielen 1867 an Preußen und wurden 1871 Teil des Deutschen Reiches. Diese Niederlage markierte das Ende des Gesamtstaates und bewirkte tiefe Einschnitte in die Entwicklung der nationalen Identität Dänemarks. Hieran erinnert heute noch die nationale Gedenkstätte bei den Düppeler Schanzen, wo jedes Jahr am 18. April der Jahrestag der verlorenen Entscheidungsschlacht begangen wird. Die Außenpolitik der Nation nahm einen strikten Neutralitätskurs ein, wobei der große deutsche Nachbar nicht provoziert werden sollte. Diese Politik wurde im Prinzip bis zum Ende des Zweiten Weltkriegs beibehalten. Das ging sehr weit. Bei einer wichtigen Abstimmung des Völkerbundsrates am 17. April 1935 gegen die deutsche Wiederbewaffnung enthielt sich Dänemark als einziger von 17 Staaten der Stimme.
Im Ersten Weltkrieg blieb das Land neutral. 1920 fiel nach einer Volksabstimmung im nördlichen und mittleren Schleswig (dän. auch Sønderjylland/Süderjütland) dessen nördlicher Teil – Nordschleswig – an Dänemark. Der mittlere und südliche Teil – Südschleswig – blieb bei Deutschland. Die so gezogene Linie bildet noch heute den Grenzverlauf.

Obwohl sich Dänemark auch im Zweiten Weltkrieg neutral verhielt, wurde das Land am 9. April 1940 von Deutschland im Rahmen des Unternehmens Weserübung nahezu kampflos besetzt und blieb bis zum Ende des Weltkriegs unter deutscher Kontrolle; die Grenze wurde allerdings nicht wieder verschoben. Als „Sternstunde des dänischen Widerstandes“ gilt die Verhinderung des Holocausts an den dänischen Juden. Im Oktober 1943 kam es zu einer beispiellosen Tat, der Rettung der dänischen Juden. Allerdings traten andererseits etwa 6000 Dänen der Waffen-SS bei und kämpften bis zum Kriegsende auf deutscher Seite. Etwa 25 % dieser dänischen Freiwilligen kamen aus den Reihen der deutschen Minderheit in Nordschleswig. Am 4. Mai 1945 ergaben sich die deutschen Truppen in Dänemark Feldmarschall Montgomery. Nach dem Zweiten Weltkrieg verhungerten in dänischen Internierungslagern mehrere zehntausend deutsche Flüchtlinge. Insgesamt starben mehr Deutsche durch Hunger in dänischen Lagern als Dänen insgesamt im Zweiten Weltkrieg. Es hatten sowohl der dänische Ärzteverband als auch das dänische Rote Kreuz jegliche Hilfe für Deutsche abgelehnt. So starben rund 80 % der nach Dänemark gelangten deutschen Kleinkinder.

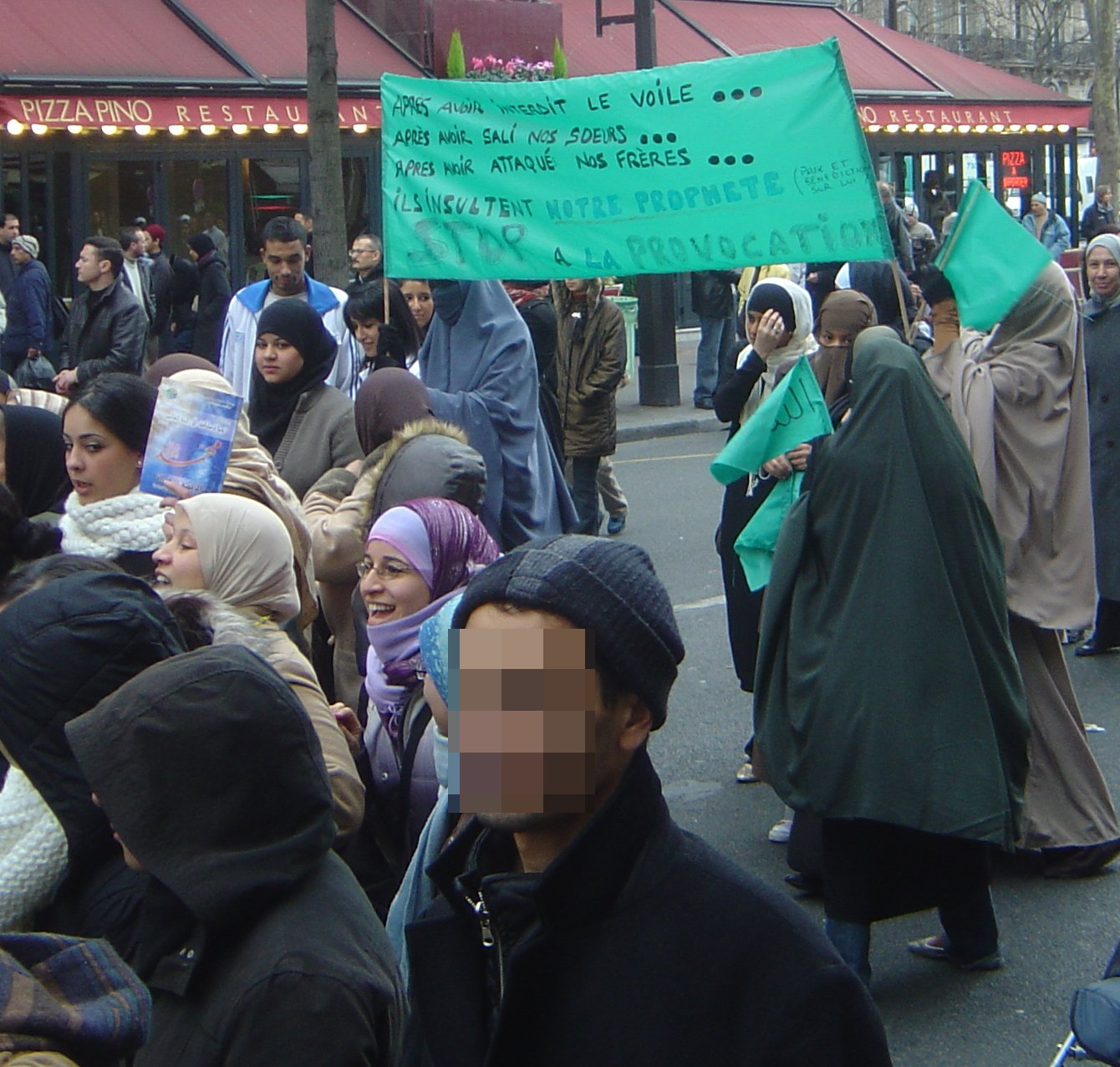
Öffentliche Proteste gegen die Karikaturen in Paris am 11. Februar 2006

Nach der Befreiung 1945 war Dänemark Mitbegründer der UNO, der NATO (1949), des Europarats (1949) sowie des Nordischen Rates (1952). Durch die Bonn-Kopenhagener Erklärungen wurden 1955 die Beziehungen zu Deutschland auf eine neue Grundlage gestellt. 1960 trat es der EFTA bei, aber nach einem Referendum am 2. Oktober 1972 wechselte Dänemark am 1. Januar 1973 zur EG. Die Volksabstimmung über den Vertrag von Maastricht, der die EG zur EU umwandelte, brachte erst im zweiten Anlauf 1993 ein positives Votum, der Beitritt zur Eurozone scheiterte nach einer Abstimmung 2000.
Internationales Aufsehen erregten die Mohammed-Karikaturen, die die Zeitung Jyllands-Posten am 30. September 2005 abdruckte. Sie lösten vor allem in Staaten der islamischen Welt anti-dänische bzw. anti-westliche Proteste aus. 2023 wurde der Store bededag („großer Gebetstag“, am vierten Freitag nach Ostern), der seit 1686 gesetzlich vorgeschrieben arbeitsfrei gewesen war, als Feiertag abgeschafft.
Im Jahr 2025 stimmte das dänische Parlament einem Abkommen zu, mit dem Dänemark den Vereinigten Staaten erlaubt, Militärbasen auf dänischem Boden zu errichten.

## Politik

### Monarchie

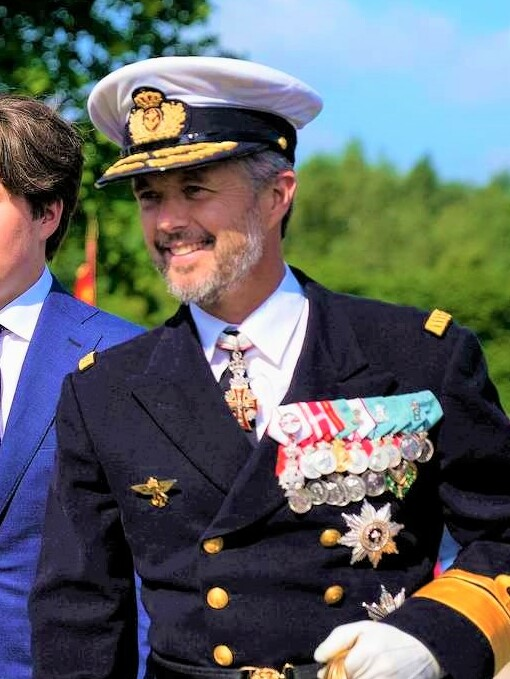
König Frederik X. von Dänemark

Nach 1848 hat sich Dänemark zu einer konstitutionellen Monarchie entwickelt. 1901 setzte sich das parlamentarische Prinzip durch, das aber erst 1953 verfassungsrechtlich im dänischen Grundgesetz verankert wurde. Seit dieser Verfassungsänderung ist auch eine weibliche Thronfolge möglich. Der König Frederik X. ist das Staatsoberhaupt. Verfassungsrechtlich liegt die ausführende Gewalt in seiner Hand. Doch wird die „Verfassungswirklichkeit – ganz zu schweigen von der politischen Wirklichkeit – […] von der geschriebenen Verfassung […] nur unvollständig erfaßt“. Dänemark ist eine parlamentarische Monarchie, in der der König fast ausschließlich repräsentative und staatsnotarielle Funktionen wahrnimmt. Er ernennt und entlässt den Regierungschef und dessen Minister, kann das Parlament auflösen und unterzeichnet Gesetze.

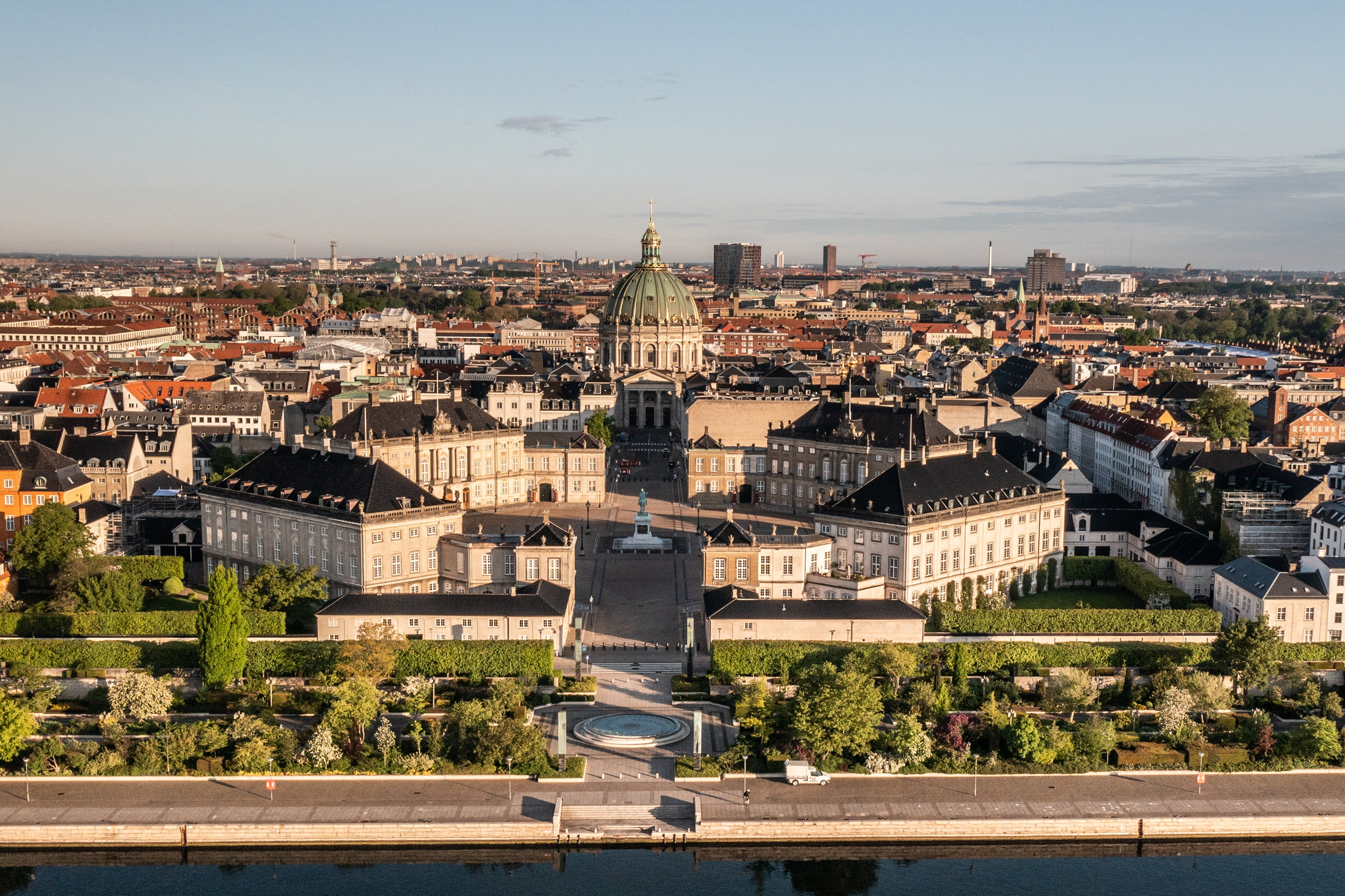
Schloss Amalienborg, städtische Residenz des dänischen Königs
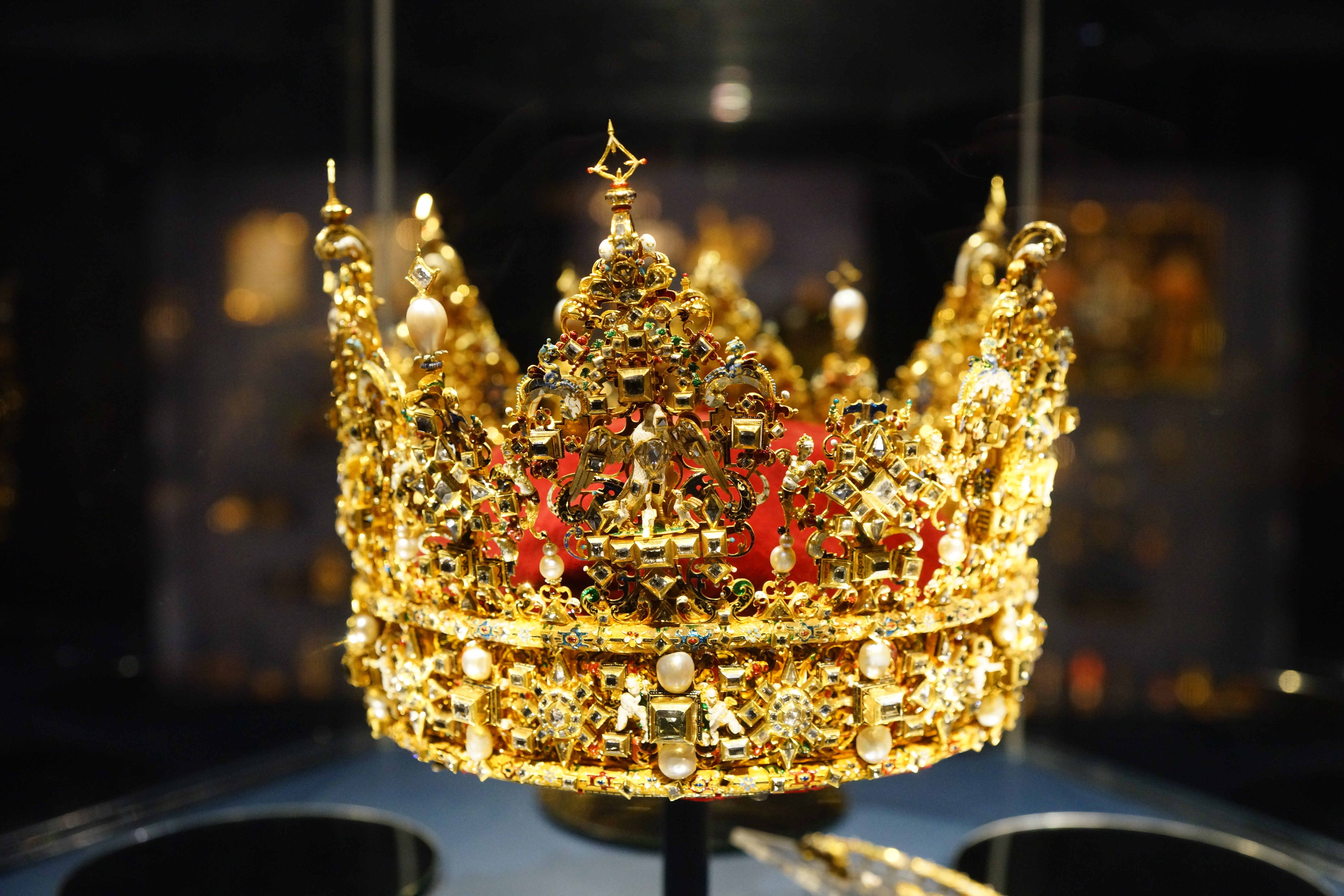
Dänische Krone im Schloss Rosenborg
Schloss Christiansborg, Sitz der Legislative, Exekutive und Judikative

### Exekutive

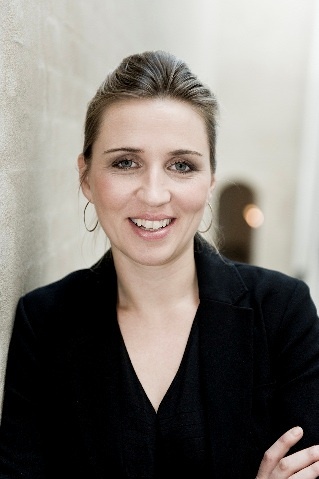
Die amtierende dänische Ministerpräsidentin Mette Frederiksen (A)

In der Praxis wird die Exekutive vom Kabinett ausgeübt, das vom Ministerpräsidenten (dänisch statsminister) geleitet wird. Dieser wird nach Konsultationen der politischen Parteien vom Regenten ernannt. Voraussetzung dafür ist, dass der Regierungschef keine offensichtliche Mehrheit im Parlament gegen sich hat. Dieser Negative Parlamentarismus bestimmt das dänische Verfassungsleben seit 1901.
Von 2001 bis 2011 wurde Dänemark von einer Minderheitsregierung aus liberaler Venstre und Konservativer Volkspartei unter Duldung der Dänischen Volkspartei geführt. Bei der Parlamentswahl am 15. September 2011 konnten die Mitte-links-Parteien eine Mehrheit erobern. Ministerpräsidentin Helle Thorning-Schmidt (Sozialdemokraten) bildete eine Minderheitsregierung aus Sozialdemokraten, Volkssozialisten und Sozialliberalen. Sie setzte auf eine enge Zusammenarbeit mit der linken Einheitsliste, um ihre parlamentarische Mehrheit zu sichern. Ende Januar 2014 schieden die Volkssozialisten aus der Koalition aus, sie unterstützten aber Thorning-Schmidts zweite Regierung. 2015 folgte eine Minderheitsregierung der Liberalen Partei, die zuvor nur 19 Prozent der Parlamentssitze hatte erringen können.
Zwischen der Wahl 2019 und der 2022 führte die Sozialdemokratische Partei mit anderen Parteien des roten Blocks eine Minderheitsregierung.

### Legislative
- Einheitsliste (Ø): 9
- Sozialistische Volkspartei (F): 15
- Sozialdemokraten (A): 50
- Alternative (Å): 6
- Sozialliberale (B): 7
- Färöer/Grönland: 4
- Die Moderaten (M): 16
- Liberale Allianz (I): 14
- Liberale Partei (V): 23
- Konservative (C): 10
- Dänemarkdemo-
kraten (Æ): 14
- Dänische Volkspartei (O): 5
- Neue Bürgerliche (D): 6

Das dänische Parlament Folketing verabschiedet die Gesetze, es wählt und kontrolliert die Regierung. Es verfügt über nur eine Kammer. Parlamentsgesetze bedürfen zu ihrer Wirksamkeit der formalen Zustimmung des Königs. Die Regierung muss Kriegserklärungen und Friedensabkommen immer vom Parlament bestätigen lassen. Ein Drittel der Abgeordneten kann verabschiedete Gesetze einer Volksabstimmung unterwerfen. Um das Gesetz zu Fall zu bringen, müssen dabei die Nein-Stimmen eine einfache Mehrheit erreichen und mindestens 30 Prozent aller stimmberechtigten Wähler ausmachen (Grundgesetz § 42).
Die Legislaturperiode ist auf vier Jahre beschränkt. Die 179 Abgeordneten werden in allgemeiner, unmittelbarer, freier, gleicher und geheimer Wahl bestimmt. Das Wahlsystem basiert auf der Verhältniswahl. Aktives und passives Wahlrecht besitzt jeder Bürger, der das 18. Lebensjahr vollendet hat sowie im Besitz der bürgerlichen Ehrenrechte ist.
Als fünfter Staat der Erde nach Neuseeland, Australien, Finnland und Norwegen nahm Dänemark mit Island 1915 das Frauenwahlrecht ins Grundgesetz auf. Es kam 1918 erstmals zur Anwendung.
Die beiden anderen Länder des Königreichs Dänemark, die Färöer und Grönland, entsenden je zwei Abgeordnete.
Die letzte Folketingswahl fand am 1. November 2022 statt.

### Judikative
Das Højesteret (dt. Oberstes Gericht) ist Dänemarks oberste Appellinstanz in Zivil- und Strafsachen. Es verhandelt Urteile und Verfahren der beiden Landesgerichte sowie des See- und Handelsgerichts. Die Verfassung garantiert eine direkte Überprüfung durch das Oberste Gericht, wenn ein Verein durch Parlamentsgesetz zwangsaufgelöst wird. Eine Verwaltungsgerichtsbarkeit besteht nicht.

### Recht
Die Rechtsgeschichte Dänemarks war lange Zeit von einer starken Rechtszersplitterung geprägt, die erst mit dem Beginn des Absolutismus beseitigt wurde. In der Zeit des Absolutismus in Dänemark von 1661 bis 1849 hatte der König formal den Vorsitz am höchsten Gericht des Landes, dem Obersten Gerichtshof, der 1661 eingerichtet worden war. 1849 schließlich wurden unabhängige Gerichte eingerichtet. Diese wurden in ihren Funktionen unabhängig, aber die Richter wurden weiterhin vom König (bis heute) berufen. Die Verfassung stellte die Einführung von Geschworenen in größeren Strafverfahren und politischen Strafverfahren in Aussicht, ein Versprechen, das erst mit dem Rechtspflegegesetz von 1916 eingelöst wurde.
Nach der Verfassung vom 5. Juni 1953 ist die Unabhängigkeit der Richter in ihrem Amt durch § 64 gewährleistet, wonach die Richter sich in ihrem Amt ausschließlich nach dem Gesetz zu richten haben. Im Gegensatz zu anderem staatlichen Personal sind Richter gegen administrative Entlassung geschützt und können nur per Gerichtsurteil entlassen werden.
Fälle werden im Allgemeinen in erster Instanz von einem Amtsgericht behandelt, und gegen das Urteil des Amtsgerichts kann bei einem der zwei Landgerichte Berufung eingelegt werden. Einzelne größere Verfahren sowie Fälle, die Fragen der Verwaltung betreffen, werden von einem der beiden Landgerichte in erster Instanz abgewickelt. Die höchste Instanz ist das Højesteret; es behandelt ausschließlich Fälle, die zuvor von einem Landesgericht entschieden wurden.

### Politische Indizes
| Name des Index                     | Indexwert    | Weltweiter Rang | Interpretationshilfe | Jahr |
| ---------------------------------- | ------------ | --------------- | --- | ---- |
| Fragile States Index               | 15,9 von 120 | 175 von 179     | Stabilität des Landes: sehr nachhaltig 0 = sehr nachhaltig / 120 = sehr alarmierend Rang: 1 = fragilstes Land / 179 = stabilstes Land | 2024 |
| Demokratieindex                    | 9,28 von 10  | 7 von 167       | Vollständige Demokratie 0 = autoritäres Regime / 10 = vollständige Demokratie                                                         | 2024 |
| Freedom in the World Index         | 97 von 100   | —               | Freiheitsstatus: frei 0 = unfrei / 100 = frei                                                                                         | 2024 |
| Rangliste der Pressefreiheit       | 86,9 von 100 | 6 von 180       | Gute Lage für die Pressefreiheit 100 = gute Lage / 0 = sehr ernste Lage                                                               | 2025 |
| Korruptionswahrnehmungsindex (CPI) | 90 von 100   | 1 von 181       | 0 = sehr korrupt / 100 = sehr sauber                                                                                                  | 2024 |

### Verwaltungsgliederung
Seit dem 1. Januar 2007 ist Dänemark in die folgenden fünf Regionen mit insgesamt 98 Kommunen aufgeteilt:
| Lage | Region      | Verwaltungs- sitz | Bevölkerung Stand: 1. Januar 2025 | Fläche in km² | Einwohner pro km² |
| ---- | ----------- | ----------------- | --------------------------------- | ------------- | ----------------- |
|      | Nordjylland | Aalborg           | 0.592.758                         | 07.878,6      | 75,2              |
|      | Midtjylland | Viborg            | 1.373.799                         | 13.005,8      | 105,6             |
|      | Syddanmark  | Vejle             | 1.240.472                         | 12.255,6      | 101,2             |
|      | Hovedstaden | Hillerød          | 1.930.793                         | 02.558,9      | 754,5             |
|      | Sjælland    | Sorø              | 0.854.902                         | 07.222,8      | 118,4             |

### Staatshaushalt
Der staatliche Gesamthaushalt betrug im Jahr 2015 ca. 94 Milliarden Euro.
Die Wirtschaftskrise und die damit verbundene höhere Arbeitslosigkeit sowie die staatlichen Konjunkturprogramme und finanziellen Hilfen für Banken hatten seit 2009 in Dänemark zu teils hohen Haushaltsdefiziten geführt.
Durch eine Sparpolitik konnte das Haushaltsdefizit 2013 und 2014 wieder jeweils auf unter 1 Prozent des BIP verringert werden.
Die Staatsverschuldung betrug 2011 rund 831 Mrd. DKK bzw. 46,6 % des BIP. Bis 2016 sank sie auf 37,7 %.
Dänische Staatsanleihen werden von der Ratingagentur Standard & Poor’s mit der Bestnote AAA bewertet (Stand 2018).
2020 betrug der Anteil der Staatsausgaben (in % des BIP) folgender Bereiche:
- Gesundheit: 10,5 %
- Bildung: 6,4 %
- Militär: 2,4 % (2024)

### Militär

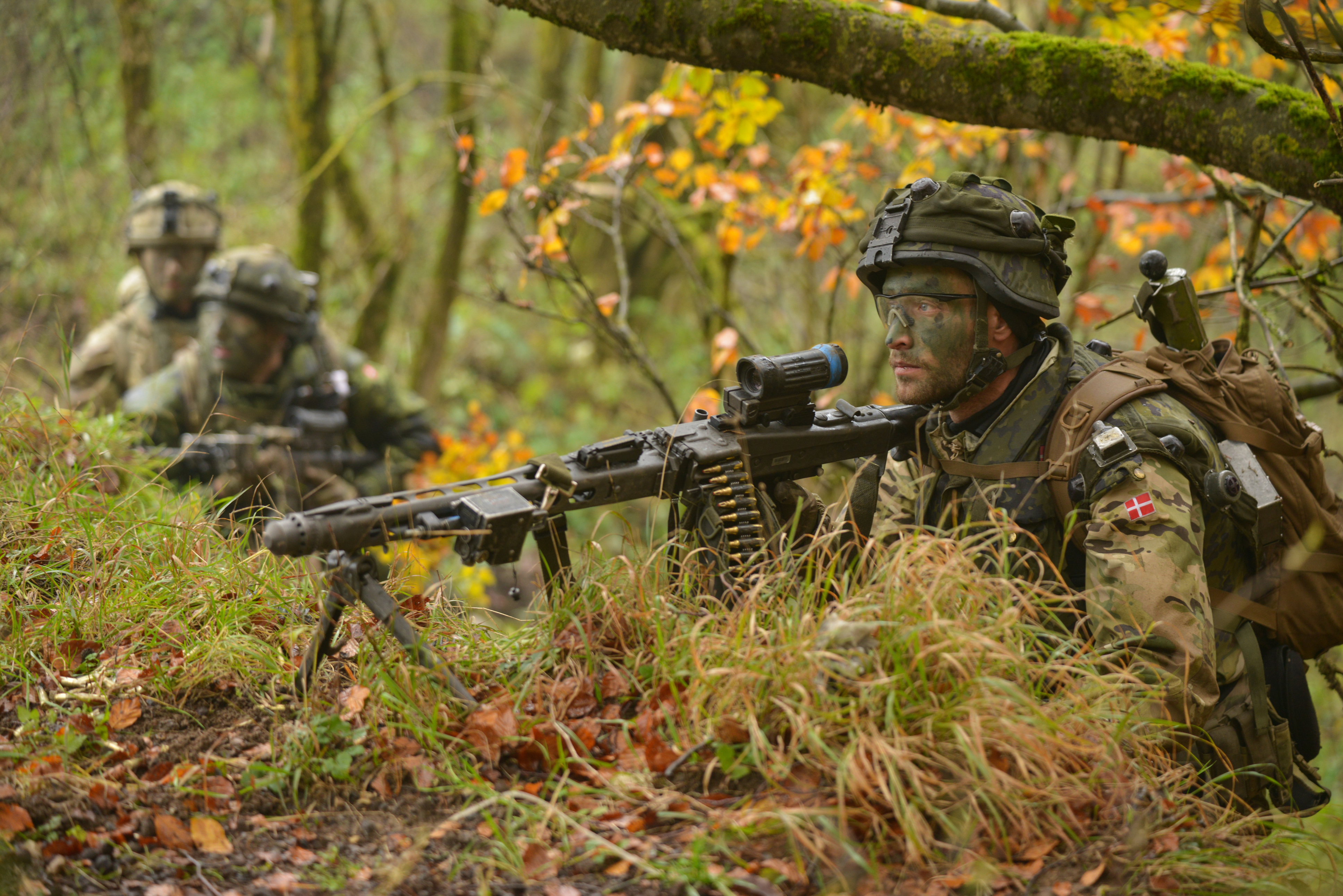
Dänische Soldaten während einer Übung

Nach der Befreiung von der deutschen Besetzung im Zweiten Weltkrieg im Mai 1945 musste die dänische Verteidigung mit dem Wiederaufbau der Streitkräfte nahezu von Grund auf neu beginnen. 1950 begannen die USA ihr Waffenhilfsprogramm, unter anderem für Dänemark, und im selben Jahr kam es zu einer Reorganisation der militärischen und politischen Führung der Verteidigung. Erst danach erreichten die Streitkräfte schrittweise die Truppenstärke und das Bereitschaftsniveau, die sich der regelmäßig festgelegten Sollstärke der NATO annäherten. Die Truppenstärke Dänemarks lag in der Zeit des Kalten Krieges jedoch stets an der unteren Grenze der Anforderungen der Allianz. Die Verteidigungsvereinbarungen zwischen Regierung und Opposition, die die finanzielle und politische Grundlage für die Aufgaben der Verteidigung bilden, sind von einer breiten Mehrheit im Folketing traditionell unterstützt worden. Bis ins Jahr 2021 waren bis zu 750 dänische Soldaten in Afghanistan stationiert. Dänemark stellt auch 35 Soldaten für die KFOR. Mit den Beitritten Finnlands und Schwedens zur NATO 2023 bzw. 2024 sind alle Länder Skandinaviens erstmals seit der Auflösung der Kalmarer Union 1523 wieder Teil eines gemeinsamen Militärbündnisses.
Dänemark gab 2017 knapp 1,2 Prozent seiner Wirtschaftsleistung oder 3,8 Milliarden Dollar für seine Streitkräfte aus.
Heer
Das Heer (dän.: Hæren) hat eine Stärke von etwa 15.000 Mann. Die Führung von Heeresoperationen liegt beim Heeresführungskommando in Karup sowie im logistischen Bereich beim Heeresunterstützungskommando in Hjørring. Das Heer besteht aus 17 Regimentern der verschiedenen Waffengattungen, die die Soldaten bis zur Einheitsebene (Kompanie u. a.) ausbilden. Die Ausbildung zum Gefecht der verbundenen Waffen erfolgt in dem jeweils übergeordneten Großverband der Brigade oder militärischen Region, in die sie eingegliedert sind. Dies sind unter anderem drei Panzergrenadierbrigaden der Dänischen Division. Eine vierte Panzerinfanteriebrigade wurde als Dänische Internationale Brigade (DIB) aufgestellt. Der Brigade gehören 4500 Mann als aktive Soldaten und Reservisten an. Etwa ein Drittel davon kann im Rahmen der UN oder OSZE außer Landes eingesetzt werden. Die Zahl entspricht in etwa der, die Dänemark Mitte 1995 primär in den Dienst der UN gestellt hatte. Die DIB ist Teil der schnellen Eingreiftruppe der NATO.
Marine

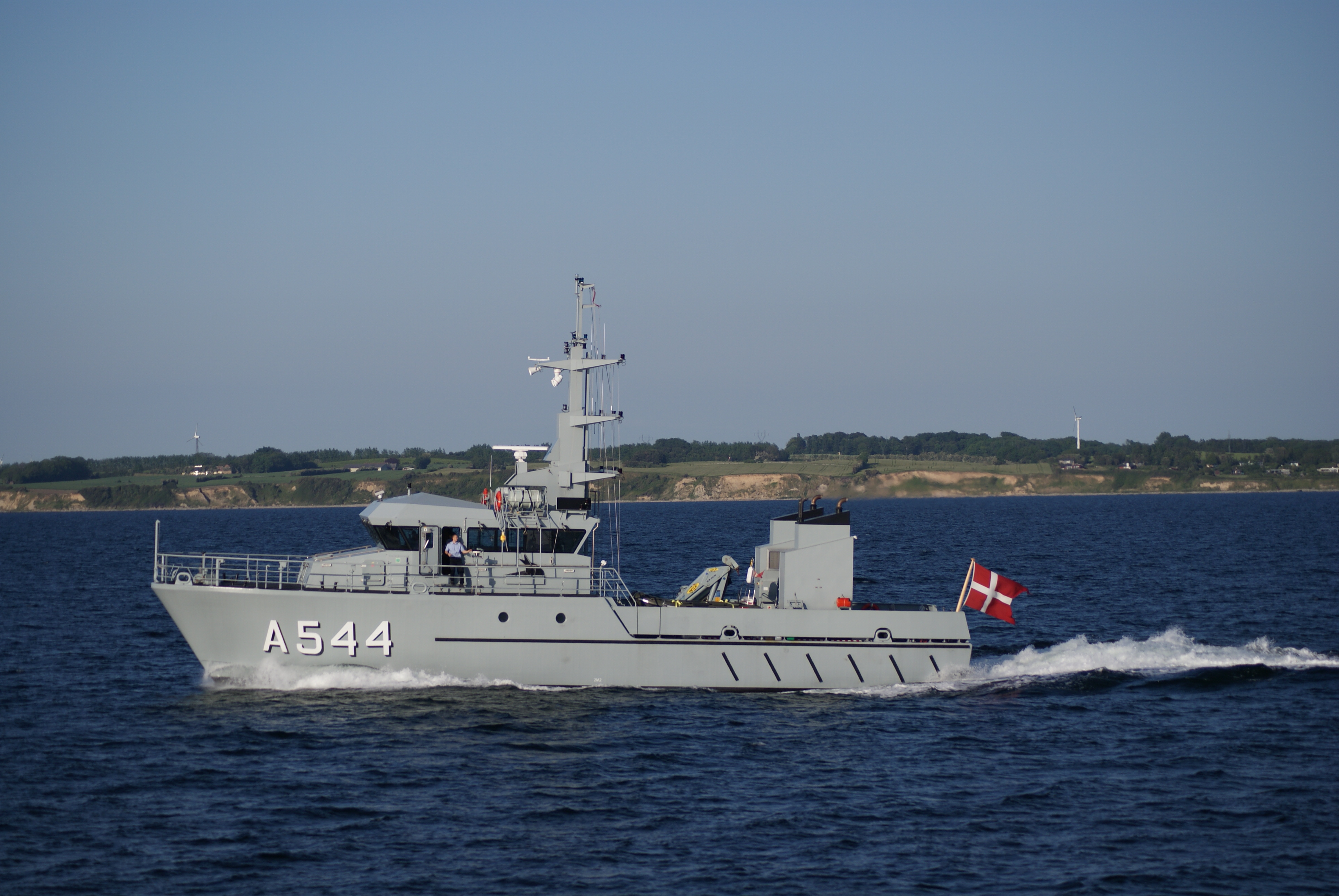
Ein Boot der Holm-Klasse der Marine

Die Marine (dän. Kongelige Danske Marine) hat eine Mannstärke von etwa 4500 Mann. Die Leitung ihrer Operationen liegt beim Flottenkommando in Aarhus, beim Grönland-Kommando und beim Färöer-Kommando sowie im übergeordneten logistischen Bereich beim Marineunterstützungskommando in Kopenhagen. Die Hauptbasen sind die Marinestützpunkte in Korsør und Frederikshavn. Die Hauptfarbe der Marine ist grau (Tarnung).
Die täglichen Operationen finden in den Geschwadern statt, die sich im Prinzip aus Schiffen zusammensetzen, die ein und denselben Auftrag haben. Zu den Geschwadern gehören Patrouillenfregatten, Korvetten, Flugkörperschnellboote, Minenleger sowie verschiedene kleinere Schiffe. Darüber hinaus verfügt die Marine über mobile landgestützte Seezielflugkörper-Batterien. Die meisten der kleineren Schiffe gehören zur STANDARD FLEX 300-Klasse, einem auf Modulbauweise basierenden Schiffstyp. Er kann je nach Ausrüstung und Ausbildung der Besatzung als Überwachungsboot, U-Jagdboot und Minenleger/Minenräumboot eingesetzt werden. Über ihre Unterstützungsfunktionen hinaus gehört zu den Aufgaben der Marinestützpunkte die Überwachung der dänischen Gewässer, verteilt auf drei Marineabschnittskommandos sowie Ausbildungseinrichtungen an Land. Die Marine hat fest stationierte Einheiten zur Fischereiüberwachung und zur Wahrung der Souveränitätsrechte vor Grönland und den Färöern. Zur Teilnahme an friedensfördernden Operationen hat die Marine regelmäßig eine Korvette an die NATO delegiert. Seit dem Abzug der US-Truppen vom Inselstaat Island übernimmt die dänische Marine die isländische Küstenverteidigung gemeinsam mit der isländischen Küstenwache.
Luftwaffe

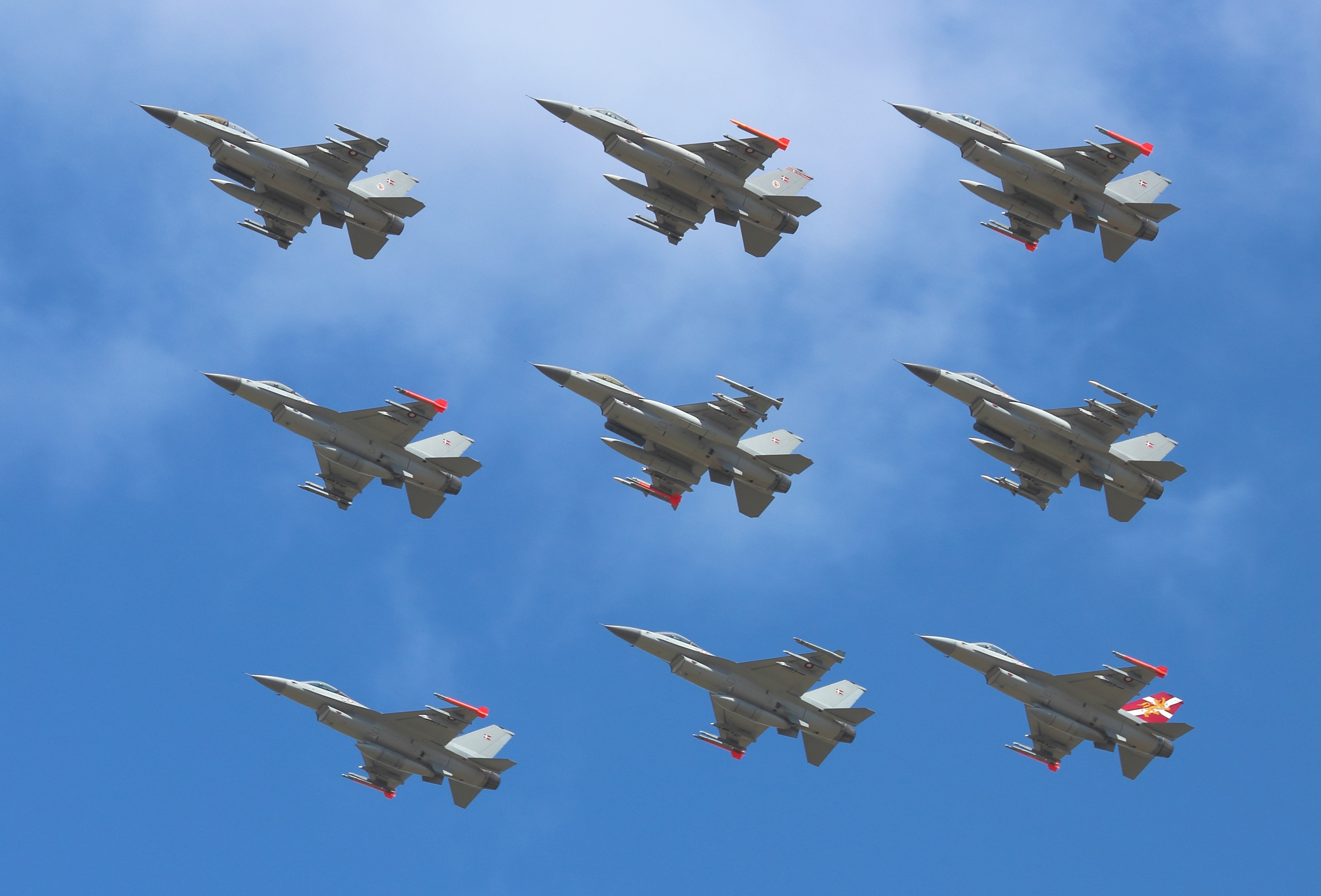
Kampfflugzeuge vom Typ F-16 der dänischen Luftwaffe

Die Luftwaffe (dän.: Flyvevåbnet) hat eine Mannstärke von etwa 6000 Mann. Die Leitung ihrer Operationen liegt beim Luftwaffenführungskommando in Karup bzw. im übergeordneten logistischen Bereich beim Luftwaffenunterstützungskommando in Brabrand, westlichen Aarhus und Karup. Die Fliegerverbände verteilen sich auf die Jagd- und Jagdbombergeschwader mit F-16-Jagdflugzeugen auf den Luftwaffenstützpunkten Skrydstrup und Ålborg sowie auf die Transport- und Rettungsgeschwader mit Maschinen vom Typ C-130 Hercules und Gulfstream III auf Aalborg und Helikoptern des Typs S-61 Sea King auf dem Luftwaffenstützpunkt Karup. Die Radarstationen der Kontroll- und Frühwarngruppe überwachen ständig den Luftraum über Dänemark und können zur unmittelbaren Abwehr und Luftverteidigung Jagdflugzeuge einsetzen, im Kriegsfall auf Befehl des Luftwaffenführungskommandos auch zusätzlich Flugabwehrraketen.
Heimwehr
Die Heimwehr (dän.: Hjemmeværnet) besteht aus rund 56.000 Freiwilligen, deren Leitung in Friedenszeiten in den Händen des Heimwehr-Kommandos liegt. Zu der Truppe gehört die Heeresheimwehr, die in territorial abgegrenzten Heimwehrkompanien organisiert ist, die das gesamte Land ständig überwachen und im Kriegsfall den Truppen der Militärregionen des Heeres zugeordnet sind, die Marineheimwehr, die die Marine unterstützt, und schließlich die Luftwaffenheimwehr, die die Kontroll- und Frühwarngruppe der Luftwaffe durch Überwachung des Luftraums in niedrigen Höhen, bei Bewachungsaufgaben unterstützt.

### Außenpolitik

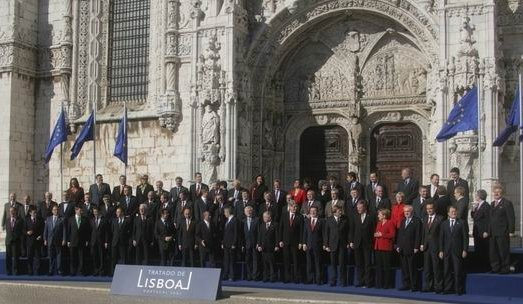
Unterzeichnung des Vertrags von Lissabon im Jahr 2007

Dänemark trat 1973 der Europäischen Gemeinschaft bei. Gemäß der dänischen Verfassung muss jede Übertragung von Souveränitätsrechten durch eine Volksabstimmung entschieden werden. Demnach stimmte das dänische Volk bereits fünfmal in EU-Fragen ab. 1992 wurde der EU-Vertrag von Maastricht im Rahmen eines Referendums abgelehnt. Ein zweiter Anlauf 1993 brachte dann die Zustimmung aufgrund von mehreren „Opt-outs“ in der Wirtschafts- und Währungsunion, Sicherheits- und Verteidigungspolitik, Justiz- und Innenpolitik und der EU-Bürgerschaft. Die „Opt-outs“ werden seitdem immer wieder in Frage gestellt, weil sie einer weiteren Integration in die EU entgegenstehen. Mit dem Inkrafttreten des EU-Reformvertrages werden sie sogar noch vergrößert. Es ist vorgesehen, in den nächsten Jahren erneut Referenden zu den einzelnen Politikbereichen durchzuführen.
Das dänische Parlament hat im April 2008 für den EU-Reformvertrag von Lissabon gestimmt.

## Wirtschaft

### Allgemein

Vergleich des Pro-Kopf-BIP in der EU nach Ländern mit Dänemark an fünfter Stelle (2004)

Dänemark wird von Reformern gerne als Beispiel für einen deregulierten Arbeitsmarkt angeführt, weil das Land über keinen mit der deutschen Regelung vergleichbaren Kündigungsschutz verfügt. Allerdings liegt der Anteil der öffentlich Beschäftigten mit ca. 28 % (800.000) (2006) aller Erwerbstätigen (ca. 2.800.000) etwa doppelt so hoch wie in Deutschland. Umgerechnet nach Vollzeitbeschäftigung steigt dieser öffentliche Anteil auf über 38 % von insgesamt über 2,3 Millionen Vollzeitbeschäftigten. Unter dem Motto „Flexicurity“ werden liberale Beschäftigungsregelungen, hohe soziale Absicherung und eine aktive Arbeitsmarktpolitik miteinander kombiniert. Arbeitslose erhalten eine wesentlich höhere Arbeitslosenunterstützung als in Deutschland, wenn sie in die Kasse für Arbeitslose (a-kasse) einbezahlt haben und berechtigt sind, Arbeitslosenbezüge zu erhalten. So verlieren Personen, die sich länger als ein Jahr (der letzten 7 Jahre vor Antrag auf Arbeitslosengeld) außerhalb der EU aufgehalten haben, ihr Recht auf Arbeitslosengeld, unabhängig davon, ob sie in die Arbeitslosenkasse einbezahlt haben oder nicht. Personen, die Anrecht auf Arbeitslosengeld haben, werden umfassend für neue Stellen qualifiziert.
Der gewerkschaftliche Organisationsgrad ist extrem hoch (68 % im Jahr 2015). Tarifverhandlungen finden zentralisiert zwischen Arbeitgebern und Gewerkschaften statt. Zwar besitzt Dänemark keinen gesetzlich festgelegten Mindestlohn, aber Mindestentgelte werden in der Regel durch Tarifverträge normiert und von den Betrieben eingehalten. Die Gewerkschaften haben das Recht, zum Boykott gegen Arbeitgeber aufzurufen, die sich nicht an die Tarifregelungen halten. Obwohl das dänische System den Arbeitgebern hohe Zugeständnisse abverlangt, wird es im Allgemeinen von allen Beteiligten akzeptiert, weil es sich in den vergangenen 100 Jahren als sehr erfolgreich erwiesen hat.
In internationalen Vergleichen schneidet Dänemark zumeist sehr gut ab. Die Beschäftigungsquote – auch bei älteren Arbeitnehmern – ist die höchste in der EU. Trotz der extrem hohen Steuer- und Abgabenquote (der Mehrwertsteuersatz beträgt 25 %, dies gilt ebenfalls für Bücher und Lebensmittel, der Spitzensteuersatz der Einkommensteuer liegt bei 59 %) gilt das Land als sehr flexibel und wettbewerbsfähig. Der Lebensstandard der Dänen ist einer der höchsten in der Welt, die Staatsverschuldung vergleichsweise niedrig. Im Vergleich mit dem BIP der EU ausgedrückt in Kaufkraftstandards erreicht Dänemark einen Index von 125 (EU-28:100) (2014). Mit Haushaltsüberschüssen von 4,9 % und 4,2 % des Bruttosozialprodukts war Dänemark in den Jahren 2005 und 2006 Spitzenreiter in der EU. Im Global Competitiveness Index, der die Wettbewerbsfähigkeit eines Landes misst, belegt Dänemark Platz 12 von 137 Ländern (Stand 2017–2018). Der Index für wirtschaftliche Freiheit 2024 des Landes war der 6 höchste von 176 Ländern.
Das Land führt eine Wertpapierbörse – die Börse Kopenhagen – mit dem Leitindex der Volkswirtschaft, dem OMX Copenhagen 25.
| Jahr                                    | 2010   | 2015   | 2016   | 2017   | 2018   | 2019   | 2020   | 2021   | 2022   | 2023   |
| --------------------------------------- | ------ | ------ | ------ | ------ | ------ | ------ | ------ | ------ | ------ | ------ |
| BIP in Mrd. USD (Kaufkraftparität)      | 253,1  | 291,9  | 303,8  | 318,6  | 331,6  | 352,3  | 365,5  | 412,0  | 448,1  | 475,9  |
| BIP pro Kopf in USD (Kaufkraftparität)  | 45.734 | 51.577 | 53.222 | 55.427 | 57.357 | 60.682 | 62.775 | 70.543 | 76.301 | 80.211 |
| BIP-Wachstum (real)                     | 1,6 %  | 2,1 %  | 3,1 %  | 3,1 %  | 1,9 %  | 1,7 %  | −1,8 % | 7,4 %  | 1,5 %  | 2,5 %  |
| Inflation (in Prozent)                  | 2,2 %  | 0,2 %  | 0,0 %  | 1,1 %  | 0,7 %  | 0,7 %  | 0,3 %  | 1,9 %  | 8,5 %  | 3,4 %  |
| Staatsverschuldung (in Prozent des BIP) | 43 %   | 40 %   | 37 %   | 36 %   | 34 %   | 34 %   | 42 %   | 36 %   | 30 %   | 30 %   |

| Rang | Region             | BIP KKP in Mio. € | BIP/Kopf, KKS, (EU28=100) (2015) | BIP/Kopf in € (KKS) (2015) |
| ---- | ------------------ | ----------------- | -------------------------------- | -------------------------- |
| 1    | Region Hovedstaden | 083.775           | 163                              | 47.100                     |
| 2    | Region Syddanmark  | 040.122           | 115                              | 33.200                     |
| 3    | Region Midtjylland | 042.210           | 114                              | 32.800                     |
| 4    | Region Nordjylland | 017.700           | 105                              | 30.300                     |
| 5    | Region Sjælland    | 020.746           | 087                              | 25.200                     |
| –    | Dänemark           | 207.824           | 127                              | 36.600                     |
| –    | EU-28              | 14.714.02900.     | 100                              | 28.900                     |

### Arbeitslosigkeit
Im 4. Quartal 2014 lag die Arbeitslosenquote bei durchschnittlich 6,4 %. Das war ein minimaler Rückgang von −0,1 % im Vergleich zum 3. Quartal, aber ein klarer Rückgang von −0,6 % gegenüber dem Vorjahreszeitraum. Die Jugendarbeitslosigkeit lag deutlich über diesem Niveau mit 11,2 % im 4. Quartal 2014 bzw. 13,3 % im entsprechenden Quartal 2013. Im Verlauf der Finanzkrise ab 2007 war die Zahl der Arbeitslosen angestiegen. Von einem europäischen Spitzenwert mit nur 3,4 % Arbeitslosen 2008 stieg die Quote 2011 auf 7,6 %. Seitdem hat sich die Beschäftigungssituation kontinuierlich verbessert. Bis Juni 2018 sank sie auf 5,0 %.
| 2002  | 2003  | 2004  | 2005  | 2006  | 2007  | 2008  | 2009  |
| ----- | ----- | ----- | ----- | ----- | ----- | ----- | ----- |
| 4,6 % | 5,4 % | 5,5 % | 4,8 % | 3,9 % | 3,8 % | 3,4 % | 6,0 % |
|       |       |       |       |       |       |       |       |
| 2010  | 2011  | 2012  | 2013  | 2014  | 2015  | 2016  | 2017  |
| 7,5 % | 7,6 % | 7,5 % | 7,0 % | 6,6 % | 6,2 % | 6,2 % | 5,8 % |

### Industrie und Dienstleistung
Dänemark ist ein hochindustrialisiertes Land, mehr als drei Viertel seiner Exporte sind Industriegüter oder Maschinen. Die Industrie und auch die meisten Dienstleistungsfirmen konzentrieren sich vor allem im Großraum Kopenhagen, wohingegen Jütland relativ wenig industrialisiert ist. Die Industrie des Landes trug 2017 etwa 23 % zum BIP bei und beschäftigte ungefähr 18,3 % aller Arbeitnehmer; der Dienstleistungssektor trug 2016 etwa 79 % zum BIP beiträgt beschäftigte 2017 etwa 76 % der Arbeitnehmer.
Die gemessen an ihrem Umsatz wichtigsten Zweige des produzierenden Gewerbes in Dänemark sind die Lebensmittel- und die metallverarbeitende Industrie sowie das Druck- und Verlagswesen, der Maschinenbau und die Produktion von Elektronikartikeln und Dieselmotoren (vor allem für Schiffe und für Lokomotiven). Seit Beginn des 20. Jahrhunderts sind dänische Möbel in vielen Ländern gefragt. Von Bedeutung sind auch Werften, das Brauwesen, die Textil- und Bekleidungsindustrie sowie die Produktion von Zement, chemischen Erzeugnissen, Arzneimitteln, Keramik / Porzellan, Kaminöfen, Fahrrädern und Papier. Bis 1970 wurde bei Søby in der Gemeinde Herning Braunkohle gefördert, 1961 waren es 2,3 Mill. Tonnen.

### Tourismus

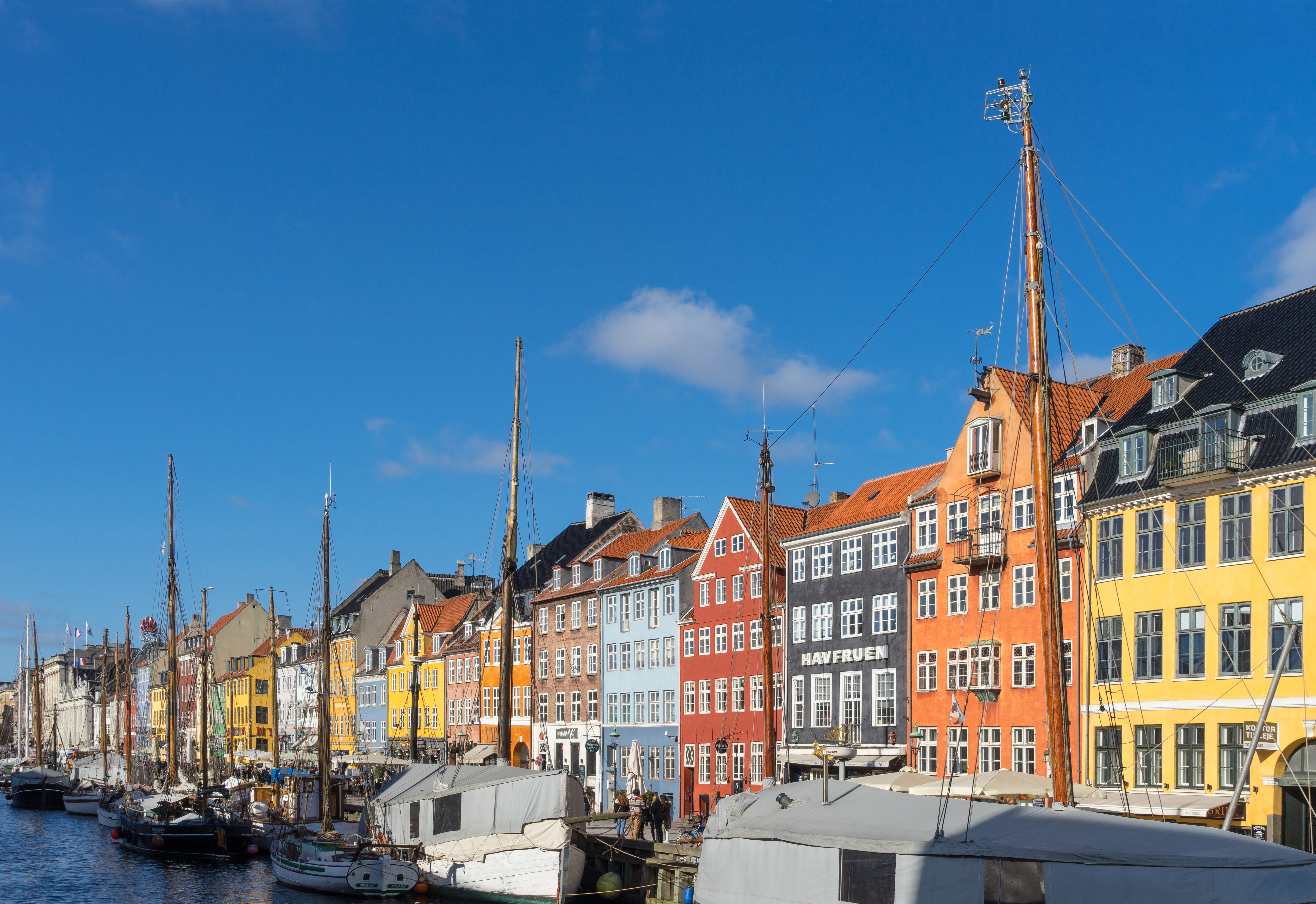
Kopenhagens Nyhavn

Der Tourismus boomt in Dänemark seit Jahren: 2015 kamen mehr als zehn Millionen Besucher, die meisten aus skandinavischen Ländern wie Norwegen und Schweden sowie aus Deutschland. Schwedische und norwegische Touristen besuchen aufgrund der Nähe häufig die Hauptstadt Kopenhagen. Außer bei Touristen aus Skandinavien ist Dänemark auch bei deutschen Touristen sehr beliebt, rund eine Million Deutsche besuchten das Land 1999. Die Einnahmen aus dem Tourismus lagen im Jahr 2016 bei 6,9 Milliarden US-Dollar.

### Landwirtschaft

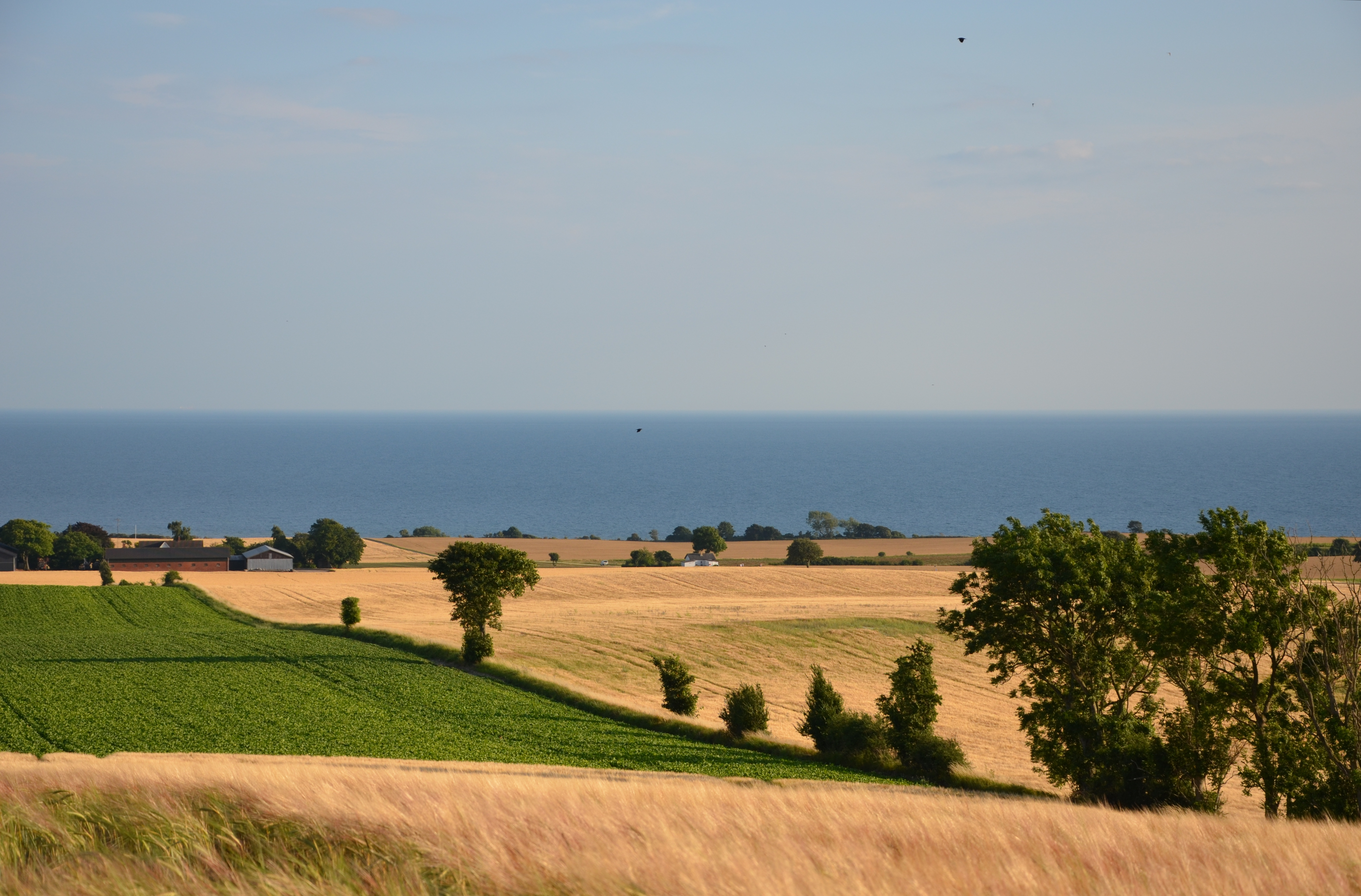
Getreidefelder auf Møn

Die Landwirtschaft in Dänemark ist eine hochmechanisierte Branche. Sie trägt ungefähr 2,3 % zum BIP bei und beschäftigt ungefähr 3 % aller Arbeitnehmer.
Mehr als die Hälfte der Landesfläche – Grönland und Färöer nicht eingeschlossen – werden landwirtschaftlich genutzt. Von Natur aus sind die Böden relativ nährstoffarm; dies wird durch intensive Düngung ausgeglichen. Die dänische Regierung fördert kleine landwirtschaftliche Betriebe. Der Zusammenschluss kleiner Betriebe zu großen Gütern wird gesetzlich erschwert. Rund 85 Prozent der dänischen Bauernhöfe sind Familienbetriebe mit weniger als 50 Hektar.
Auf 60 Prozent der Anbaufläche von circa 2,5 Millionen Hektar wird Getreide angebaut; das Spektrum umfasst Gerste, Hafer, Weizen und Roggen. Die restliche Fläche wird mit Futterpflanzen, Flachs, Hanf, Hopfen und Tabak bepflanzt. Über 50 Prozent der Gesamtfläche werden als Ackerland genutzt. Die überwiegend exportorientierte Fleisch- und Milchwirtschaft spielt eine bedeutende Rolle. Dänemark ist weltweit einer der größten Produzenten von Schweinefleischprodukten.
Der Viehbestand umfasst vor allem Schweine, Rinder und Pferde.
Eine Besonderheit der dänischen Landwirtschaft ist der große Einfluss der landwirtschaftlichen Genossenschaften. Sie dominieren die Produktion von Molkereierzeugnissen und Schinken. Ein hoher Prozentsatz der Agrarerzeugnisse wird über die Genossenschaften vermarktet. Die meisten Genossenschaften gehören nationalen Verbänden an, die wiederum Mitglieder im Agrarausschuss sind. Dieses Zentralorgan der Genossenschaften verhandelt mit der Regierung, der Industrie oder mit ausländischen Handelspartnern.
1805 erklärte die Regierung alle Wälder (die heute ungefähr 12 Prozent der Gesamtfläche Dänemarks ausmachen) zu Naturschutzgebieten. Die große Fischereiflotte Dänemarks spielt in der Wirtschaft des Landes eine bedeutende Rolle. Es handelt sich bei den gefangenen Fischen größtenteils um Meeresfische, unter denen Heringe, Lachse und Dorsche die kommerziell bedeutendsten Arten sind. Der überwiegende Teil der Fanggründe befindet sich in der Nordsee. Bei Fisch werden hohe Ausfuhrüberschüsse erzielt.
Seit 1. August 2000 ist Dänemark von der EU auch als Weinbaugebiet anerkannt. Seither darf dänischer Wein zu kommerziellen Zwecken angebaut und verkauft werden.

### Energie
Allgemeines

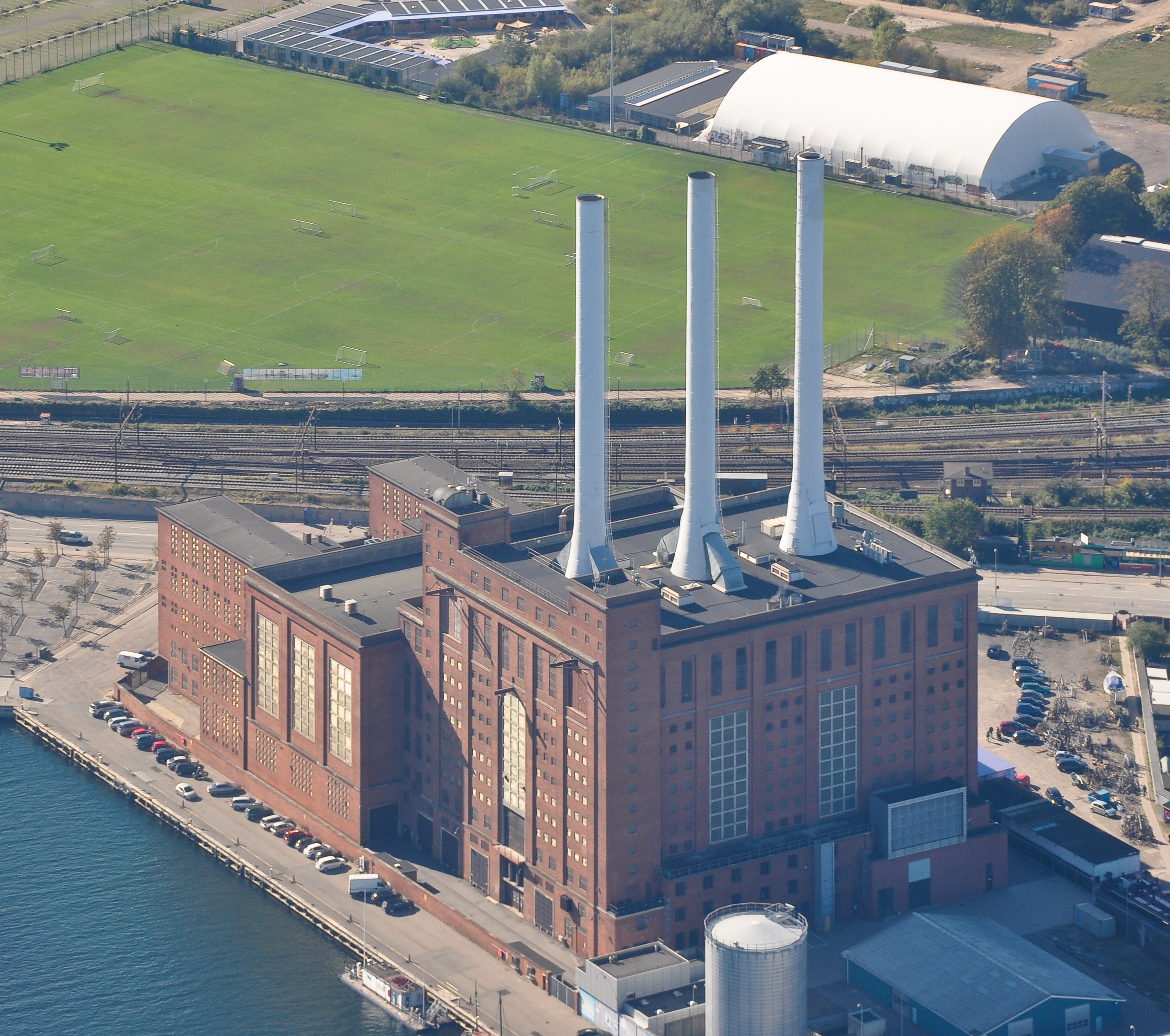
Svanemølle-Kraftwerk in Kopenhagen

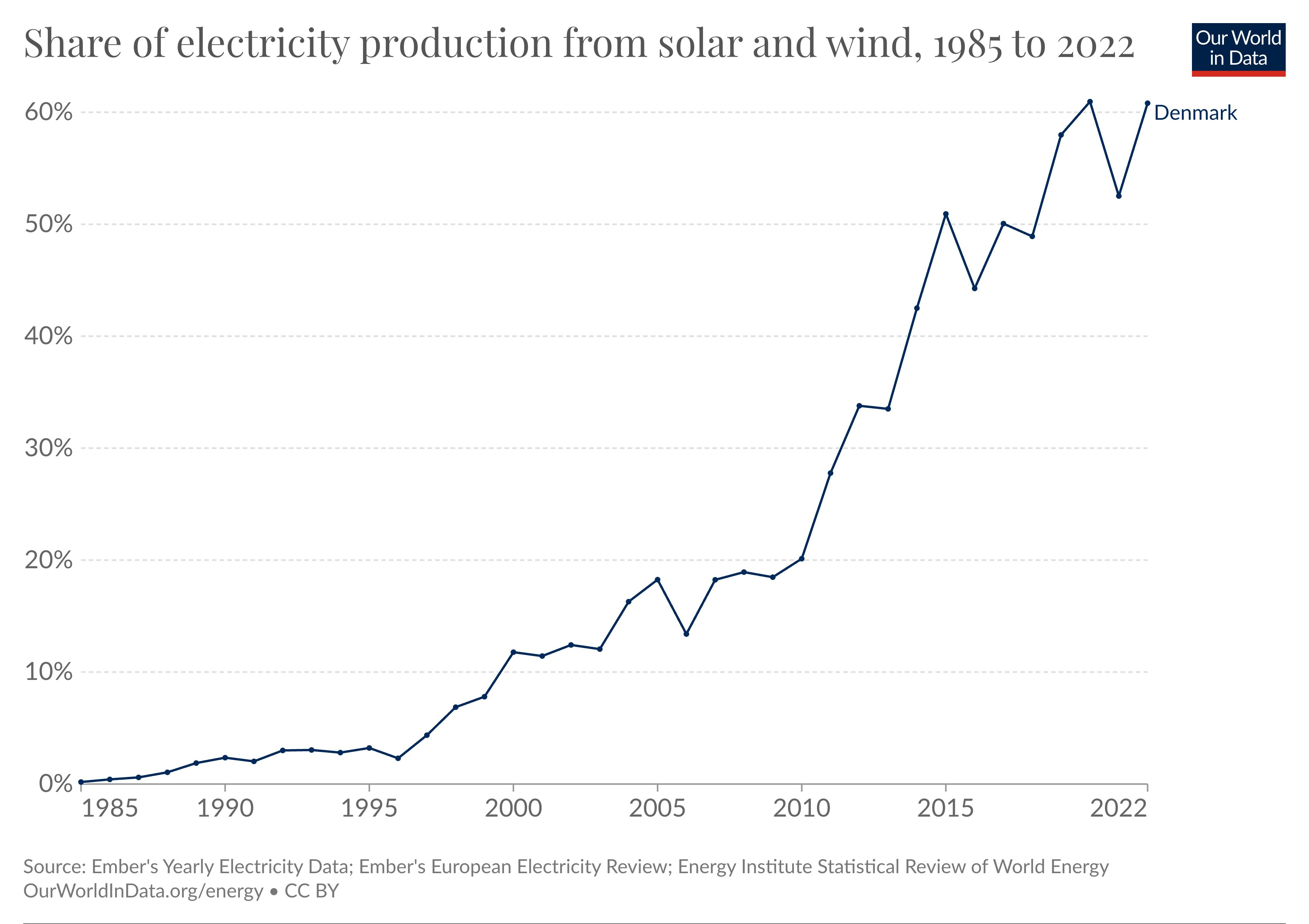
Anteil der Wind- und Solarstromerzeugung in Dänemark, 1985 bis 2022

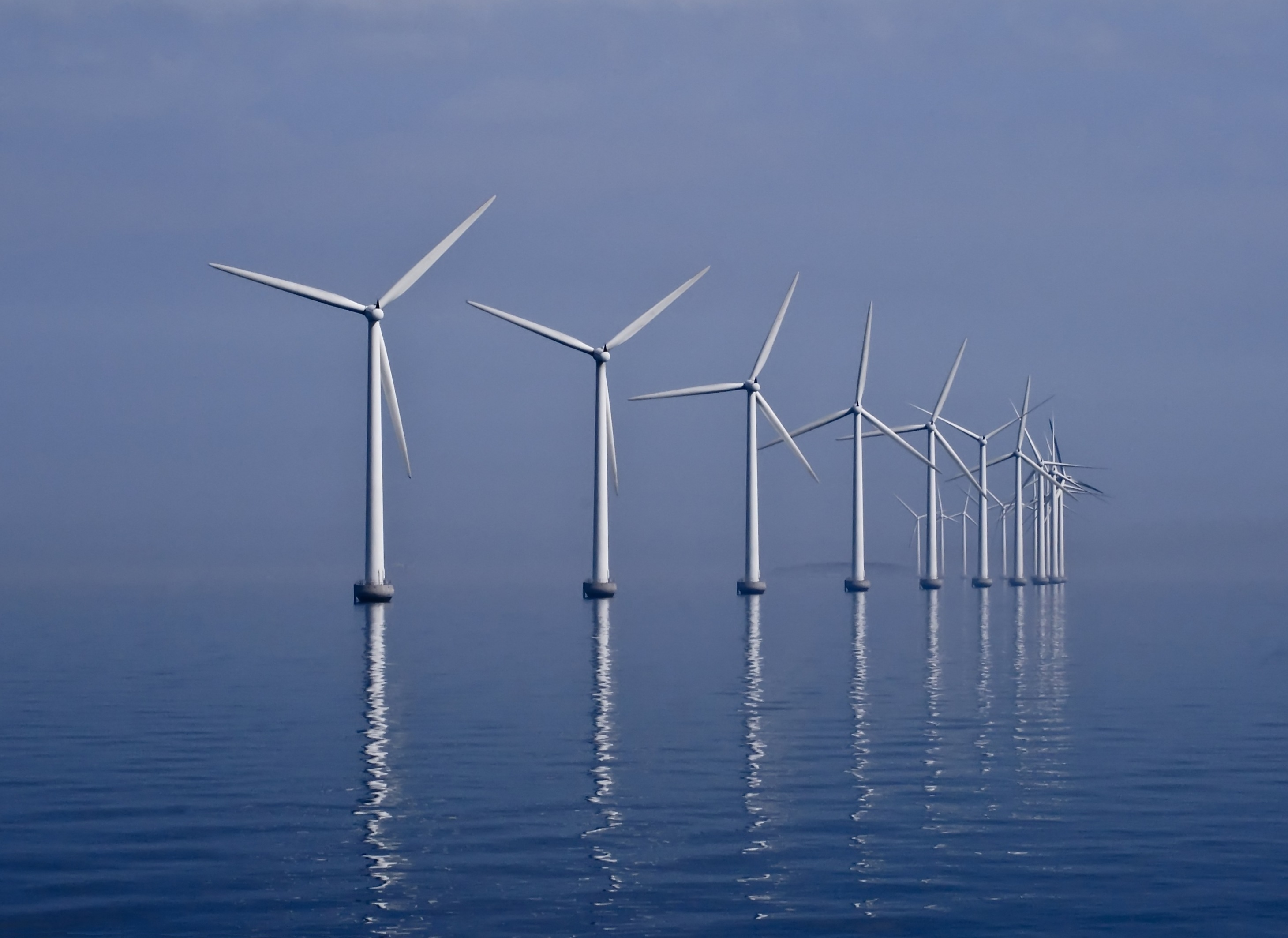
Der Middelgrunden-Offshore-Windpark

Dänemark setzte nach dem Zweiten Weltkrieg massiv auf Erdöl als Primärenergielieferant. Anfang der 1970er Jahre war es fast vollständig von Erdölimporten abhängig. Infolge der Ölkrise 1973, die Dänemark als weitgehend ölabhängigen Staat im Besonderen traf, gab es dort Überlegungen, Kernkraftwerke zu errichten, um die Energieversorgung zu diversifizieren. Nach langem politischem Kampf seit den frühen 1970er Jahren entschied sich das Land 1985 mit einem Parlamentsbeschluss endgültig gegen die Nutzung der Kernenergie. Mittlerweile ist das Land Energieexporteur. Im Jahre 2008 wurde aus 18 Öl- und Gasfeldern, allesamt in der Nordsee, zusammen 16,7 Mio. m³ Öl und 9,9 Mio. m³ i.N. Gas gefördert. Seit 2004 ist die Fördermenge rückläufig. Im Dezember 2020 beschloss die dänische Regierung, die Förderung von Öl und Gas bis 2050 zu beenden.
Energiewende
Dänemark ist das Pionierland der Energiewende. Im Februar 2011 veröffentlichte die dänische Regierung den Plan, bis zum Jahr 2050 die komplette Energieversorgung (Strom, Wärme und Verkehr) vollständig auf Erneuerbare Energien umzustellen und so unabhängig von fossilen Energiequellen zu werden. Damit war Dänemark damals das Land mit der anspruchsvollsten Zielsetzung. Hauptziel seit 1972 ist es, die Abhängigkeit von Ölimporten zu verringern, später kamen als weitere Ziele Energieautarkie, der Ausstieg aus der Nutzung fossiler Energie und die Reduktion der Treibhausgasemissionen hinzu. Es soll durch den starken Ausbau der Windenergie sowie der Elektrifizierung des Wärme- und Transportsektors erreicht werden. Durch Maßnahmen wie Energieeinsparungen, Effizienzsteigerungen und Kraft-Wärme-Kopplung gelang es Dänemark, den Primärenergieeinsatz 40 Jahre lang (1972 bis 2012) ungefähr konstant zu halten, obwohl das Bruttoinlandsprodukt in dieser Zeit um mehr als 100 % wuchs. Zugleich wurden 25 % der Primärenergie durch Erneuerbare Energien ersetzt. Gleichzeitig sanken die Kohlenstoffdioxidemissionen bei der Stromproduktion, die im Jahr 1990 noch bei über 1000 g/kWh gelegen hatten, bis 2019 auf 135 g/kWh, etwa ein Siebtel des Ausgangswertes.

Entwicklung der jährlichen CO₂-Emissionen

Von besonderer Bedeutung ist die Windenergienutzung, die in Dänemark als einem der ersten Staaten weltweit bereits in den 1980er Jahren systematisch vorangetrieben wurde. Im Jahr 2011 betrug der Anteil der Erneuerbaren Energien 40,7 % des Stromverbrauchs, davon stammten 28,1 Prozentpunkte aus Windenergie, 2015 waren es 56,0 %. 2015 deckte Windstrom 42,1 % des dänischen Strombedarfes (2014: 39,1 %), der höchste Wert weltweit. Die dänische Regierung beschloss im Oktober 2011, bis 2020 einen Anteil der Windenergie von 50 % in der Stromerzeugung zu erreichen und zugleich die Kohlendioxid-Emissionen um 40 % zu senken. Das dänische Parlament billigte den Plan im März 2012 mit großer Mehrheit. 2019 und 2020 lag der Windanteil der Stromerzeugung bei 48 %, 2021 waren es 44 %. Das 50-%-Ziel wurde also trotz eines deutlichen Aufbaus an Windkraftleistung 2020 und 2021 noch nicht erreicht, aber 2022 lag der Windenergieanteil bei 55 % und 2023 sowie 2024 bei jeweils etwa 56 %. Dabei waren Ende 2024 in Dänemark Windkraftanlagen mit einer kumulierten Nennleistung von 7612 MW installiert. Dänemark strebt seit 2020 eine Emissionsreduktion bis 2030 um 70 Prozent an.
Dänemark belegte in den Jahren 2022 bis 2025 den vierten und damit besten vergebenen Platz im Klimaschutz-Index, einer jährlichen Analyse der Klimaschutzbemühungen einzelner Staaten.

### Bodenschätze
Das Land verfügt nur über wenige Bodenschätze. Im begrenzten Umfang werden mineralische Rohstoffe abgebaut, vor allem Kaolin und Granit. Alle Bodenschätze sind im Besitz der öffentlichen Hand. Auf Bornholm gibt es Kaolinvorkommen, die allerdings von minderer Qualität sind und hauptsächlich zur Produktion von Tongeschirr sowie zur Herstellung von Ziegeln verwendet werden. Kommerziell genutzt werden auch die Mineralien Limonit, Kryolith, Kalk, Kreide und Mergel. Auf Jütland wurden große Salzvorkommen entdeckt. Seit den 1970er-Jahren werden in der Nordsee Erdöl und Erdgas gefördert. Dänemark beteiligt sich neben Kanada, Russland und Norwegen auch sehr engagiert an dem aus Sicht des Umweltschutzes stark umstrittenem Wettlauf um die Bodenschätze in der Tiefsee unter der Arktis.

### Währung und Bankwesen

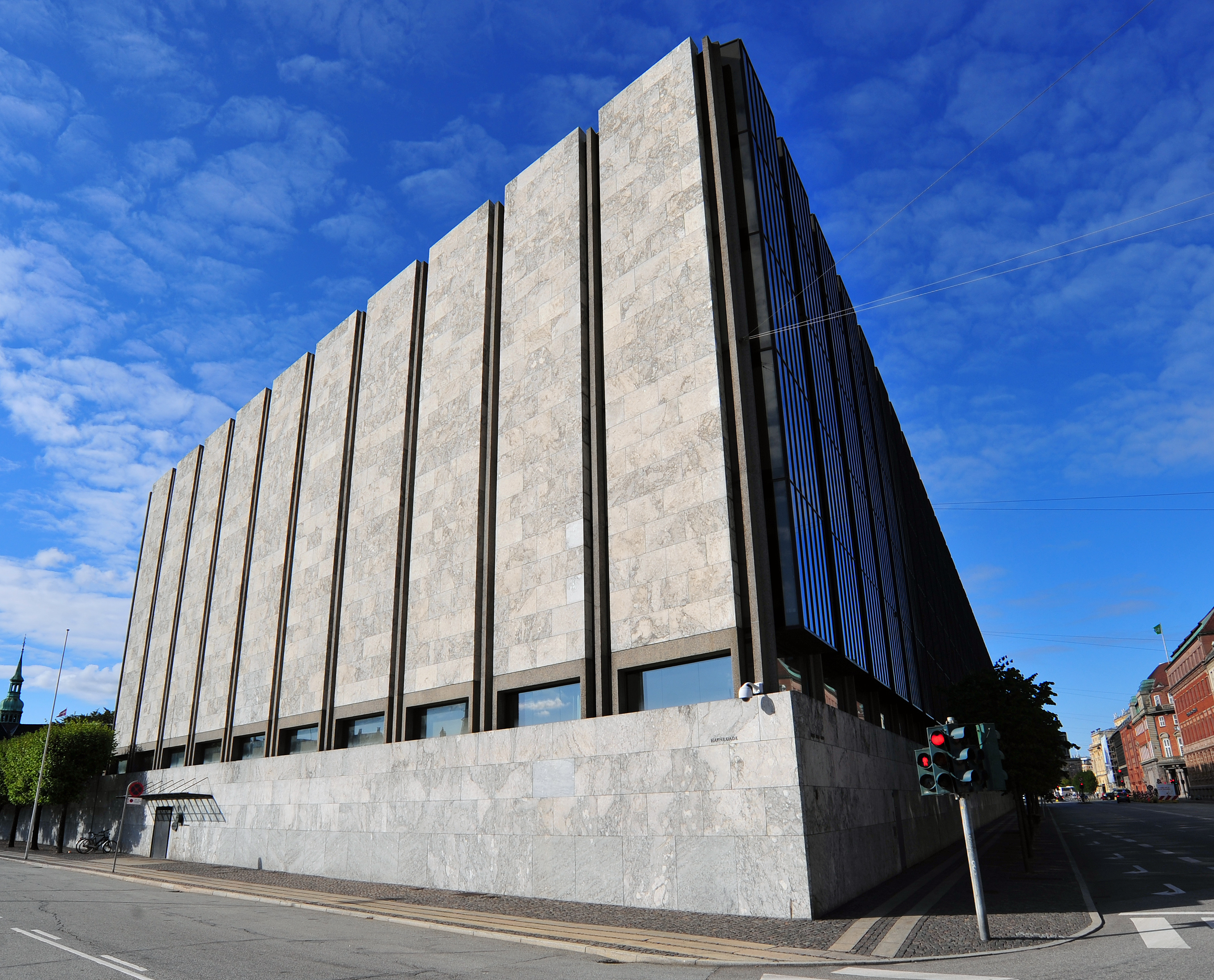
Die dänische Nationalbank

Die Währung des Landes ist die Dänische Krone zu 100 Øre. Dänemark ist Teil des ERM II, eines seit 1999 zwischen verschiedenen EU-Ländern im Rahmen des Europäischen Währungssystems II bestehenden Wechselkurs-Abkommens. Die Dänische Nationalbank (gegründet 1818) ist Notenbank und Finanzzentrum des Landes. Ihre Zentrale befindet sich in Kopenhagen. Einige große Geschäftsbanken haben in ganz Dänemark Zweigstellen. Daneben gibt es noch über 90 Sparkassen. Seit den 1970er-Jahren ist die Zahl der Banken aufgrund einer ganzen Reihe von Fusionen rückläufig. Vor allem Anfang der 1990er-Jahre fanden mehrere Zusammenschlüsse statt.
Spätestens mit Beginn der dritten Stufe der Europäischen Wirtschafts- und Währungsunion (EWWU) im Januar 1999 gab es in Dänemark eine heftige politische Debatte darum, ob das Land der EWWU beitreten und den Euro als Einheitswährung annehmen solle. In einer Volksabstimmung am 28. September 2000 stimmten 53,1 Prozent der dänischen Bevölkerung gegen den Euro – 46,9 Prozent waren für eine Abschaffung der Dänischen Krone. Mit diesem Ergebnis wurde auch der Beitritt zur EWWU abgelehnt. Eine neuerliche Volksabstimmung über die Euro-Einführung wurde im November 2007 angekündigt, fand aber nie statt.
Die dänische Krone hat eine feste Wechselkurspolitik zu dem Euro; daher können 100 Euro gegen 746 ± 2,25 % Kronen gewechselt werden. In der Praxis hat die Dänische Nationalbank den Wechselkurs auf einem Niveau stabilisiert, das sehr nah am Zentralkurs ist.

### Vermögen
Dänemark stand, laut einer Studie der Bank Credit Suisse aus dem Jahre 2017, auf Rang 24 weltweit beim nationalen Gesamtvermögen. Der Gesamtbesitz an Immobilien, Aktien und Bargeld belief sich auf insgesamt 1.245 Milliarden US-Dollar. Das Vermögen pro erwachsene Person beträgt 281.542 Dollar im Durchschnitt und 87.231 Dollar im Median (in Deutschland: 203.946 bzw. 47.091 Dollar). Beim durchschnittlichen Vermögen je Einwohner gehört Dänemark damit zu den Top 10 Ländern weltweit. Insgesamt war 59,3 % des gesamten Vermögens der Dänen finanzielles Vermögen und 40,7 % nicht-finanzielles Vermögen. Der Gini-Koeffizient bei der Vermögensverteilung lag 2017 bei 80,9 was auf eine relativ hohe Vermögensungleichheit hindeutet.

### Außenhandel

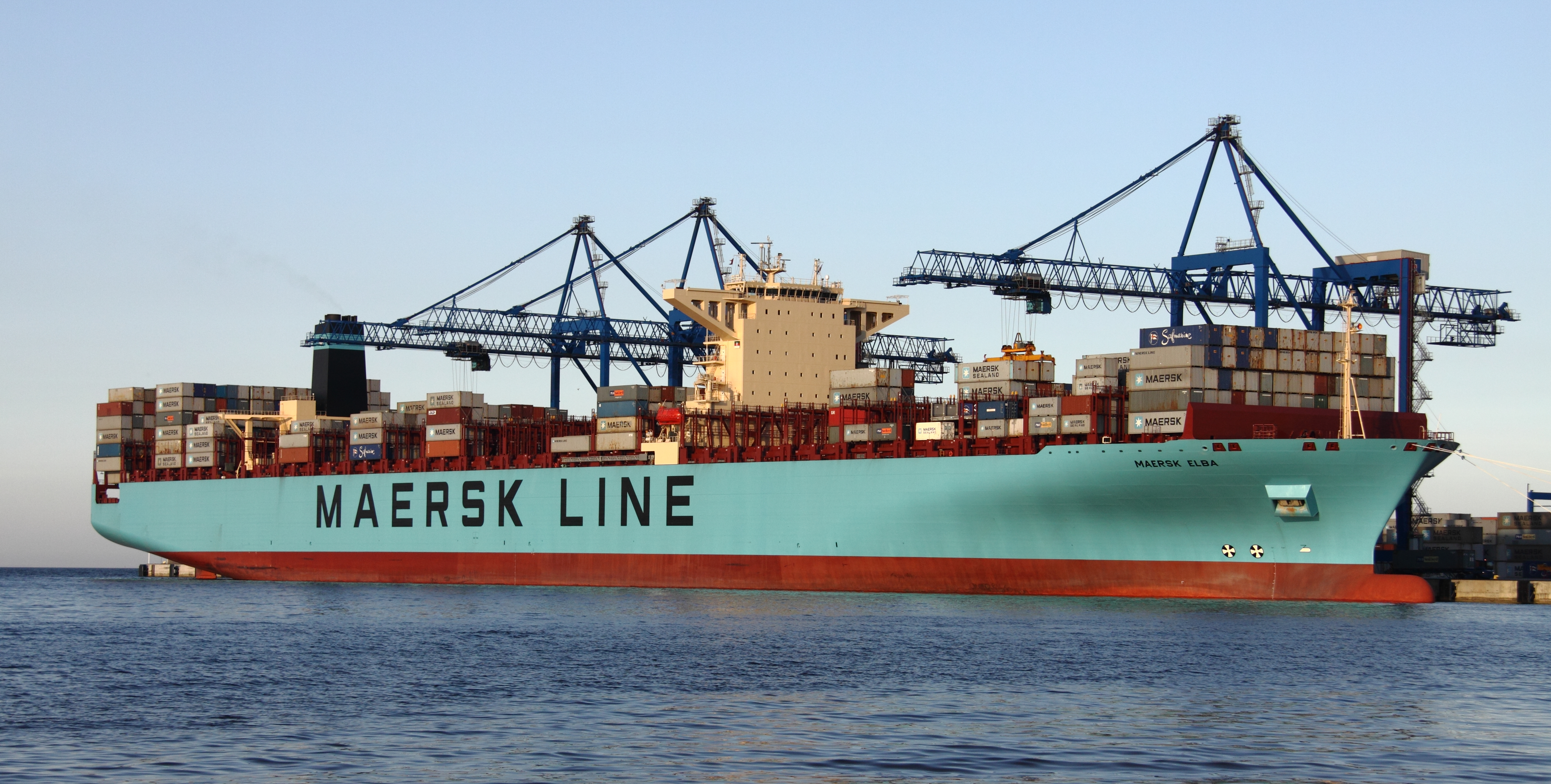
Ein Containerschiff der Mærsk Line

Mitte der 1960er-Jahre verdrängte die Bundesrepublik Deutschland das Vereinigte Königreich als wichtigsten Handelspartner Dänemarks. Dennoch ist Großbritannien immer noch einer der größten Abnehmer dänischer Produkte. Auch Schweden, Norwegen, Frankreich und die Niederlande sind bedeutende Handelspartner. Der Handel mit den Ländern in Osteuropa hat in den letzten Jahren stark zugenommen, insbesondere mit Polen. Außerhalb Europas sind die USA, die Volksrepublik China und Japan die wichtigsten Handelspartner. Die Handelsbilanz ist positiv, d. h. die Ausfuhren übersteigen die Importe.
Bis zu Beginn der 1960er-Jahre stellten Fleisch- und Milchprodukte den Großteil der Exportgüter dar. Seither stiegen die Exporte von Industriegütern stetig und haben seit 1961 einen größeren Anteil am Gesamtexportvolumen als die landwirtschaftlichen Erzeugnisse. Im Vordergrund stehen dabei chemische und pharmazeutische Erzeugnisse sowie Fahrzeuge. Die wichtigsten dänischen Importgüter sind Maschinen, Rohmetalle, Metallwaren, Transportausrüstungen, Brenn- und Schmierstoffe.
| in Mrd. US-Dollar und seine Veränderung gegenüber dem Vorjahr in Prozent | in Mrd. US-Dollar und seine Veränderung gegenüber dem Vorjahr in Prozent | in Mrd. US-Dollar und seine Veränderung gegenüber dem Vorjahr in Prozent | in Mrd. US-Dollar und seine Veränderung gegenüber dem Vorjahr in Prozent | in Mrd. US-Dollar und seine Veränderung gegenüber dem Vorjahr in Prozent | in Mrd. US-Dollar und seine Veränderung gegenüber dem Vorjahr in Prozent | in Mrd. US-Dollar und seine Veränderung gegenüber dem Vorjahr in Prozent |
| ------------------------------------------------------------------------ | ------------------------------------------------------------------------ | ------------------------------------------------------------------------ | ------------------------------------------------------------------------ | ------------------------------------------------------------------------ | ------------------------------------------------------------------------ | ------------------------------------------------------------------------ |
|                                                                          | 2019                                                                     | 2019                                                                     | 2020                                                                     | 2020                                                                     | 2021                                                                     | 2021                                                                     |
| Mrd. $                                                                   | % gg. Vj.                                                                | Mrd. $                                                                   | % gg. Vj.                                                                | Mrd. $                                                                   | % gg. Vj.                                                                |                                                                          |
| Einfuhr                                                                  | 97,5                                                                     | −4,2                                                                     | 96,9                                                                     | −0,6                                                                     | 121,8                                                                    | +25,7                                                                    |
| Ausfuhr                                                                  | 110,2                                                                    | +1,6                                                                     | 107,2                                                                    | −2,7                                                                     | 125,0                                                                    | +16,6                                                                    |
| Saldo                                                                    | +12,8                                                                    |                                                                          | +10,4                                                                    |                                                                          | +3,2                                                                     |                                                                          |

| Export (in Prozent) nach | Export (in Prozent) nach | Import (in Prozent) von | Import (in Prozent) von |
| ------------------------ | ------------------------ | ----------------------- | ----------------------- |
| Deutschland              | 12,9                     | Deutschland             | 20,6                    |
| Schweden                 | 8,3                      | Schweden                | 12,6                    |
| Norwegen                 | 5,7                      | Niederlande             | 8,7                     |
| Vereinigtes Königreich   | 5,0                      | Volksrepublik China     | 8,0                     |
| Vereinigte Staaten       | 4,7                      | Polen                   | 4,4                     |
| Niederlande              | 4,7                      | Norwegen                | 3,8                     |
| Volksrepublik China      | 3,5                      | Vereinigte Staaten      | 3,6                     |
| sonstige Länder          | 54,2                     | sonstige Länder         | 38,8                    |

## Infrastruktur

### Feuerwehr
In der Feuerwehr in Dänemark waren im Jahr 2019 landesweit 1368 Berufsfeuerwehrleute und 4416 Teilzeit-Feuerwehrleute organisiert, die in 285 Feuerwachen und Feuerwehrhäuser, in denen etwa 385 Löschfahrzeuge und 103 Drehleitern bzw. Teleskopmasten bereitstehen, tätig sind. Das dänische nationale Komitee der Feuerwehr repräsentiert die dänische Feuerwehr mit ihren Feuerwehrangehörigen im Weltfeuerwehrverband CTIF.

### Straßenverkehr

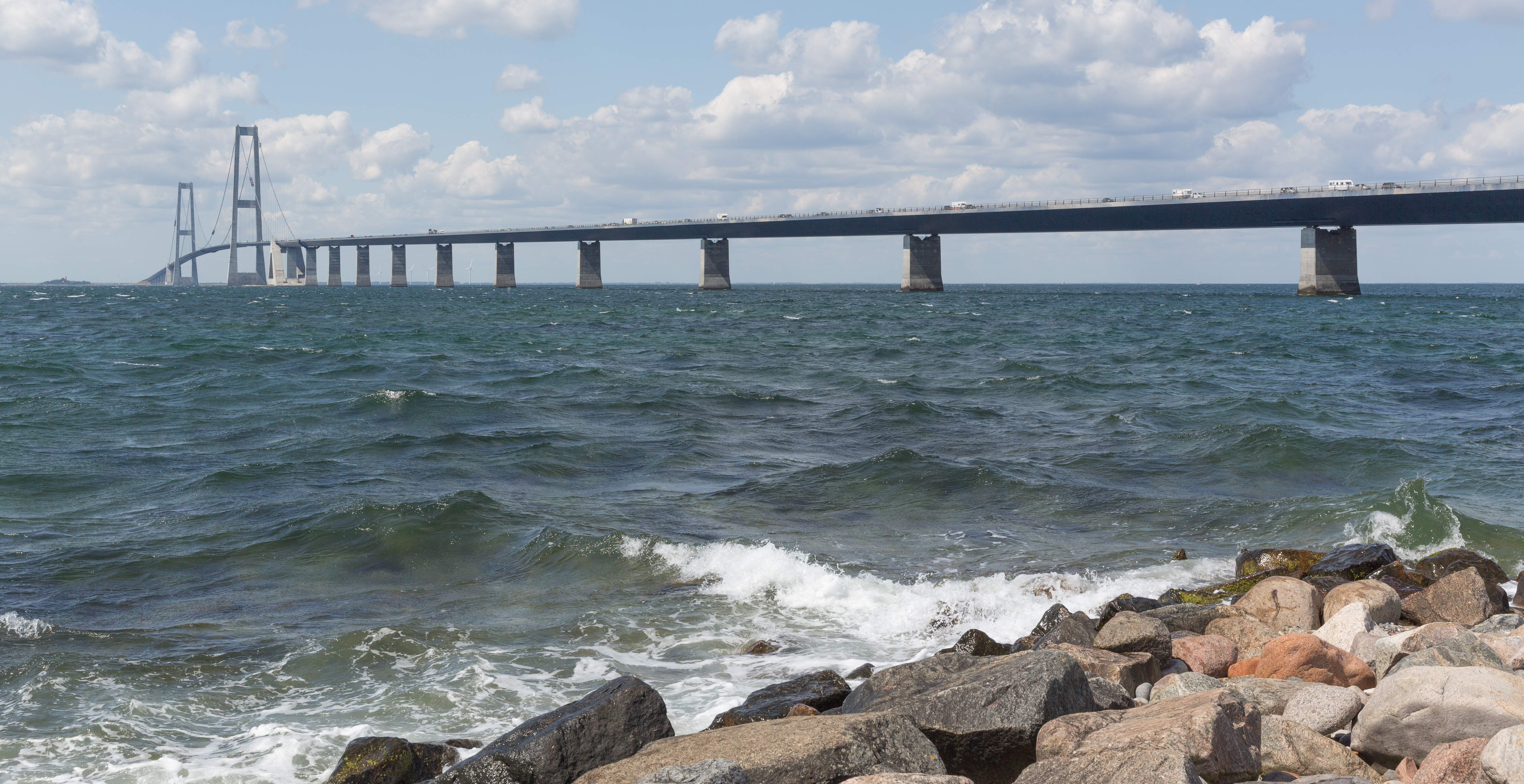
Die Storebælt-Brücke

Dänemark verfügt über ein Straßennetz von 71.347 km inklusive 1010 km Schnellstraßen. 1998 wurde die Storebælt-Brücke eingeweiht und im Sommer für den Straßenverkehr als gebührenpflichtige Autobahn (die Mautstelle befindet sich auf der seeländischen Seite) freigegeben. Zwei Jahre später wurde mit der Öresundverbindung die skandinavische Halbinsel angeschlossen. Die Europastraße E 20 führt über die Brücke.

### Schienenverkehr

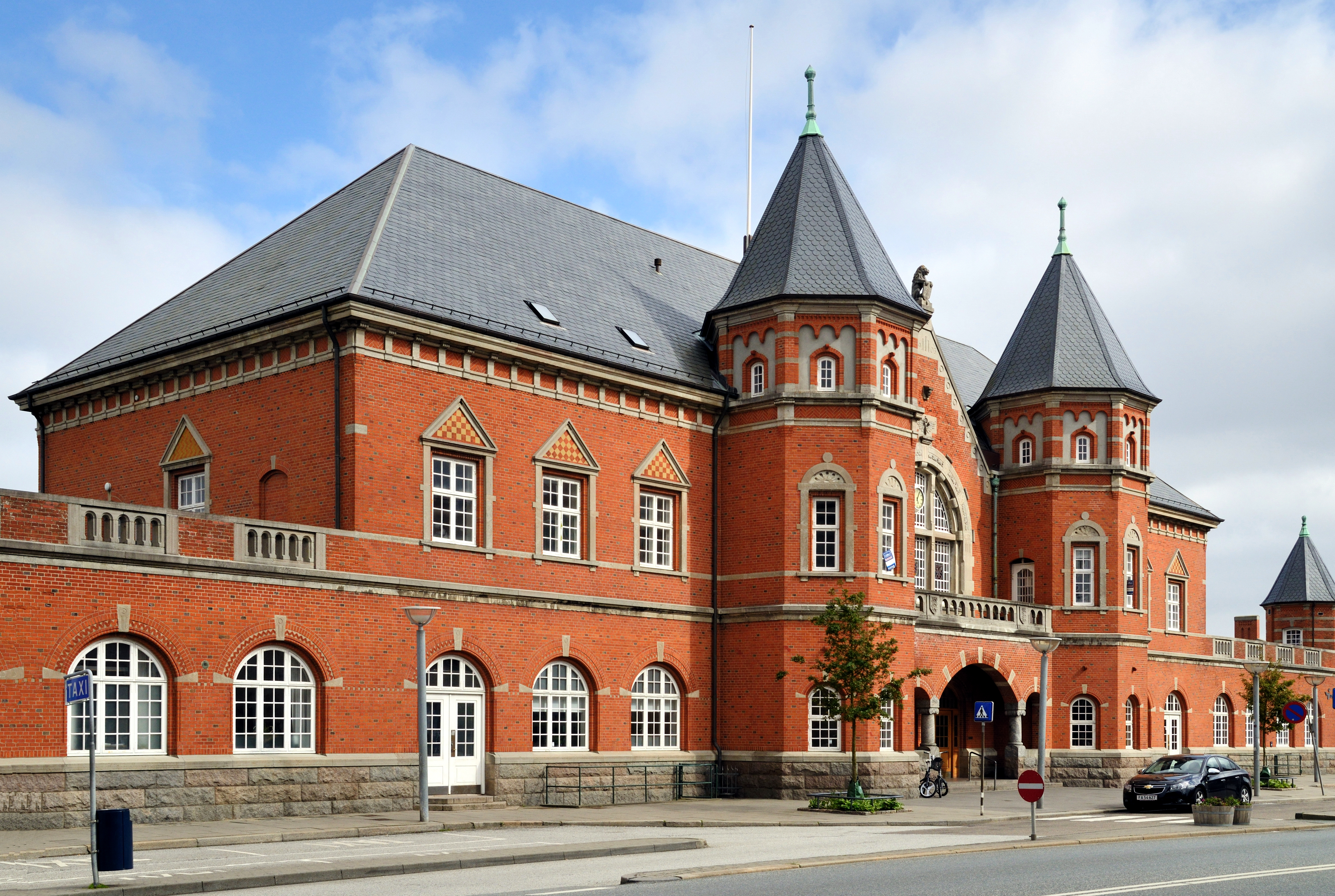
Hauptbahnhof in Esbjerg

Das dänische Schienennetz war im Jahr 2000 etwa 2875 km (wovon 508 km Strecke von Privatbahnen betrieben werden) lang. Neben dem staatlichen Eisenbahnunternehmen Danske Statsbaner werden speziell die Nebenstrecken häufig von Privatbahnen befahren. 2000 wurde die Öresundbrücke eröffnet. Sie verbindet Kopenhagen mit der südschwedischen Stadt Malmö. Es gibt eine Bahnverbindung zwischen Hamburg und Kopenhagen („Jütlandlinie“) über die Lillebæltsbro (über den Kleinen Belt) und über die Storebælt-Brücke (über den Großen Belt). Die bisherige Eisenbahnfähre von Puttgarden nach Rødby (Vogelfluglinie) beförderte zuletzt am 14. Dezember 2019 Passagierzüge, der Güterverkehr war bereits zuvor aufgegeben worden. Im geplanten Fehmarnbelttunnel sollen ab  2028 auch Eisenbahnen fahren.
Der dänische Schienengüterverkehr hat einen Anteil am Modal Split von etwas mehr als 10 %.
Straßenbahnbetriebe gab es in den drei Städten Kopenhagen (von 1883 bis 1972), Aarhus (Elektrischer Straßenbahnbetrieb von 1904 bis 1971). und Odense (1911–1952). Für Dänemarks Großstädte ist der Aufbau neuer Straßenbahnbetriebe als Letbane (Leichtbahn) in Umsetzung. 2017 bis 2019 wurde ein Netz in Aarhus aufgebaut. 2022 folgte die Odense Letbane. Aktuell befindet sich die Hovedstadens Letbane im Bau, die Vororte Kopenhagens ringförmig miteinander anbinden wird.

### Flugverkehr
Dänemark verfügt mit den Flughäfen Kopenhagen-Kastrup, Billund, Aalborg, Aarhus und Esbjerg über fünf internationale Flughäfen. Der mit Abstand größte des Landes ist der Flughafen in Kastrup bei Kopenhagen, der 2014 von 25,6 Mio. Flugreisenden genutzt wurde. Das meistgebuchte Reiseziel war London vor Oslo und Stockholm; das meistangeflogene Ziel in Deutschland war Frankfurt/Main mit 653.000 Passagieren (Platz 8).

### Verkehrsbestimmungen
In Dänemark herrscht Anschnallpflicht und auch bei Tag muss mit Abblendlicht gefahren werden. Telefongespräche sind während der Fahrt nur mit Freisprechanlage gestattet. Es gilt die Vorfahrtsregel „rechts vor links“, jedoch bedeuten kleine weiße Dreiecke auf der Fahrbahn an Kreuzungen „Vorfahrt gewähren!“.
Die Höchstgeschwindigkeit beträgt innerorts 50 km/h, außerorts und auf Schnellstraßen 80 km/h und auf Autobahnen 130 km/h. Für Gespanne und Wohnmobile über 3,5 t gilt eine Höchstgeschwindigkeit von 70 km/h, auf Autobahnen 80 km/h. Die höchstzulässige Blutalkoholkonzentration (Promillegrenze) liegt bei 0,5 ‰.
Der Straßenverkehr des Landes gehört zu den sichersten der Welt. 2013 kamen in Dänemark insgesamt 3,5 Verkehrstote auf 100.000 Einwohner. Zum Vergleich: In Deutschland waren es im selben Jahr 4,3 Tote.

## Kultur
Dänemark hat versucht, sein Kulturerbe in einem offiziellen Dänischen Kulturkanon, herausgegeben vom Kulturministerium, zu definieren. Einen weiteren Versuch, das Kulturerbe des Landes zu erfassen, gab es mit der 2010 ins Leben gerufenen Website 1001 fortællinger om Danmark (1001 Geschichten über Dänemark).

### Feiertage
Die gesetzlichen Feiertage des Landes sind Neujahr (1. Januar), Ostern (Gründonnerstag bis Ostermontag), der Store Bededag, Christi Himmelfahrt, Pfingstmontag sowie Weihnachten (25. Dezember). Der Tag der dänischen Verfassung am 5. Juni ist dagegen kein gesetzlicher Feiertag, jedoch haben Geschäfte und öffentliche Gebäude in der Regel geschlossen.
Eine dänische Besonderheit ist der Store Bededag. Anstatt im Frühling mit vielen Feiertagen verschiedener Heiliger zu gedenken, begehen die Dänen am vierten Freitag nach Ostern den Store Bededag, mit dem sie alle Heiligen und Geistlichen ehren. Dieser Feiertag wurde im 18. Jahrhundert von Graf Johann Friedrich von Struensee eingeführt.

### Küche

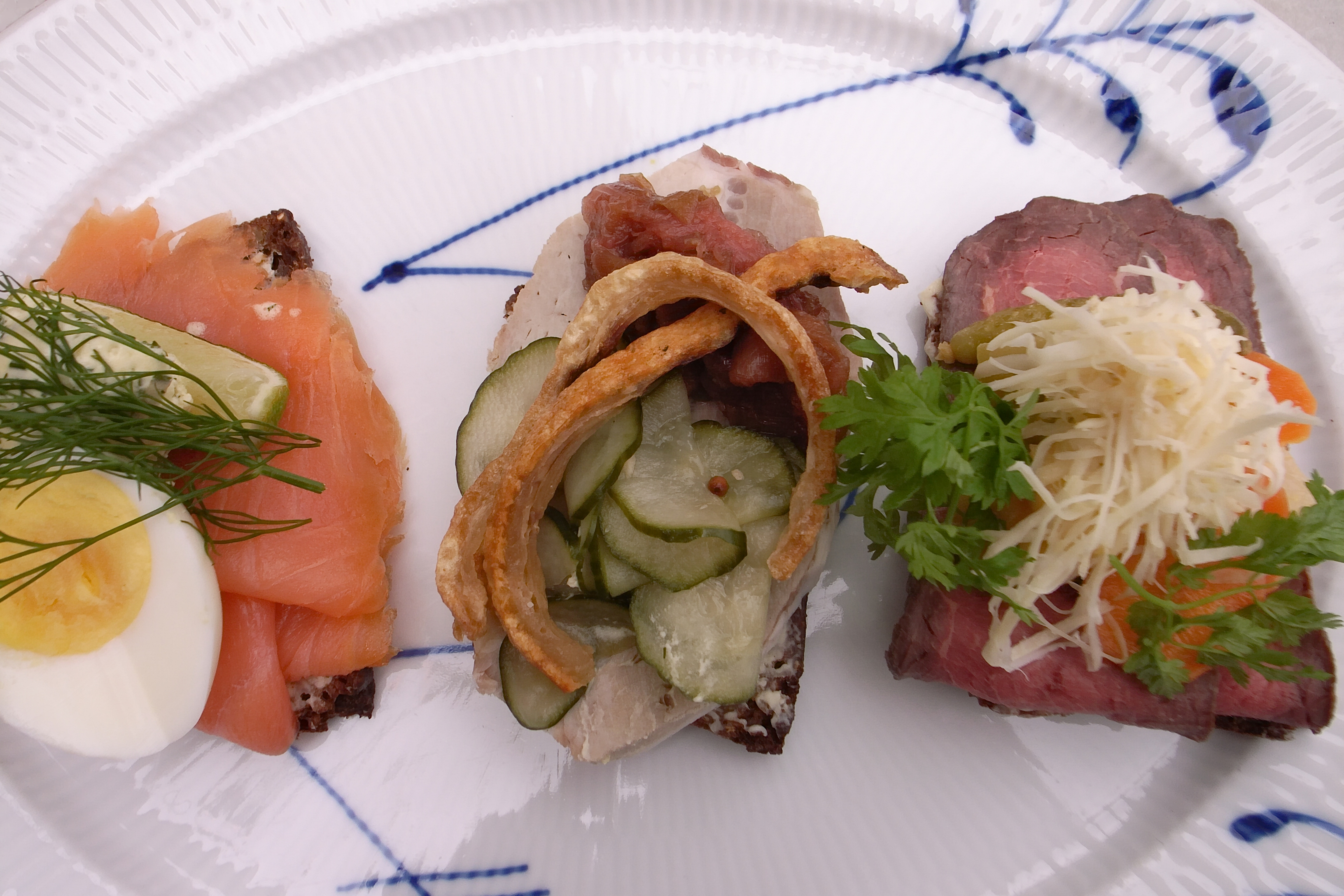
Smørrebrød auf Royal Copenhagen

Der bekannteste dänische Beitrag im kulinarischen Bereich ist wahrscheinlich das Smørrebrød, reichlich belegte Vollkornbrotscheiben als kaltes Mittagsgericht. Ebenfalls bekannt ist der Hotdog, der mit roten Würstchen (rød pølser) – kogt (gekocht) oder ristet (gebraten) – gegessen wird; garniert wird er mit süßer Remoulade, Röstzwiebeln und süß-sauren Gurkenscheiben. Remoulade wird nicht nur zu Pommes frites gegessen, sondern auch zu Fisch, Salami oder Frühlingsrollen.
Als Nationalgericht gilt der klassische, bei niedriger Temperatur langsam im Ofen gegarte Schweinebraten mit Schwarte (Flæskesteg), serviert mit Kartoffeln und brauner Soße. Das dänische Labskaus (Skipperlabskovs) wird typischerweise mit frischem Schweinefleisch statt Corned Beef zubereitet.
Zu Weihnachten wird gern ein Mandelmilchreis (Ris à l’amande) als Nachspeise gereicht. Er besteht aus kaltem Vanillemilchreis, untergehobener Schlagsahne und gehackten Mandeln, dazu Kirschsoße. Eine im Dessert versteckte gehäutete Mandel beschert demjenigen ein kleines Geschenk (Mandelgave), in dessen Portion sie sich anfindet.
Bereits seit mehreren Jahren zeichnet sich eine Erneuerung der dänischen Kochkunst ab. Besonderes Gewicht haben nun Erzeugnisse aus ökologischer Landwirtschaft und lokal erhältliche Zutaten wie wild wachsende Kräuter erlangt. Restaurants versuchen, regionale Traditionen neu zu interpretieren und eine größere Vielfalt der Rezepturen walten zu lassen.
Bei den alkoholischen Getränken haben Bier und Schnaps Tradition in Dänemark. Neben den bekannten Biermarken (Carlsberg, Tuborg, Faxe und Albani) entstanden zuletzt einige lokale Mikrobrauereien. Eine dänische Besonderheit ist seit 1953 das Weihnachtsbräu (Julebryg) mit höherem Alkoholgehalt, nicht zu verwechseln mit dem Weihnachtsbier (Juleøl oder Nisseøl), einem dunklen, süßen Leichtbier.
Die bekanntesten Aquavite und Magenbitter (Aalborg Akvavit, Gammel Dansk) werden seit April 2015 nur noch in Norwegen hergestellt. Zu Weihnachten gehört auch Glögg, die nordische Variante des Glühweins. Angestoßen wird mit dem Trinkspruch „Skål“. Im Unterschied zu den skandinavischen Nachbarländern ist der Verkauf von Alkohol nicht einem staatlichen Monopol unterstellt, sondern frei. Es gibt auch keine abendlichen Verkaufsbeschränkungen, wie sie für norwegische Supermärkte gelten. Hohe dänische Steuern auf alkoholische Getränke machen diese im Vergleich zu Mitteleuropa spürbar teurer.

### Architektur

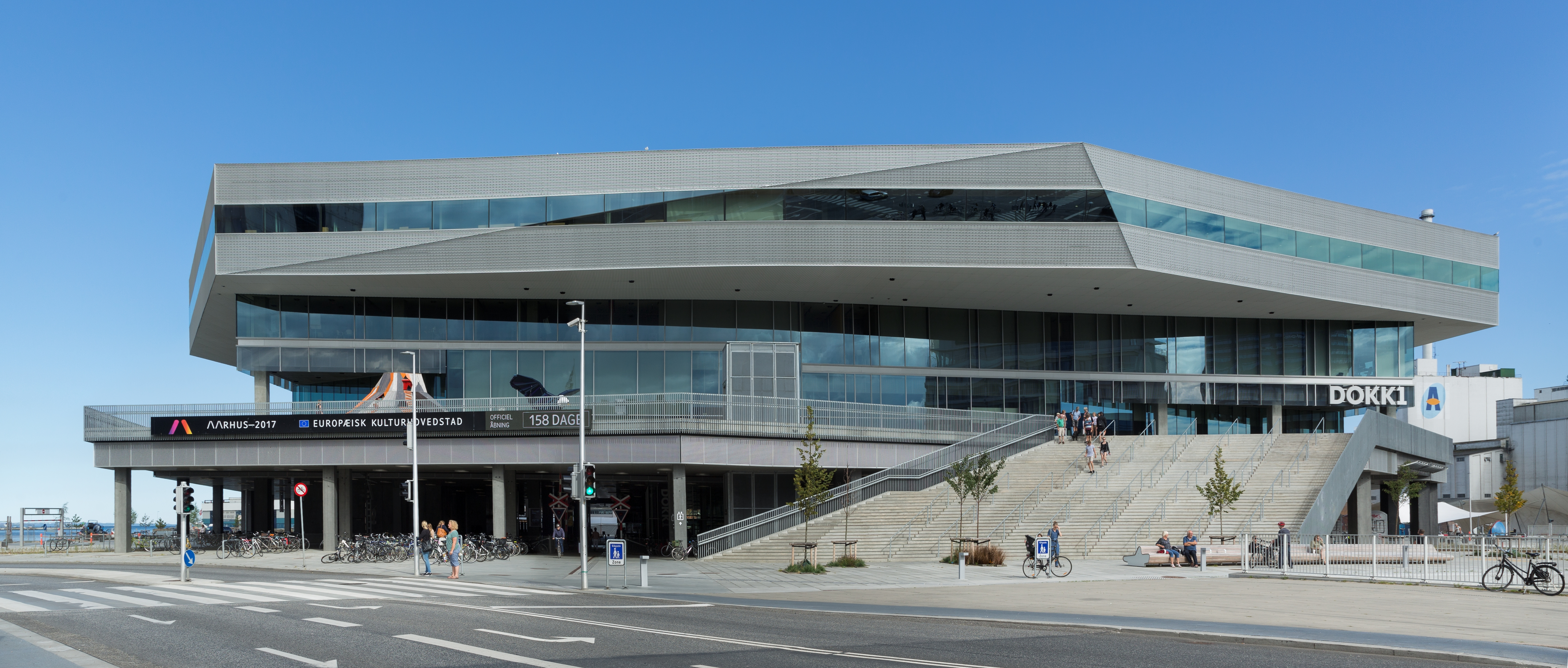
Das Dokk1 in Aarhus

Die dänische Baukunst entwickelte sich im Mittelalter nach französischen und deutschen Vorbildern, wie die Dombauten in Ribe, Viborg, Århus, Ringsted, Roskilde und Kalundborg belegen. Typische Bauten der Backsteingotik sind die im 13. beziehungsweise 14. Jahrhundert entstandene St. Knud-Kirche in Odense, die Peterskirche in Næstved oder St. Olai-Kirche in Helsingør. Unter den Stadtkirchen überwiegt der Typ der Hallenkirche. Viele wertvolle Altäre und Bilder kamen aus den Niederlanden und Lübeck.
Durch die Neuverteilung der Kirchengüter nach der Reformation entstanden zahlreiche, teils befestigte Herrensitze (z. B. Hesselagergård bei Gudme). Bedeutende Zeugnisse der dänischen Baukunst zur Zeit der Renaissance entstanden während der Regentschaft von König Friedrich II. und König Christian IV., Schloss Kronborg in Helsingør, Schloss Frederiksborg in Hillerød und die Kopenhagener Börse.
Bemerkenswerte Barockbauten sind Schloss Amalienborg (seit 1794 Residenz der dänischen Könige), Schloss Charlottenborg und Schloss Christiansborg. Einer der bedeutendsten Architekten des Klassizismus ist Christian Frederik Hansen, der in Kopenhagen das Gerichtsgebäude und die Liebfrauenkirche erbaute. Historische Bauten stammen von Theophil Edvard Freiherr von Hansen, Martin Nyrop und Michael Gottlieb Bindesbøll. Wichtiger Vertreter der dänischen Nationalromantik ist Hack Kampmann, der u. a. das Rathaus in Kopenhagen und das Theater in Arhus entwarf.
Herausragende Repräsentanten der dänischen Architektur im 20. Jahrhundert sind Arne Jacobsen, der neben mehreren Rathäusern und der Nationalbank auch das SAS Royal Hotel entwarf, Peder Vilhelm Jensen Klint, Jørn Utzon, der die berühmte Oper von Sydney entwarf, sich aber nicht an der Realisation beteiligte, Erik Møller und Johan Otto von Spreckelsen.

### Design

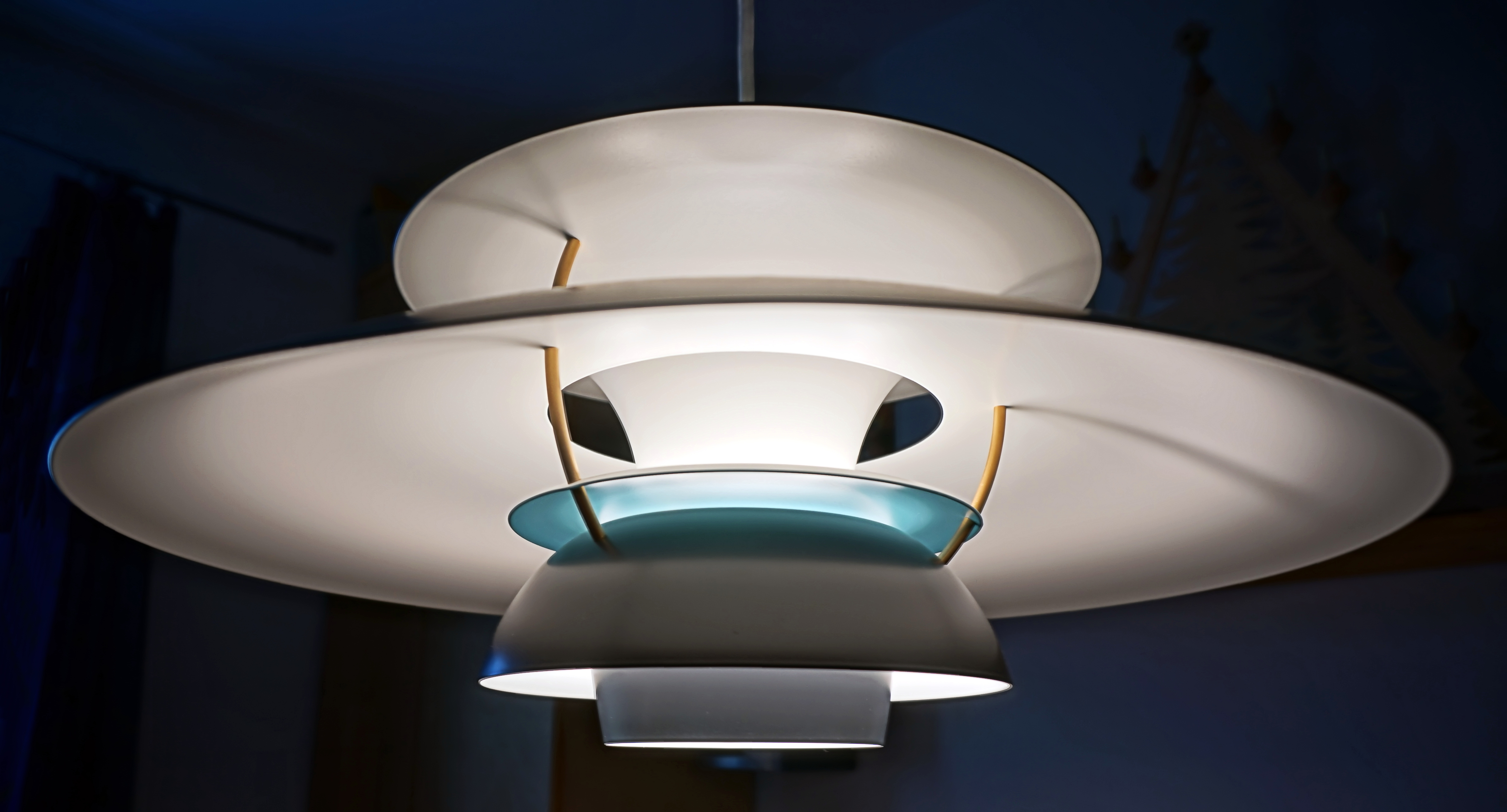
Bis heute produzierte Pendelleuchte PH50 von Poul Henningsen

Georg Arthur Jensen prägte durch seine Silberschmiedearbeiten im funktionellen Stil das Industriedesign der skandinavischen Länder. Ebenfalls ein gelernter Silberschmied war Kay Bojesen, berühmt wurde er aber für sein Holzspielzeug, sein Besteck und Geschirr. Ein weiterer bekannter Silberschmied war Svend Weihrauch, der mit seinen klaren, ornamentfreien Silberschmiedearbeiten einer der herausragenden Vertreter des Funktionalismus war. Auch die Lampen von Poul Henningsen und die Möbel von Hans Jørgensen Wegner, Poul Kjærholm, Kaare Klint und Arne Jacobsen – seine Entwürfe Ei, Schwan und Serie 7 gelten als Designklassiker – fanden Anerkennung. Die Arbeiten von Jacob Jensen für den dänischen Unterhaltungselektronikkonzern Bang & Olufsen sind bekannt und wurden 1978 im Museum of Modern Art mit einer Sonderausstellung gewürdigt.

### Medien
Im Jahr 2023 nutzten 98,8 Prozent der Einwohner Dänemarks das Internet.
Die größten Fernsehsender gehören zu den öffentlich-rechtlichen Rundfunkanstalten Danmarks Radio und TV 2; zu den auflagenstärksten Zeitungen zählen neben Gratiszeitungen die Jyllands-Posten, Berlingske und Politiken. Große Verlage wie Gyldendal und Berlingske Media haben ihren Sitz in Kopenhagen.
Medienfreiheit hat in Dänemark eine lange Tradition. Der Artikel 77 der Verfassung von 1849 garantierte bereits die Presse- und Meinungsfreiheit und verbietet jede Zensur. Die Nichtregierungsorganisation Reporter ohne Grenzen sieht in Dänemark eine gute Lage für die Pressefreiheit. Staatliche Behörden sind verpflichtet, Bürgern und Journalisten Auskunft zu erteilen. Um die Medienvielfalt zu sichern, werden die meisten Tageszeitungen und Onlinemedien subventioniert.

### Dänische Literatur

Hans Christian Andersen

Das hässliche Entlein, Des Kaisers neue Kleider oder Die Prinzessin auf der Erbse, alle diese Märchen wurden von Hans Christian Andersen geschrieben, der damit einen der bedeutendsten dänischen Beiträge zur Weltliteratur gemacht hat. Im Hafen von Kopenhagen erinnert eine Skulptur an den Schriftsteller, eine Nixe, die Hauptfigur aus seinen Märchen Die kleine Meerjungfrau. Weltbekannt ist auch der Theologe, Philosoph und Schriftsteller Søren Kierkegaard, einer der Vorläufer des Existentialismus. Zentral für sein Werk, das vom philosophischen Roman bis zur theologischen Streitschrift reicht, sind die Begriffe Existenz und Angst sowie die Frage, wie der Mensch damit umzugehen vermag. Ebenfalls weltweit bekannt ist der Dichter Ludvig Holberg (geboren als Norweger), er schrieb vornehmlich Komödien und einen satirischen Roman, zudem trat er als Geschichtsschreiber hervor.
Im 1937 erschienenen autobiographischen Roman Jenseits von Afrika erzählt die Schriftstellerin Karen Blixen (in Deutschland unter ihrem Pseudonym Tania Blixen verlegt) über ihr Leben als Kaffee-Farmerin in Kenia. 1985 wurde der Roman mit Meryl Streep und Robert Redford in den Hauptrollen verfilmt und gewann bei der Oscar-Verleihung 1985 sieben Academy Awards.
Dänische Literaturnobelpreisträger sind Karl Gjellerup und Henrik Pontoppidan, die sich 1917 den Preis teilten, und Johannes Vilhelm Jensen, dessen Roman Kongens Fald (dt.: Des Königs Fall) 1999 von bedeutenden dänischen Tageszeitungen zum (dänischen) Buch des Jahrhunderts gewählt wurde.
Ein weiterer wichtiger dänischer Schriftsteller ist Herman Bang, der als Schöpfer des dänischen Impressionismus gilt.
Über teilweise zerrissene Existenzen schreibt der zeitgenössische Autor Peter Høeg in seinen Romanen. Sein internationaler Bestseller Fräulein Smillas Gespür für Schnee wurde 1997 vom dänischen Regisseur und Oscar-Preisträger Bille August mit Julia Ormond in der Hauptrolle verfilmt.

### Musik

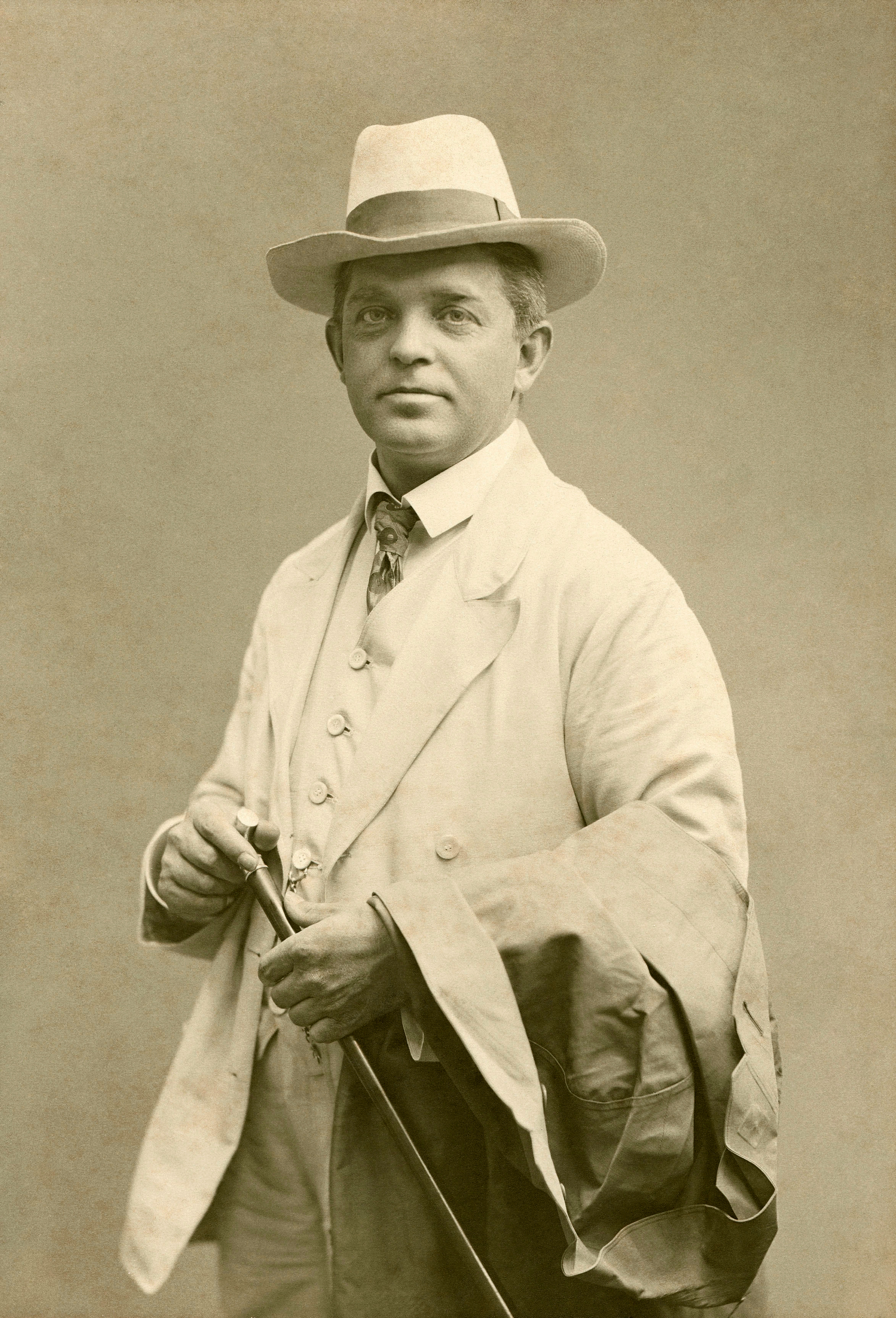
Bedeutendster Komponist Dänemarks Carl Nielsen

Die Herausbildung dänischer Musik setzte unter dem Einfluss deutscher, italienischer und englischer Musikkultur während der Regentschaft von König Christian IV. in der zweiten Hälfte des 16. Jahrhunderts und der ersten Hälfte des 17. Jahrhunderts ein. Ausländische Komponisten wie John Dowland, Heinrich Schütz, der längere Zeit königlicher Oberkapellmeister in Kopenhagen war, oder Dieterich Buxtehude, der mehrere Jahre als Organist in Helsingör verbrachte, wirkten am dänischen Hof und traten dort in Kontakt mit dänischen Komponisten.
Erste markante Beiträge zur dänischen Musik stammen allesamt von in Deutschland geborenen Komponisten: Friedrich Ludwig Æmilius Kunzen mit seiner Oper Holger Danske (1787), Christoph Ernst Friedrich Weyse mit seiner Oper Ludams Hule (1816) und Friedrich Kuhlau, der zu dem auch heute noch populären Stück Elverhøy (1828) die Musik schrieb. Dänische Vertreter der Romantik sind Niels Wilhelm Gade, Johann Peter Emilius Hartmann und Peter Arnold Heise.
Im 20. Jahrhundert folgten Carl Nielsen, der als bedeutendster Komponist Dänemarks gilt und dessen Sinfonien und Opern sich auch im Ausland im Repertoire durchsetzen konnten, Poul Schierbeck, Knudåge Riisager, Jørgen Bentzon, Finn Høffding, Herman David Koppel, Vagn Holmboe und Niels Viggo Bentzon. Weitere wichtige dänische Komponisten sind Louis Glass, Paul von Klenau, Ludolf Nielsen, Hakon Børresen, Rued Langgaard, Poul Ruders und Per Nørgård.
Im Bereich der populären Musik ist in Deutschland vor allem Gitte Hænning durch ihre Schlager bekannt und die Olsen Brothers, die Gewinner des Eurovision Song Contest 2000. Ebenfalls bekannt ist die Band Aqua, die im Bereich Eurodance anzusiedeln war und von 1989 bis 2001 bestand. Lars Ulrich, der Schlagzeuger der Band Metallica, stammt ebenfalls aus Dänemark. Weitere bekannte Musiker und Bands aus Dänemark sind Aura Dione, Agnes Obel, Oh Land, Lukas Graham, Tobias Rahim, Niels-Henning Ørsted Pedersen, Carpark North, Saybia, Kashmir, Nephew, Medina, Outlandish, D-A-D, Pretty Maids, Thulla, Poul Krebs, Kim Larsen, Tina Dico, TV-2, Sorten Muld, Volbeat, Jakob Sveistrup, Sort Sol, King Diamond, Red Warszawa, Natasha Thomas, Laid Back, Hanne Boel, Anna David, Junior Senior, Under Byen, Raunchy, The Raveonettes und Trentemøller. Bekannte dänische Plattenfirmen sind Cope Records und Kick Music.

### Malerei und Bildhauerei

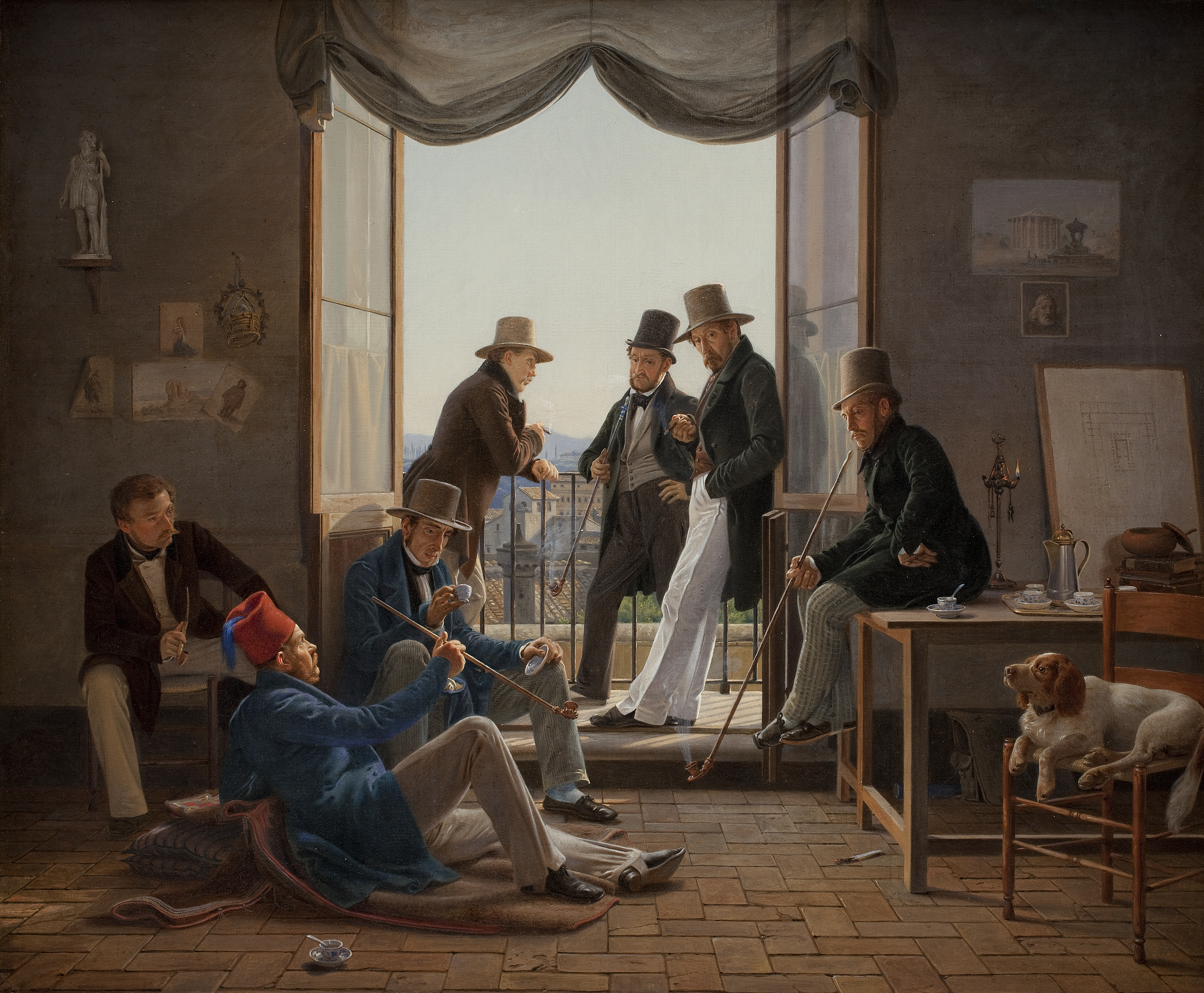
Eine Gesellschaft dänischer Künstler in Rom, 1837

Angeregt durch Vorbilder aus den Nachbarländern und den Humanismus der Goethezeit erhielt die beschauliche und selbstgenügsame dänische Malerei zu Beginn des 19. Jahrhunderts, im sog. „Goldenen Zeitalter“ des Klassizismus und Biedermeier, neue Impulse durch Künstler wie Nicolai Abildgaard, Jens Juel und P. C. Skovgaard. Diese Maler widmeten sich vor allem der Landschaftsmalerei. Christoffer Wilhelm Eckersberg, der in Paris bei Jacques-Louis David studiert hatte, und viele seiner Schüler wie Christen Købke traten als Porträtmaler hervor. Daneben lebte die Genre- und Historienmalerei in den Werken Constantin Hansens, Vilhelm Marstrands, Jørgen Roeds und Jørgen Sonnes fort. Wilhelm Bendz vereinte die Porträt- mit der Genre- und Historienmalerei.
Um 1870 entwickelte sich die Freilichtmalerei in der Künstlerkolonie Skagen. Zu den von der Schule von Barbizon beeinflussten Skagen-Malern zählten Michael Ancher, Anna Ancher, die allerdings Innenansichten bevorzugte, Viggo Johansen, Peder Severin Krøyer, Christian Krohg, Carl Locher, Theodor Philipsen, Frits Thaulow, Wilhelm von Gegerfelt und Holger Drachmann, während das Erbe des Goldenen Zeitalters von dem realistisch-naturalistischen Genre- und Historienmaler Kristian Zahrtmann gepflegt wurde.

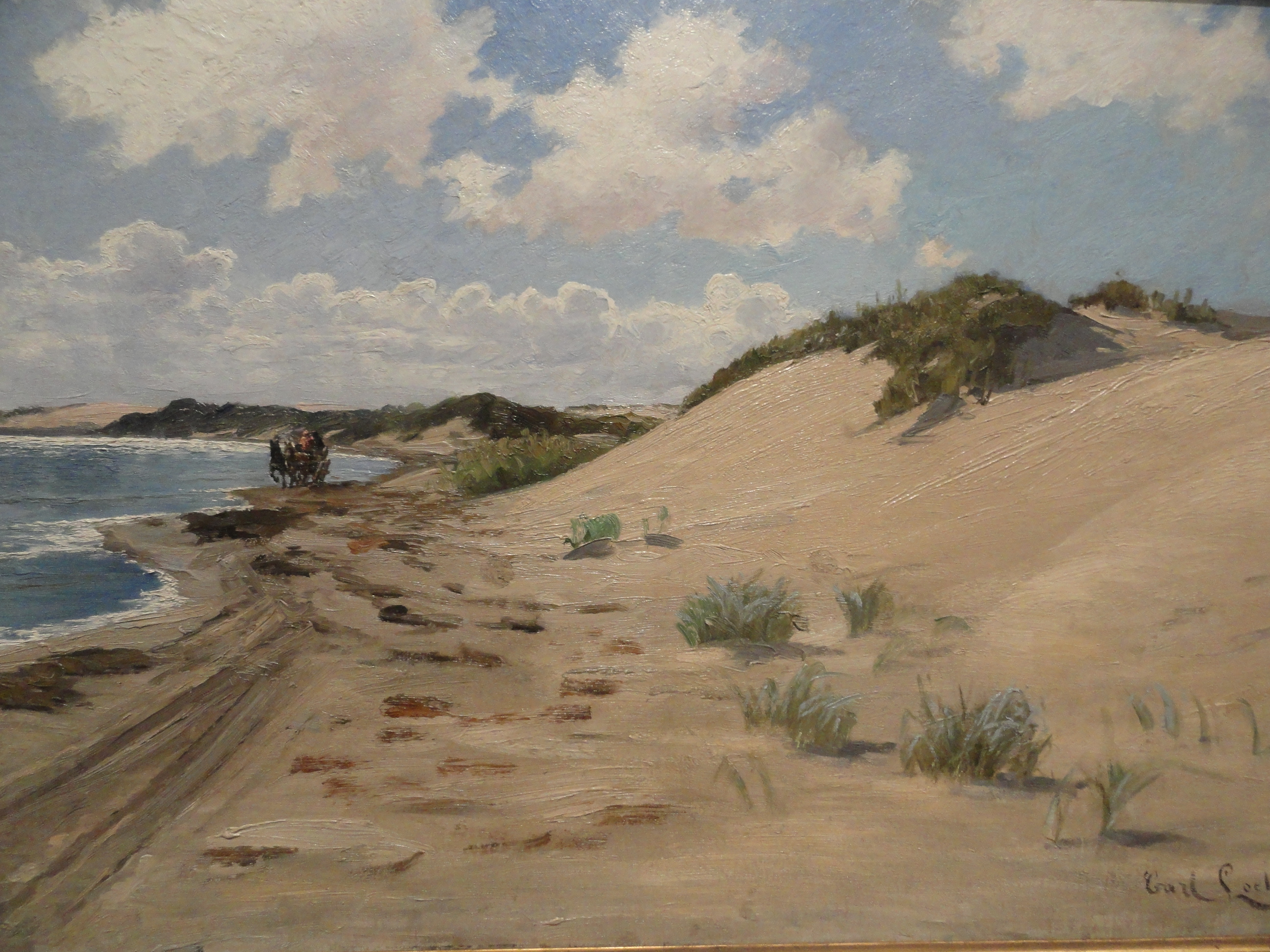
Carl Locher: Postkutsche am Strand

An der Schwelle zur Moderne stehen die romantischen Landschaftsbilder von Vilhelm Kyhn. Neben der Dänischen Nationalgalerie bietet die 1911 eröffnete Sammlung des Tabakfabrikanten Heinrich Hirschsprung in Kopenhagen den besten Überblick über die dänische Malerei von ca. 1850 bis 1910.

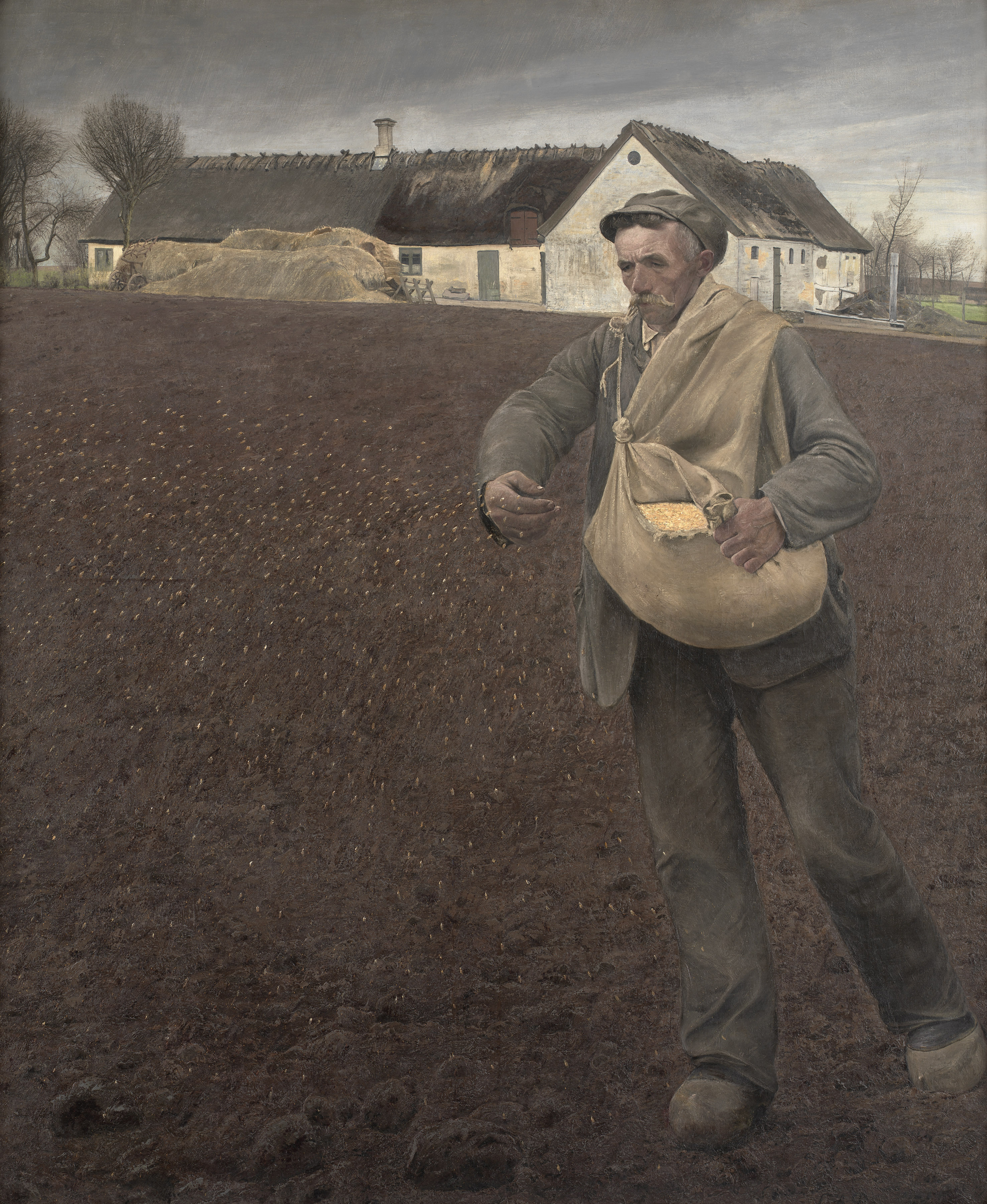
L.A. Ring: Sämann, 1910, Dänische Nationalgalerie

Zu den dänischen Vertretern des Symbolismus gehörten der von Whistler beeinflusste, triste Interieurs bevorzugende Vilhelm Hammershøi, ferner Jens Ferdinand Willumsen, dessen Bilder durch kräftige Farbigkeit gekennzeichnet sind, und L. A. Ring, der mit seinen in subtilen Farben gehaltenen sachgetreuen Bildern von Landarbeitern auch zum Pionier des sozialen Realismus in Dänemark wurde.
Um 1910 entwickelte sich Bornholm zu einem der künstlerischen Zentren Nordeuropas. Hier entstand nach dem Ersten Weltkrieg die „Bornholmer Schule“, ein Zusammenschluss befreundeter Künstler. Dazu gehörten der Expressionist Oluf Høst, der seit 1935 sein Haus über 200-mal unter verschiedenen Wetterbedingungen und vor dem Hintergrund wechselnder Stimmungslagen malte, sowie Karl Isakson und der in Estland geborene Olaf Rude, der von Cézanne und der klassischen Moderne inspiriert war. Auch Jais Nielsen orientierte sich am Kubismus und Futurismus; er gestaltete auch Porzellanskulpturen und Kirchenfenster. Die Personendarstellungen Vilhelm Lundstrøms, eines frühen Vertreters des dänischen Modernismus, sind durch klare Farben und geometrische Formen gekennzeichnet, zeugen aber von einem großen psychologischen Einfühlungsvermögen.
Nach dem Zweiten Weltkrieg dominierte auch in Dänemark der abstrakte Expressionismus, vertreten durch Richard Mortensen, Else Alfelt, Ejler Bille, Asger Jorn, der 1948 die Gruppe CoBrA ins Leben rief, und Per Kirkeby, der auch als Bildhauer arbeitet.
Zwei bekannte, in Dänemark tätige Bildhauer waren Bernt Notke, der den Altar des Doms zu Århus schuf und Claus Berg, der den Altar der St.-Knud-Kirche in Odense schuf. Einer der bedeutendsten dänischen Bildhauer war Bertel Thorvaldsen, er gilt neben dem Italiener Antonio Canova als wichtigster Bildhauer des Klassizismus. Zur selben Zeit arbeiteten Hermann Vilhelm Bissen und Jens Adolf Jerichau. Bekannte Bildhauer des 20. Jahrhunderts waren Robert Jacobsen, Gunnar Westmann und Sonja Ferlov Mancoba, deren Plastiken von afrikanischen Skulpturen beeinflusst sind.

### Film
| Jahr | Anzahl |
| ---- | ------ |
| 1975 | 18     |
| 1985 | 09     |
| 1995 | 13     |
| 2005 | 41     |

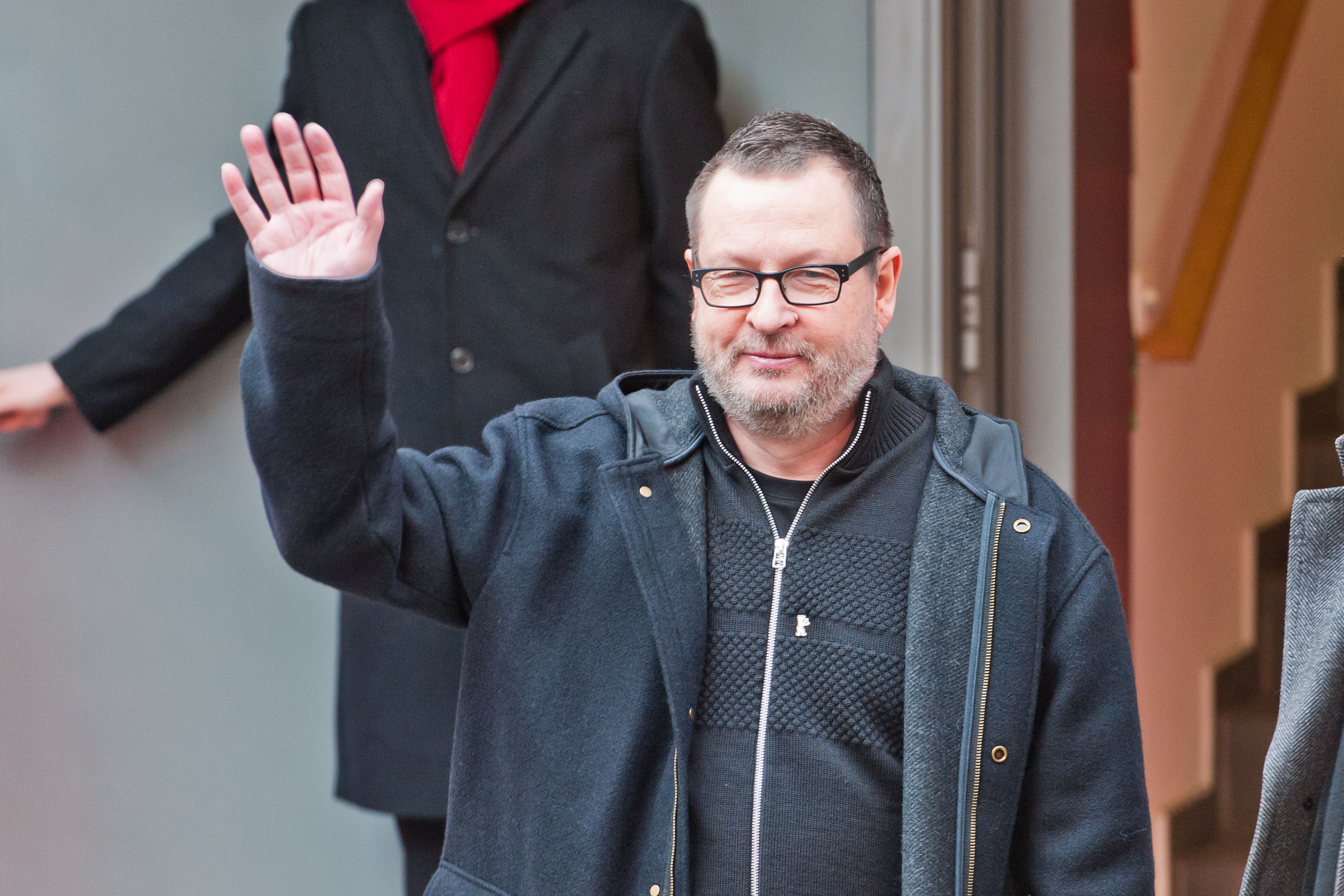
Lars von Trier 2014 in Berlin

In der Epoche des Stummfilms war Dänemark der größte Filmproduzent nach den USA, Deutschland und Frankreich.
Bemerkenswerte Beiträge zur Filmkunst boten die dänische Schauspielerin Asta Nielsen, die Anfang des 20. Jahrhunderts unter der Regie von Urban Gad zu einem der ersten Stars des Stummfilms aufstieg mit Filmen wie Afgrunden (1910; auf dt.: Abgründe). Auch der Regisseur Carl Theodor Dreyer setzte mit seinen ästhetisch anspruchsvollen Arbeiten wie La passion de Jeanne d’Arc (1928; auf dt.: Die Passion der Jungfrau von Orleans) oder Vampyr – Der Traum des Allan Gray (1932) Maßstäbe. International beliebt war auch das Komikerduo Pat & Patachon, das zwischen 1921 und 1940 etwa 50 gemeinsame Filme drehte. Die dänische Produktionsfirma Nordisk Film gehörte in der Zeit vor dem Ersten Weltkrieg zu den größten und produktivsten Filmstudios der Welt. Wenngleich die Position des Landes auf dem internationalen Filmmarkt mit dem Aufkommen des Tonfilms zusammenbrach, fanden anspruchsvolle Produktionen weltweit Beachtung.
In den 1990er-Jahren sorgte Lars von Trier international für Diskussionen durch sein gegen den Kommerzfilm gerichtetes filmästhetisches Programm Dogma 95, nachdem er sich bereits vorher durch ambitionierte Filme Ansehen verschafft hatte. Im Rahmen dieses umstrittenen Konzepts entstanden von Triers Idioterne (1998; auf dt.: Die Idioten) und Thomas Vinterbergs Festen (1998; auf dt.: Das Fest) und Lone Scherfigs Italiensk for begyndere (2000; auf dt.: Italienisch für Anfänger). Weitere bekannte dänische Regisseure sind Erik Balling (Die Olsenbande), Lasse Spang Olsen (In China essen sie Hunde), Anders Thomas Jensen (Adams Äpfel, Dänische Delikatessen) und Susanne Bier (Brothers – Zwischen Brüdern, Nach der Hochzeit).
Ausländische Filme werden in Dänemark nicht synchronisiert, sondern lediglich mit Untertiteln versehen. Einzige Ausnahme bilden Kinderfilme.

### Weltkulturerbe
In Dänemark liegen fünf Weltkulturerbestätten: der Dom zu Roskilde, das Schloss Kronborg in Helsingør, Runensteine, Grabhügel und Kirche von Jelling, Christiansfeld, eine Siedlung der Herrnhuter Brüdergemeine, und die Parforce-Jagdlandschaft Nordseeland.
- Der Dom zu Roskilde ist der erste gotische Dom Skandinaviens aus Backstein und heute die größte Kirche im Norden. Roskilde war vom 11. bis zum 15. Jahrhundert Königsresidenz und ist bis heute Grablege der Monarchen. In der Kirche liegen die Gräber von 20 dänischen Königen und 17 Königinnen, darunter die bedeutenden Margarethe I. und Christian IV. Seit 1995 ist die Kirche Weltkulturerbe.
- Schloss Kronborg liegt in Helsingør am Öresund. Das festungsgleiche Schloss im Stil der niederländischen Renaissance sicherte Dänemark für Jahrhunderte die wichtigen Einnahmen aus dem Sundzoll. William Shakespeare verlieh dem Ort Weltruhm als Schauplatz seiner Tragödie Hamlet. Seit 2000 ist Schloss Kronborg Weltkulturerbe.
- Die Runensteine von Jelling sind zwei der wenigen Steine, die dänischen Königen gewidmet sind und ihre Taten thematisieren. Sie entstanden Mitte bis Ende des 10. Jahrhunderts. Zusammen mit dem Grabhügel und der Kirche von Jelling werden sie von der UNESCO seit 1994 als Teil des Weltkulturerbes geführt.

### Sport
In der dänischen Geschichte ist je nach Tradition zwischen Idræt (=Leibesübungen aller Art), Gymnastik und Sport unterschieden worden.
Dänemarks größter Sportverband und Dachverband von 60 Sportfachverbänden ist heute Danmarks Idrætsforbund mit 1,7 Mio. Mitgliedern. Ihm obliegen die Reglementierung von Dänischen Meisterschaften und die Bestimmung zur Teilnahme an Olympischen Spielen. Bis September 2016 konnte Dänemark bei Olympischen Spielen 195 Medaillen erringen und liegt damit auf dem 25. Platz des Ewigen Medaillenspiegels. Dabei errang das Land 45 Gold-, 75 Silber- und 75 Bronzemedaillen. Mit einer Ausnahme wurden alle diese Medaillen bei Olympischen Sommerspielen gewonnen. Die einzige Medaille bei Winterspielen war eine Silbermedaille 1998 in Nagano im Curling.
Fußball

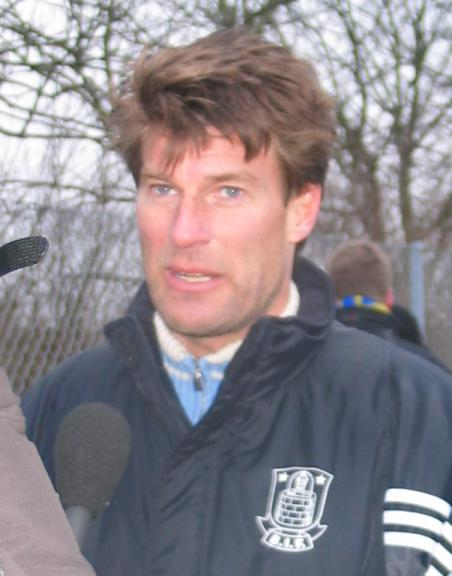
Michael Laudrup ist einer der bekanntesten dänischen Fußballspieler

Die beliebteste Sportart in Dänemark ist Fußball, der unter dem Dach der Dansk Boldspil-Union stattfindet. Insgesamt hat die dänische Fußballnationalmannschaft zehnmal an Fußball-Europameisterschaften teilgenommen: 1964 bei der zweiten Fußball-Europameisterschaft, von 1984 bis 2004, wo sie auch ihren größten Erfolg feiern konnte, den Gewinn der Fußball-Europameisterschaft 1992 in Schweden durch ein 2:0 über Deutschland, sowie 2012 bei der Fußball-Europameisterschaft in Polen und der Ukraine, 2021 bei der europaweit ausgetragenen Fußball-Europameisterschaft, wo das Halbfinale erreicht werden konnte und 2024 in Deutschland mit dem Viertelfinale.
Für eine Fußball-Weltmeisterschaft konnte sich die Nationalmannschaft fünfmal qualifizieren, und zwar für die 13. Fußball-Weltmeisterschaft in Mexiko, für die 16. Fußball-Weltmeisterschaft in Frankreich, für die 17. Fußball-Weltmeisterschaft in Südkorea und Japan, für die 19. Fußball-Weltmeisterschaft in Südafrika und für die 21. Fußball-Weltmeisterschaft in Russland. Größter Erfolg war hier das Erreichen des Viertelfinales der Fußball-Weltmeisterschaft 1998, wo man gegen Brasilien mit 3:2 ausschied. Bei den anderen WM-Teilnahmen erreichte man – mit Ausnahme der Fußball-Weltmeisterschaft 2010 in Südafrika – jeweils das Achtelfinale. Ein weiterer Erfolg der Dänen war der Gewinn des Konföderationen-Pokals 1995. Bei Olympischen Spielen konnte man bislang vier Medaillen erringen, drei Silbermedaillen (1908, 1912 und 1960) und eine Bronzemedaille (1948).
Die dänische Fußballnationalmannschaft der Frauen konnte sich bei sieben Frauenfußball-Weltmeisterschaften viermal qualifizieren, wobei das beste Ergebnis die zweimalige Teilnahme am Viertelfinale war (1991 und 1995). Bei neun Frauenfußball-Europameisterschaften konnte man sich achtmal qualifizieren und erreichte zweimal den dritten Platz.
Handball
Eine weitere beliebte Sportart ist Handball, der seit 1935 vom Dansk Håndbold Forbund organisiert wird. Die dänische Frauen-Handballnationalmannschaft gilt als eine der stärksten Frauennationalmannschaften im Handballsport. Sie konnten bislang eine Weltmeisterschaft (1997), drei olympische Goldmedaillen (1996, 2000 und 2004) und drei Europameisterschaften (1994, 1996, 2002) gewinnen.
Die dänische Männer-Handballnationalmannschaft gehört auch zur Weltspitze im Handball. Die dänische Herrenmannschaft erzielte vier erste Plätze (2019, 2021, 2023, 2025) sowie drei zweite Plätze bei Weltmeisterschaften (1967, 2011, 2013), die olympische Goldmedaille im Jahr 2016 in Rio de Janeiro, sowie einen ersten Platz bei der Europameisterschaft 2008.
Weitere Sportarten

Caroline Wozniacki war als erste Dänin Weltranglisten-Erste des WTA-Rankings

Im Tennis stellte Dänemark mit Caroline Wozniacki über ein Jahr lang die Weltranglisten-Erste des WTA-Rankings. Für ihr Land erreichte sie bereits in sehr jungem Alter große Erfolge und gilt als beste und erfolgreichste dänische Tennisspielerin aller Zeiten. Am 11. Oktober 2010 setzte sie sich als erste Skandinavierin überhaupt – im Alter von 20 Jahren – an die Spitzenposition der Weltrangliste, die sie non-stop (mit einer nur einwöchigen Unterbrechung durch Kim Clijsters) 67 Wochen innehatte. Damit erreichte sie auch die Seltenheit, zwei aufeinanderfolgenden Saisons als Weltranglisten-Erste zu beenden. Mit ihrem Sieg bei den Australian Open 2018 gewann sie als erste Dänin ein Grand-Slam-Turnier, zudem stand sie bereits zweimal (2009; 2014) im Finale der US Open, gewann im November 2017 das Finale der WTA-Weltmeisterschaften in Singapur und ist mit 30 WTA-Titeln sowie 4 ITF-Titeln eine der erfolgreichsten aktiven Tennisspielerinnen der Welt.
Auch im Badminton können dänische Sportler seit langem Erfolge feiern. Einer der bekanntesten Spieler des Landes ist Peter Gade, der von 1998 bis 2001 die Weltrangliste anführte und jedes große internationale Turnier gewann. Weitere bekannte Badminton-Spieler und -Spielerinnen aus Dänemark sind Jens Eriksen, Morten Frost, Pernille Harder, Poul-Erik Høyer Larsen, Martin Lundgaard Hansen, Camilla Martin und Mette Schjoldager.
Bei der Tischtennis-Europameisterschaft 2005 im eigenen Land gewann die Herrenmannschaft die Goldmedaille.
Im Motorsport waren bzw. sind Jan Magnussen und dessen Sohn Kevin Magnussen in der Formel 1 aktiv, außerdem traten die Tourenwagen- und Sportwagenrennfahrer Tom Kristensen und Kurt Thiim für Dänemark erfolgreich hervor.
Im Motorradsport holten die dänischen Speedwayfahrer Ole Olsen, Erik Gundersen, Hans Nielsen (Bahnsportler), Jan O. Pedersen und Nicki Pedersen bisher 14 Goldmedaillen bei der Speedway-Einzelweltmeisterschaft. Olsen und Gundersen gewannen auch jeweils die Langbahn-Weltmeisterschaft.
Cricket wird ebenfalls in Dänemark gespielt, die Nationalmannschaft spielte bisher jedoch nur gegen „kleinere“ Nationalmannschaften und qualifizierte sich noch nicht für ein internationales Cricketturnier. Dagegen gelang die Qualifikation für die U19-Cricket-Weltmeisterschaft 1998.
Special Olympics
Special Olympics Dänemark wurde 1985/1986 gegründet und nahm mehrmals an Special Olympics Weltspielen teil.

### Homosexualität
Homosexualität ist in Dänemark gesetzlich und gesellschaftlich weitgehend akzeptiert. 1989 hat Dänemark als erstes Land der Welt zivilrechtliche Partnerschaften für Homosexuelle eingeführt.